# Airbus Commercial Aircraft

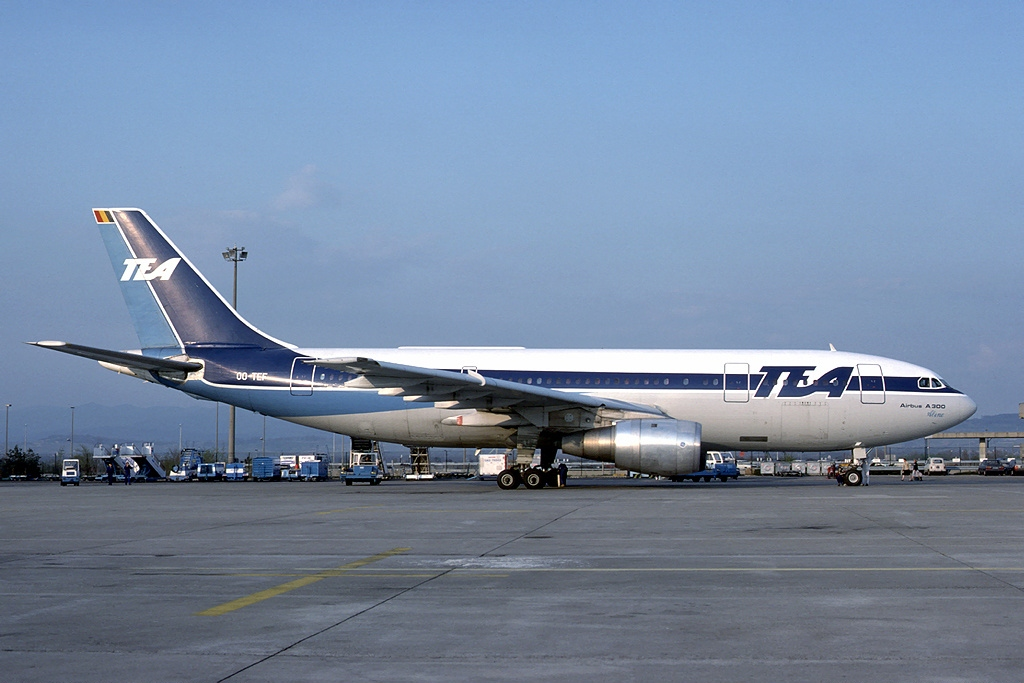
OO-TEF A300B1 MSN002, deuxième prototype d'Airbus, mais construit déjà avec spécification quasiment définitive en 1973, et donc exploité par TEA jusqu'en 1994.

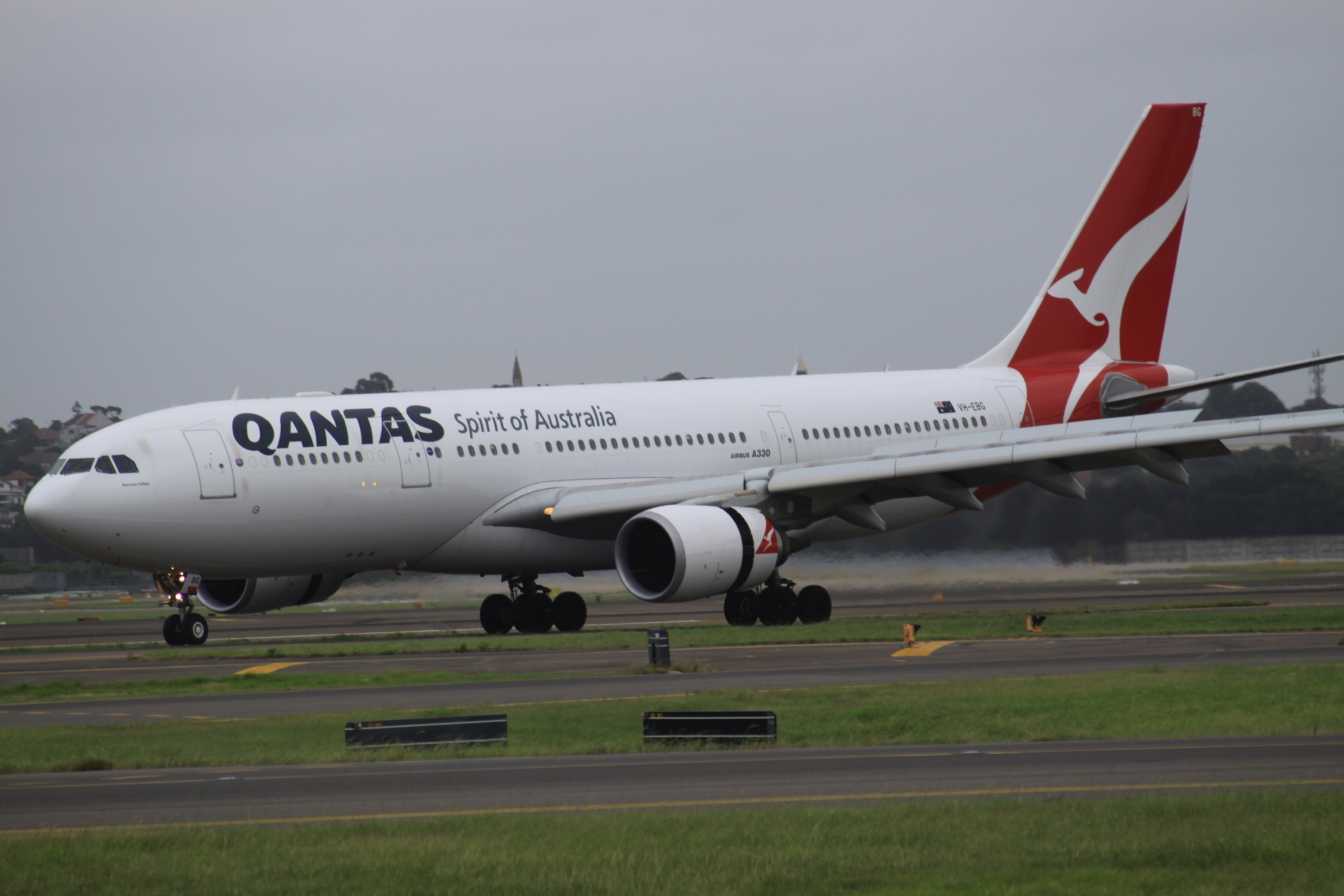
Airbus acheva le 13 décembre 2007 sa 5000e livraison avec cet A330 VH-EBG A330-203 MSN887.

Airbus Commercial Aircraft ou Airbus Operations, possédé par Airbus SAS, est un constructeur aéronautique européen dont le siège social se trouve à Blagnac, à côté de l'aéroport, dans la banlieue de Toulouse en France. Division détenue à 100 % par le groupe industriel du même nom, l'entreprise fabrique plus de la moitié des avions de ligne produits dans le monde, et est le principal concurrent de Boeing.
Airbus fut fondé en tant que consortium, sous forme de GIE, par Sud-Aviation et Deutsche Airbus à la fin des années 1960. Airbus Industrie est devenue une société par actions simplifiée (SAS) en 2001, filiale d’EADS renommée Airbus Group en 2014 puis Airbus en 2017. BAE Systems détenait 20 % d’Airbus entre 2001 et 2006.
Ainsi en 2010, 62 751 personnes sont employées sur 18 sites d'Airbus situés en France, en Allemagne, au Royaume-Uni et en Espagne. Même si les pièces des avions Airbus sont essentiellement fabriquées en Europe, certaines proviennent du monde entier. Mais les chaines d'assemblage final (FAL) se trouvent à Toulouse (France), Hambourg (Allemagne), Séville (Espagne), Tianjin (Chine), Mobile (États-Unis) et Mirabel (Canada). Des filiales d'Airbus se trouvent aussi aux États-Unis, en Chine, au Japon et en Inde.
Airbus a produit son premier avion, l'A300, en 1972, et propose une gamme d'avions commerciaux allant de l'A318 à l'A380, ainsi que des avions de fret et d'affaires. Airbus a été le premier constructeur à installer un système de commandes de vol électriques entièrement numériques, sur l'A320. En 2013, Airbus a produit 626 avions et a reçu 1 503 commandes nettes. Début 2017, Airbus annonce avoir battu son propre record de livraisons avec la production de 688 avions cette année, il devient ainsi no 1. Le 15 novembre 2017, Airbus décroche la plus importante commande de l'histoire de l'aéronautique en vendant au loueur américain Indigo Partners un total de 430 moyens-courriers A320neo, pour une valeur catalogue évaluée à près de 50 milliards de dollars US.
Le 10 juillet 2018, dans le cadre de son alliance avec le constructeur canadien Bombardier, Airbus dévoile la famille A220, composée de l’A220-100 (ex CS100) et de l’A220-300 (ex CS300).
Airbus se classait en 2023 au douzième rang mondial pour la production d'armement.

## Historique

### 1945-1967: contexte aéronautique et projets français, britanniques et allemands
Au lendemain de la Seconde Guerre mondiale, l'industrie aéronautique mondiale est dominée par les États-Unis. Douglas, Boeing et Lockheed bénéficient de l’important effort de guerre américain entre 1939 et 1945 et construisent un grand nombre d'appareils militaires quadrimoteurs à pistons, dont les versions civiles commerciales (DC-6, Boeing 377, Constellation, etc.) connaissent un grand succès commercial. L’arrivée des turboréacteurs marque le début de l'ère des avions à réaction, et les plus récents appareils (DC-8, Boeing 707, Boeing 720) dominent le marché aérien. En Europe, les infrastructures de l'industrie aéronautique ont été en partie détruites pendant la guerre, mais la production reprend vite et les premiers appareils équipés de turboréacteurs (Caravelle de Sud-Aviation, Trident de Hawker-Siddeley, VC10 de Vickers, BAC 1-11 de British Aircraft Corporation, etc.) sortent dans les années 1950. Ils ne rencontrent cependant pas le même succès que leurs concurrents américains, se vendent beaucoup moins et ne parviennent pas à s'introduire sur le marché des États-Unis.

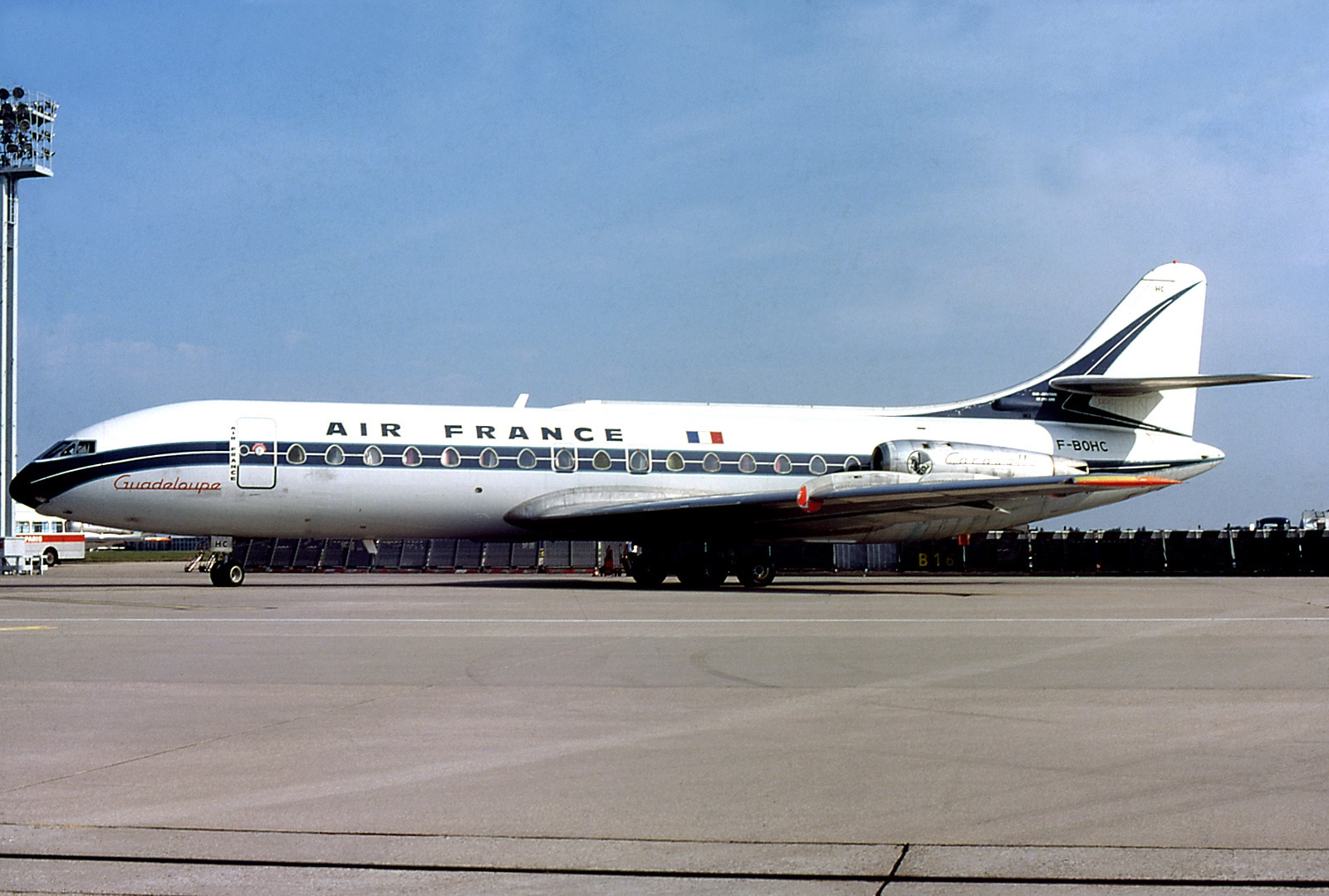
F-BOHC, Sud SE-210 Caravelle III d'Air France.

Dans les années 1960, le transport aérien de masse est en pleine expansion, et une étude de la FAA prévoit un triplement du trafic entre 1965 et 1971 pour un marché s'élevant à 1 610 appareils. Au salon du Bourget de 1965, les principales compagnies aériennes européennes mènent des discussions officieuses sur leurs besoins en courts et moyens-courriers, nécessaires pour réagir face à la croissance du trafic. Les constructeurs américains se lancent dans la construction de gros-porteurs (Lockheed L-1011, Boeing 747, etc.) tandis que, afin d'éviter une concurrence frontale, les Européens s'intéressent à un marché différent, celui des courts-courriers de deux-cents places, plus adaptés aux courtes liaisons, mais denses, rencontrées en Europe, et cherchent à développer l'idée des « air bus » (« bus des airs »).
Des rencontres entre les principaux protagonistes du transport aérien ont lieu, et les constructeurs européens suivent tous leurs propres projets : Galion pour Sud-Aviation, le successeur du BAC 1-11 pour British Aircraft Corporation, une version allongée du Trident pour Hawker-Siddeley, etc. Hawker-Siddeley mène également des études avec Nord-Aviation et Breguet sur un nouveau gros-porteur, le « HBN 100 » (initiales de Hawker, Breguet et Nord), un appareil au fuselage circulaire de 20 pieds de diamètre, similaire à celui du 747 de Boeing,,. Des industriels allemands, voyant une chance de relancer leur production industrielle nationale, lancent, eux aussi, un groupe d'étude regroupant 5 constructeurs (Dornier, Hamburger Flugzeugbau, Messerschmitt-Bölkow, Siebelwerke-ATG et VFW). Le Studiengruppe Airbus, utilisant le nom « Airbus » de façon officielle, étudie la possibilité de participer à une collaboration internationale, mais aucun de ces projets ne rivalise avec les appareils américains. British European Airways réunit alors huit compagnies aériennes européennes en octobre 1965, lors d'un symposium consacré au marché de l'« Airbus ». Il en ressort un projet franco-britannique d'appareils de 200 à 225 passagers d'une autonomie de 810 milles nautiques, pour un prix de revient de 20 à 30 % moins important que le 727-200,.
En 1965, les Allemands transforment leur groupe d'étude en une structure plus organisée et coordonnée, le Arbeitsgemeinschaft Airbus, qui vise au développement d'un gros-porteur quadriréacteur en collaboration avec d'autres partenaires européens. Au début de l’année 1966, Sud-Aviation et Dassault discutent aussi d'un projet de gros-porteur biréacteur concurrent du HBN-100. Face à cette recrudescence d’intérêt, les gouvernements allemand, britannique et français s'entendent pour désigner une seule entreprise nationale pour les représenter (Arbeitsgemeinschaft Airbus pour l’Allemagne, Hawker-Siddeley pour le Royaume-Uni et Sud-Aviation pour la France). Le projet HBN-100 est officiellement choisi et une demande de financement est faite auprès des trois gouvernements le 15 octobre 1966. Pour la première fois, le projet est présenté sous le nom d'« Airbus A300 ».
Début 1967, la taille de l'A300 est sensiblement revue à la hausse, en partie pour des questions de prestige, bien qu'aucune compagnie aérienne européenne ne voie le besoin d'une telle capacité dans un avenir immédiat. Français et Britanniques se mettent d'accord pour attribuer la gestion des études à la France, à la condition que Rolls-Royce soit le fournisseur des moteurs. En mai 1967, un projet plus élaboré, d'une capacité de 300 passagers, est présenté et le coût en recherche et développement est évalué à 190 millions de livres, pris en charge à 37,5 % par le Royaume-Uni, 37,5 % par la France et 25 % par l'Allemagne. Les estimations prévoient un marché potentiel de 250 appareils et le 25 juillet 1967, le projet d'accord est officiellement signé afin de « renforcer la coopération européenne dans le domaine de la technologie aérospatiale ». Un mémorandum d'entente sur le lancement de la première phase d'étude de l'A300 est signé à Londres en septembre 1967. Il prévoit que les plans définitifs soient arrêtés en juin 1968 et que le prototype ne soit construit qu'à la condition que les commandes atteignent 75 exemplaires.

### 1967-1978: A300 et formation d'Airbus Industrie
Dans les mois qui suivent la signature, les gouvernements français et britanniques expriment des doutes sur la faisabilité du projet. Les compagnies aériennes boudent l'A300 qu'elles estiment trop grand et le consortium n’enregistre aucune commande au mois de juin 1968. Français et Britanniques s'inquiètent face à l’augmentation du coût du programme. La France doit financer deux grands projets en parallèle (Concorde et Dassault Mercure 100), mais voit cependant dans l'A300 une possibilité de fournir du travail à 30 000 salariés, pour la plupart français, tandis que le Royaume-Uni, déjà inquiété par le coût du développement du Concorde, émet de plus en plus de doutes quant à sa participation. De plus, Rolls-Royce et Lockheed ayant signé un accord d'exclusivité pour le moteur RB211 censé équiper l'A300, le Royaume-Uni se voit dans l’obligation de financer le développement d'un nouveau turboréacteur plus puissant. En prenant ce renseignement en 1968, Roger Béteille décida de faire adapter le projet aux réacteurs disponibles. En conséquence, une solution fut proposée, nommée « A250 » selon le nombre de sièges, mais aussitôt rebaptisée « A300B », ayant des dimensions légèrement inférieures à l'A300 initial et pesant 25 tonnes de moins. Sa soute fut redessinée afin de lui permettre d'embarquer des conteneurs LD3 côte-à-côte et d'augmenter sa rentabilité économique. Tony Benn, ministre des technologies britannique, annonce en décembre 1968 que le Royaume-Uni ne peut s'engager à participer financièrement au projet et pourrait ne pas soutenir le consortium. Le Royaume-Uni décide finalement d'abandonner sa participation au projet en 1969.

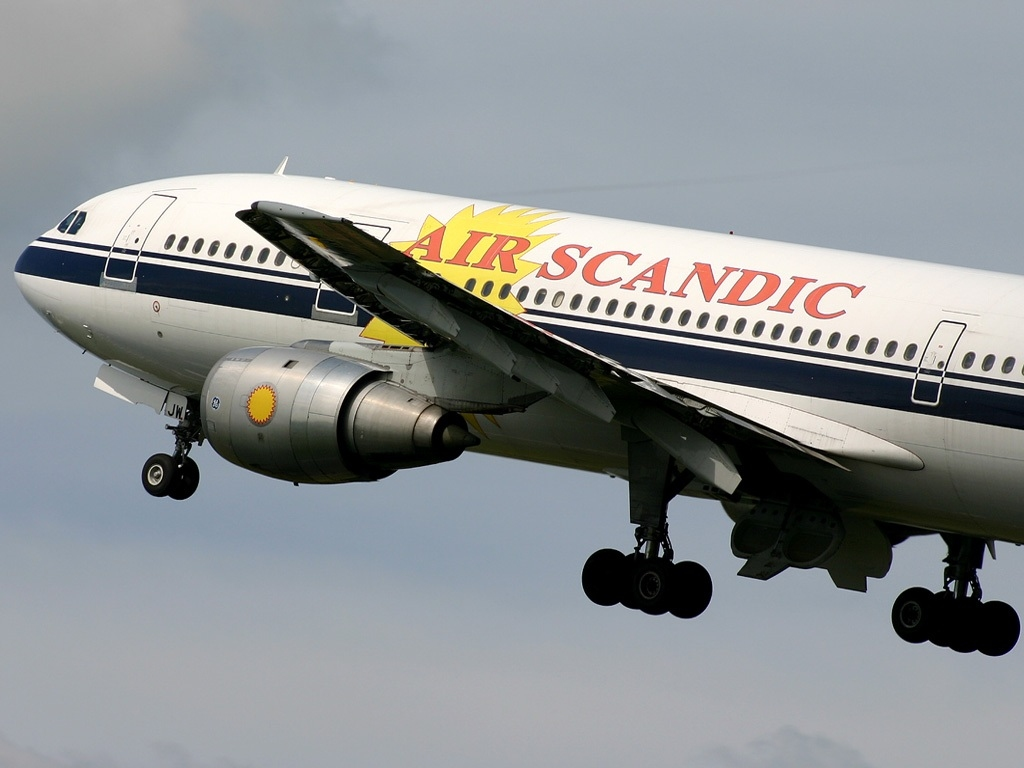
Si le programme de l'A300 fut sauvé, c'était techniquement et politiquement grâce au réacteur General Electric CF6, initialement développé pour le DC-10. De plus, mis en service déjà en 1971, ce moteur obtenait, avant que l'A300 ne commence ses vols commerciaux, une bonne fiabilité en raison de laquelle Airbus réussit à convaincre Eastern Airlines en 1978. G-SWJW, A300B4-203 MSN302 s'équipant le CF6-50C2.

Face à ce retrait, l'Allemagne de l'Ouest, poussée par son ministre des finances Franz Josef Strauß, voit une chance de reconstruire son industrie aéronautique civile et propose d'augmenter sa participation au projet et de porter son financement à 50 %. La France et l'Allemagne signent au Salon du Bourget de 1969 un accord de coopération pour le biréacteur « A300B » de 226 places, conçu pour être plus économique que les tri ou quadriréacteurs concurrents,. La motorisation est attribuée à General Electric en coopération avec Snecma pour mettre au point le futur moteur CFM 56. Malgré le retrait du Royaume-Uni, Arnold Hall, directeur de Hawker Siddeley, avait déjà investi 35 millions de Livres dans la conception et la fabrication des ailes et décide de s'associer seul à Sud-Aviation et Deutsche Airbus sur le projet A300B.
Au 1er janvier 1970, Sud- et Nord-Aviation s'unissent pour former un géant de l'aéronautique : Aérospatiale. Français et Allemands souhaitent formaliser la structure de leur collaboration et le financement de l'A300B. Initialement réparti à hauteur de 50 % pour chaque pays, les parts doivent être modifiées. Plusieurs des partenaires de Deutsche Airbus décident de se retirer du projet, ne laissant que MBB et VFW-Fokker. Mais comme VFW-Fokker n'est que la partie allemande du groupe Fokker-VFW basé aux Pays-Bas, le gouvernement néerlandais se voit dans l'obligation de prendre 6,6 % des parts du projet A300B afin de régulariser la situation. La part de la France et de l'Allemagne ne se montent plus qu'à 46,7 %. Après cette restructuration, Aerospatiale et Deutsche Airbus forment officiellement « Airbus Industrie » le 18 décembre 1970. La structure d'Airbus Industrie est celle d'un groupement d'intérêt économique (GIE) qui permet des échanges facilités entre les nations participantes et offre plus de flexibilité dans les opérations. Le siège de la nouvelle entité est basé à Paris et Franz-Josef Strauss est nommé président du conseil de surveillance, chargé de décider des nouveaux programmes.
Après le transfert des parts de Fokker à l'Allemagne de l'Ouest, le constructeur espagnol Construcciones Aeronáuticas Sociedad Anónima (CASA), qui avait été associé au programme Dassault Mercure depuis 1969, rejoint Airbus Industrie et prend 4,2 % du capital, réduisant la part d’Aérospatiale et de Deutsche Airbus à 44,6 % chacun,.

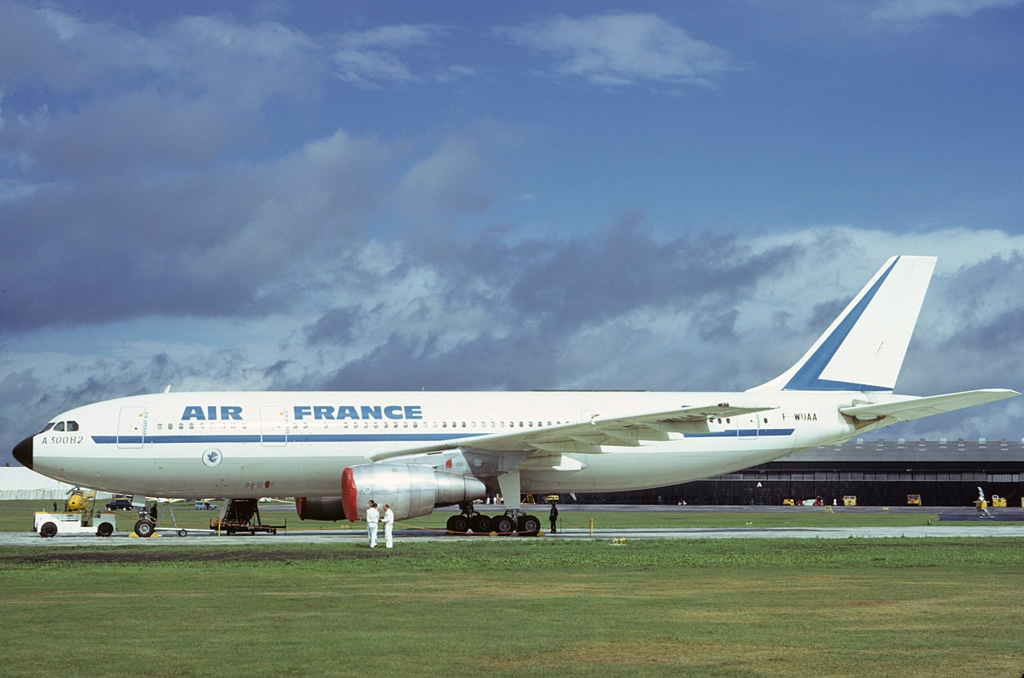
F-WUAA, A300B2-1C MSN004, appareil qui effectua le premier vol commercial d'Airbus le 23 mai 1974.

Dès la construction du prototype, il était prévu, notamment par Felix Kracht, de construire des variantes de l'A300B avec des capacités d'emport et des rayons d'action accrus afin d'en faire un appareil flexible et adaptable à tous les segments du marché :
- A300B1 prototype (seulement deux exemplaires) ;
- A300B2 pour une version allongée de 10 m, première version livrée ;
- A300B3 pour une masse maximale au décollage de 148,5 t ;
- A300B4 encore une masse de 150 t en faveur d'un rayon d'action amélioré ;
- A300B5 conçu en tant que version fret (futur A300F4-203, seulement 2 exemplaires pour Korean Air) ;
- A300B6 d'abord version fret allongée ; puis version modernisée (futur A300B4-600/600R ainsi qu'A300F4-600R) ;
- A300B8 avec 51 m de longueur équivalant de l'A300B1 (moins de poussée) ;
- A300B9 pour une version très allongée (encore quatre rangées), avec 350 sièges (futur TA9, puis A330) ;
- A300B10 en tant que version raccourcie, supprimant cinq rangées (futur A310) ;
- A300B11 version quadriréacteur accueillant 200 passagers (futur TA11, puis A340).

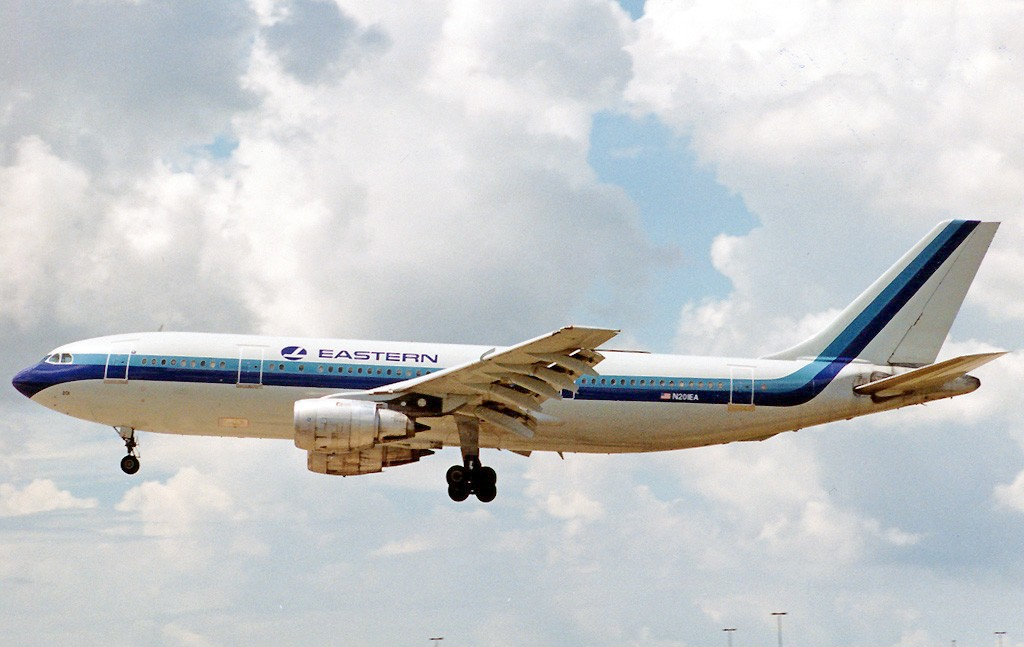
N201EA, A300B4-1C MSN041, fut livré à EAL en tant que premier exemplaire le 3 décembre 1977. Airbus lui permit d'exploiter gratuitement quatre appareils durant six mois. Eastern acquit finalement ces avions. Entre 1982 et 1983, les A300 d'EAL ne subirent aucun arrêt de réacteur CF6-50C2 lors de leur exploitation durant un an, soit 128000 heures. Un véritable record. Airbus soulignait également la qualité du système de contrôle de réacteur.

La capacité de l'A300B1 n’est pas assez importante pour la compagnie Air France qui porte un plus grand intérêt à la version allongée A300B2, d'une capacité de 270 passagers et passe une commande de 6 exemplaires de cette version, le 3 septembre 1970, la toute première commande d'Airbus. Le premier vol de l'A300B1 est réalisé le 28 octobre 1972 avec un mois d'avance sur le calendrier prévu et il reçoit les certifications de la DGAC française et de la LBA allemande le 15 mars 1974 et de la FAA le 30 mai 1974. Air France est la première compagnie qui a exploité le premier vol commercial de l'A300, entre Paris et Londres, le 15 avril 1974.
Afin de faire connaître l'A300 et de tenter de percer le marché américain, Airbus décida en septembre 1973 de lancer une tournée d'exhibition de six semaines en Amérique du Nord et Amérique du Sud, car le constructeur envisageait le marché américain depuis sa fondation. Si cette tournée rencontra un grand succès, la vente de l'A300 restait encore difficile. De fait, entre la fin 1975 et le mois de mai 1977, aucune commande ferme ne fut signée.
Le premier contrat outre-Atlantique fut conclu par Western Airlines avec huit A300B4 pour remplacer ses B707 et B720 vieillis, en janvier 1977. Néanmoins, Airbus connaît dorénavant et jusqu'ici le protectionnisme fort des États-Unis qui fit ruiner le contrat de Western.
C'est Frank Borman, directeur de la compagnie Eastern Air Lines et ancien astronaute, qui sauva le programme de l'A300, en commandant 23 A300 B4 le 6 avril 1978. Cet achat lança la carrière d'Airbus aux États-Unis. Au préalable Airbus lui avait proposé une location gratuite de quatre appareils neufs pour six mois afin que la compagnie puisse éprouver la fiabilité et la rentabilité de l'A300. EAL ne supportait que les coûts de formation de l'équipage et d'exploitation. Il ne fallut que trois mois d'essai en faveur à Borman pour juger de l'avion. Aussitôt l'acquisition annoncée, Borman fut critiqué par plusieurs administratifs ainsi que par le PDG de Douglas. Si Airbus n'avait pas sélectionné le réacteur de General Electric, EAL n'aurait pas pu résister à leurs attaques. Cet homme, distingué pour sa carrière auprès de l'armée et de l'astronautique, réussit à défendre son contrat avec Airbus, en soulignant le grand nombre de fournisseurs américains participant au programme de l'A300, surtout pour les pièces moteur.

### 1978-1980: lancement de l'A310 et implication du Royaume-Uni

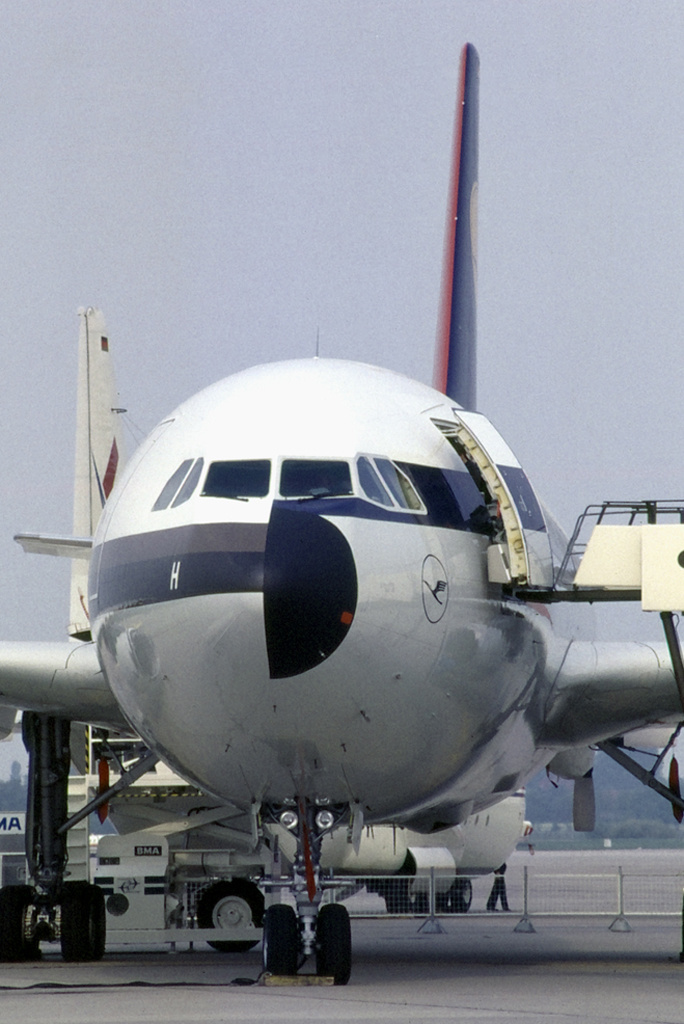
F-WZLH (signifiant Swiss et Lufthansa) A310-221, prototype de l'A310, aux couleurs de ses deux premiers clients.

Alors que l'A300 rencontra un grand succès commercial face à Boeing, Airbus se décida à lancer en juillet 1978 le développement d'un successeur. La capacité de l'A300 avait en grande partie été décidée afin de satisfaire les besoins de la compagnie Air France mais avait donné naissance à un appareil un peu trop grand pour les besoins réels et de nombreuses compagnies n'avaient pas le trafic suffisant pour remplir des A300. Dans le but de réduire les coûts de recherche et développement, Airbus envisage de concevoir l'A300B10MC (pour A300B Minimum Change) en raccourcissant le fuselage d'un A300B afin d'obtenir une capacité de 220 passagers, mais un tel appareil aurait l'inconvénient d'avoir une voilure et un train d'atterrissage surdimensionnés et trop lourds, entraînant une surconsommation de kérosène. De nombreuses séances de concertation entre les différents partenaires se suivent et permettent d'affiner les caractéristiques du futur A310. Contrairement à l'A300, largement influencé par des décisions politiques des pays participants, les considérations techniques et commerciales priment durant le développement du projet A310 et marquent pour la première fois l'émergence d'un vrai pouvoir industriel d'Airbus face aux états membres.
La première maquette de l'A310 est présentée au salon aérien de Hanovre en avril 1978 et l'A300B10 est lancé le 6 juillet 1978 par Aerospatiale, MBB, Fokker et CASA. Au début de l'année 1979, Lufthansa, Swissair, KLM, Air France et Iberia ont déjà passé commande de nombreux exemplaires de l'A310, dont les plans se précisent de plus en plus. L’effort de conception de l'A310 permet au Royaume-Uni et à British Aerospace (BAe) de retrouver un rôle dans l'industrie aéronautique européenne, car de nouvelles ailes doivent être créées pour l'A310. BAe est un conglomérat national issu du mouvement de consolidation de l’industrie aéronautique britannique lancé par le gouvernement travailliste au cours des années 1970 et le gouvernement britannique se pose la question de savoir si BAe doit se rapprocher d'Airbus ou d'un constructeur américain. British Airways, dont la majorité des appareils sont américains, et Rolls-Royce Lld, dont le réacteur RB211 équipe le Boeing 757, sont en faveur d'une alliance avec les Américains, mais l'implication de Hawker-Siddeley dans le programme A300 favorise un rapprochement avec Airbus et un accord est signé entre Airbus et BAe le 27 octobre 1978. Les gouvernements français, allemand, espagnol et britannique ratifient cet accord le 27 octobre 1978 et BAe rejoint officiellement le GIE le 1er janvier 1979 pour participer au développement et à la construction de l'A310. La participation des États-membres du consortium est alors la suivante : 37,9 % pour les Allemands et les Français, 20 % pour les Britanniques et 4,2 % pour les Espagnols.
Le prototype de l’A310 effectua son premier vol d'essai le 3 avril 1982, et les premiers appareils équipés des réacteurs General Electric CF6-80A3 et Pratt & Whitney JT9D-7R4D1 furent simultanément livrés à Lufthansa et à Swissair le 29 mars 1983, avec une grande cérémonie organisée par Airbus, à la suite de leurs livraisons légales précédentes. Tous les deux types avaient obtenu leur certification, le 11 mars.

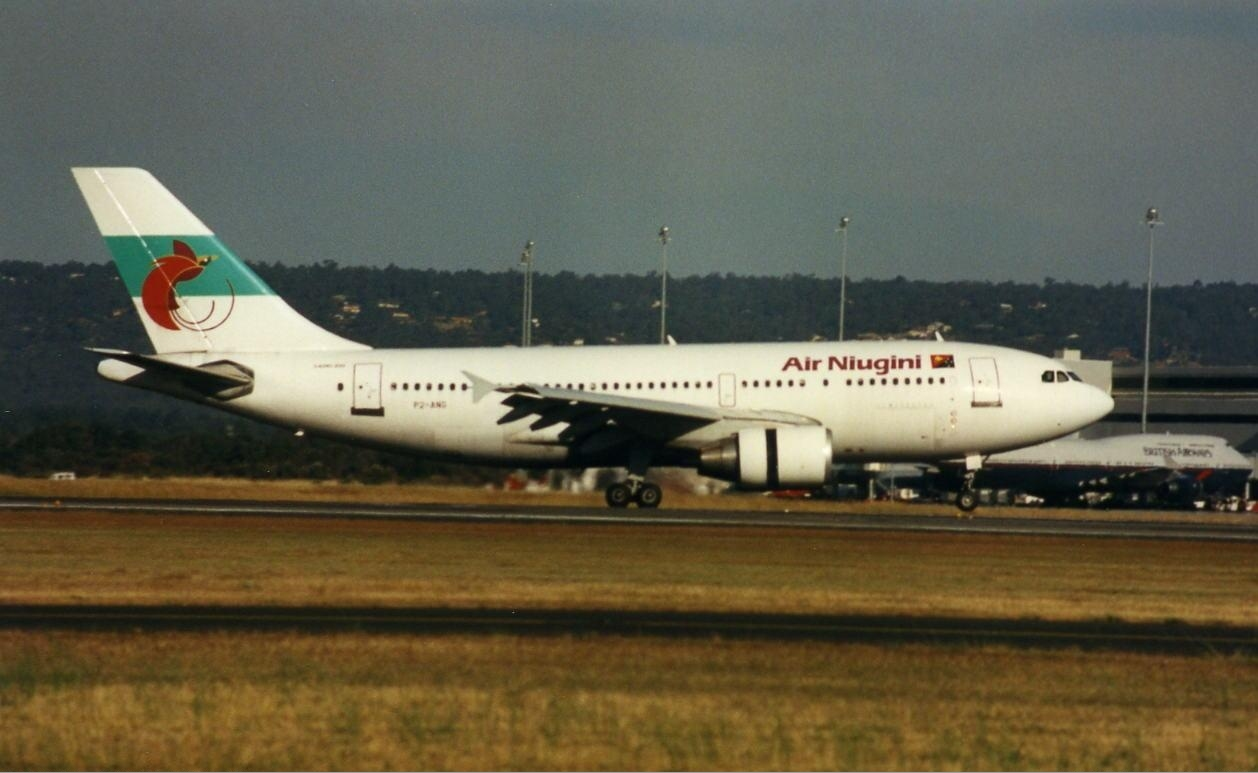
P2-ANA, A310-324 MSN378, prototype de modèle -300. Son empennage vertical fut fabriqué, pour la première fois dans l'histoire aéronautique, en plastique à renfort fibre de carbone.

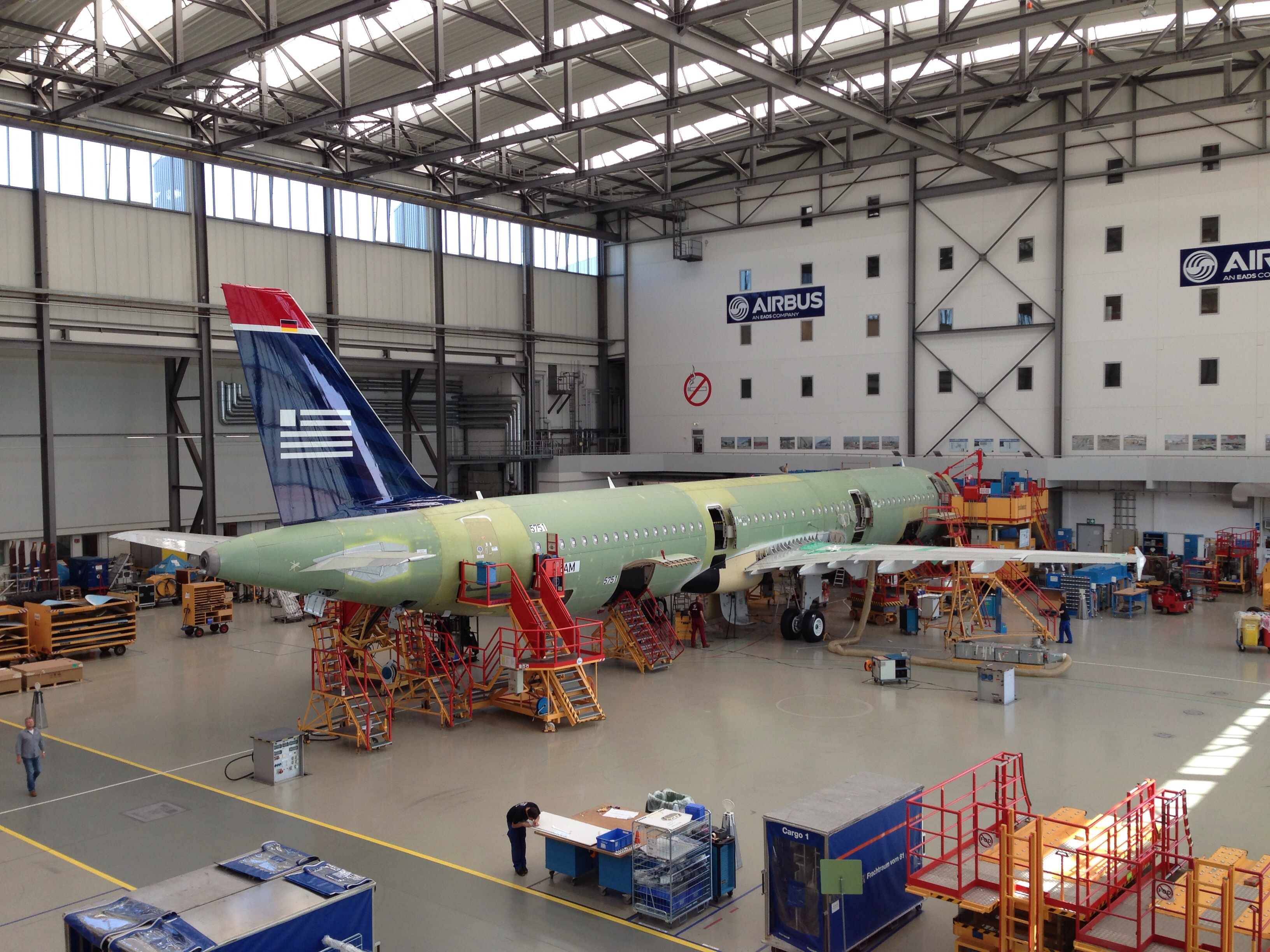
C'est la raison pour laquelle l'empennage d'Airbus est toujours en couleurs depuis sa fabrication. À Hambourg, l'assemblage final de N568UW A321-231 MSN5751, destiné à US Airways.

De nombreuses innovations technologiques font leur apparition sur l'A310. Les aérofreins, les spoilers et la gouverne sont réalisés en plastique à renfort fibre de carbone, d'abord à l'essai sur l'A300 (5 %) puis inclus en série sur l'A310-200 (7 %). C'est également le premier appareil à disposer d'une voilure supercritique. Face à la demande des compagnies aériennes d'appareils offrant des rayons d'action accrus, Airbus propose, en 1982, une nouvelle version de l'A310 avec une autonomie de 7 500 km, l'A310-300. Pour la première fois, les structures principales tel l'empennage vertical sont en matériaux composites. L'ajout de winglets permet de réduire la traînée induite par la portance et de diminuer la consommation de kérosène. Même si l’A310 offre de nombreuses innovations technologiques, il rencontre un succès commercial mitigé avec seulement 255 livraisons à la fin 2000 contre plus de 817 pour son principal concurrent, le Boeing 767.
La récession du début des années 1980 entraîne une baisse des commandes et l’arrêt de la production de l'A300B en 1984. Une version modernisée de l’A300, l'A300-600, est proposée et reprend les principales caractéristiques de l’A300, mais en y intégrant les nouveautés technologiques de l'A310 : suppression du mécanicien de bord et cockpit à deux pilotes uniquement. En profitant de l'empennage de l'A310, plus de sièges furent ajoutés, tandis que la masse maximale au décollage fut augmentée, d'abord jusqu'à 165 tonnes (A300B4-600), puis plus de 170,5 tonnes (A300B4-600R). L’A300-600 rencontre un succès plus important que l'A310 et est décliné en version fret et Super Transporter.

### 1980-1990: succès de l'A320
Alors que les Allemands ont obtenu la réalisation de l'A310, les études de marché montrent que le segment des moyens-courriers de 150 places devient de plus en plus populaire auprès des compagnies et permettrait de concurrencer le Boeing 737-200 et le DC-9 de McDonnell Douglas. Les premières études pour un tel appareil remontent au milieu des années 1970 lorsqu'un comité composé d'Aerospatiale, BAC, Hawker-Siddeley, Dornier, MBB et VFW se réunit en 1974 pour discuter de plusieurs propositions d'avion. Dassault propose le Mercure 2000, BAC propose le X-Eleven et Aérospatiale propose l'A200 en deux versions : l'A200A de 134 places et l'A200B de 174 places.

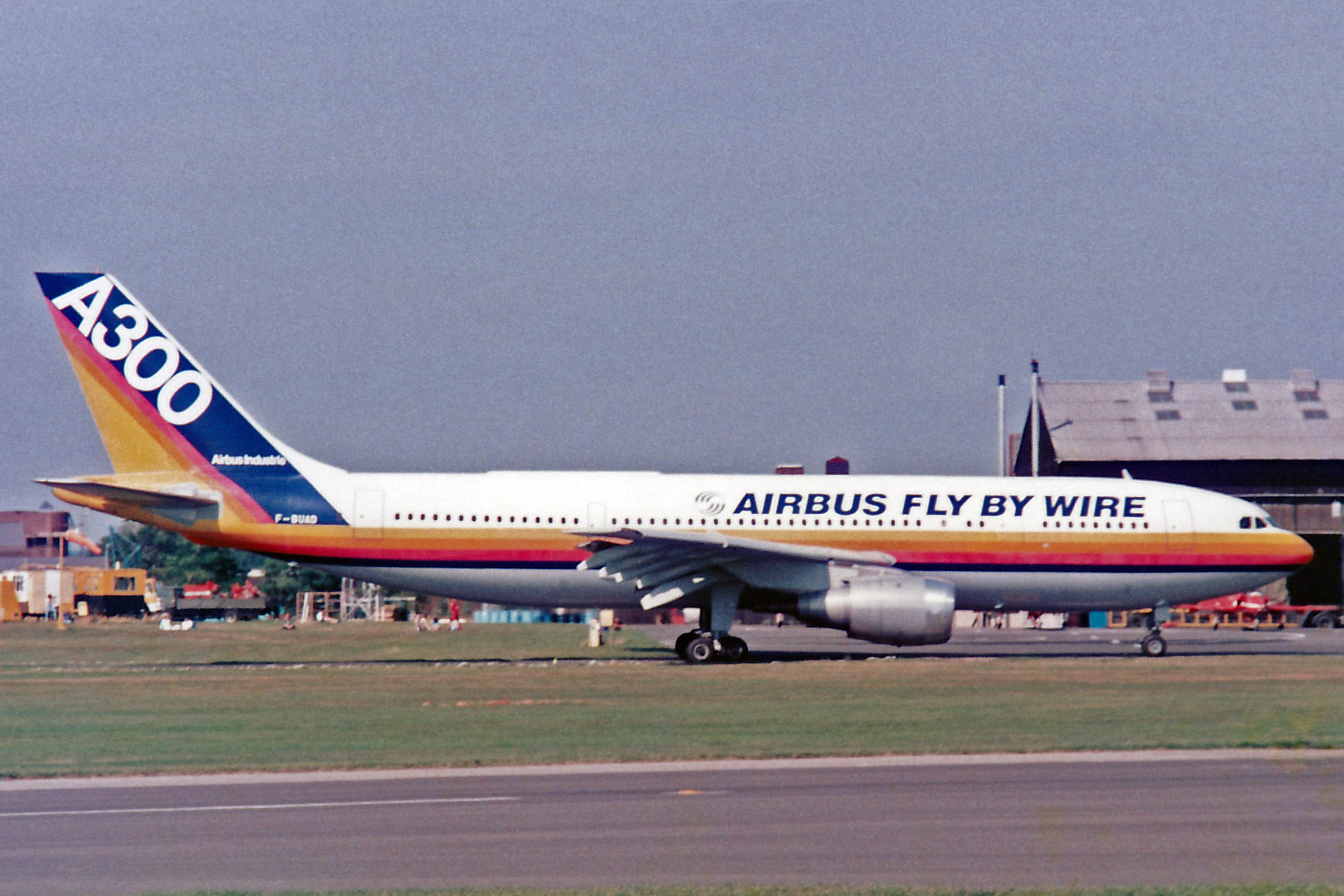
F-BUAD, A300B2-1C MSN003 prototype, en tant que plateforme du développement de commandes de vol électriques pour l'A320, en 1986.

En 1981, le Conseil de surveillance d'Airbus Industrie autorise le GIE à entamer des pourparlers avec les compagnies et les motoristes pour un appareil de 150 places et en juin 1981, Bernard Lathière annonce que le programme A320 est officiellement lancé. Les études montrent alors que le marché des A320 pourrait s'élever à 3 000 exemplaires sur 10 ans. Au Salon du Bourget, Air France donne un essor supplémentaire à ce programme en déclarant son intention d'acquérir 25 appareils avec une option sur 25 autres, avant même que le programme ne soit officiellement lancé,. Le nouvel appareil d'Airbus devait être de taille similaire au B737, mais devait proposer différentes capacités d'emport. Après le choc pétrolier de 1970, Airbus a souhaité minimiser la consommation de ses A320 et se différencier de la concurrence en introduisant des innovations technologiques à la fois décisives et nombreuses, telles que les commandes de vol électrique, les structures en matériaux composites, le contrôle du centre de gravité par déplacement du kérosène, la planche de bord tout écran et un cockpit avec seulement deux pilotes. Ces innovations ont permis à l'A320 de consommer moitié moins de kérosène que le Boeing 737 et de procurer des économies substantielles du fait d'un pilotage à deux.
Lorsque l'A320 est officiellement lancé le 2 mars 1984, les commandes fermes atteignent déjà le chiffre de 80 de la part de cinq compagnies différentes. En 1988, Airbus sort l'A320, le premier avion civil à commandes de vol électriques numériques, entièrement contrôlées par des calculateurs. Très controversée initialement, cette technologie a été mise au point notamment grâce à l'expérience accumulée sur Concorde. L'A320 est le premier avion de sa catégorie (narrow body ou single aisle, c'est-à-dire à fuselage étroit ou un seul couloir de 150 places environ) conçu après le Boeing 737 qui date des années 1960.
Le succès de l'A320 fut encore plus clair lorsqu'Airbus, en concurrence avec Boeing, remporta une importante commande de la part de la compagnie américaine Pan Am. Le premier A320 a été présenté au public à Toulouse lors d'une fastueuse cérémonie en février 1987 et le premier appareil a été livré en mars 1988, puis mis en service par Air France le 18 avril 1988. Le Crash d'Habsheim, le 26 juin 1988 fut à l'origine des controverses sur la « fiabilité affirmée » de l'avion et plus particulièrement sur celle de l'informatique embarquée.

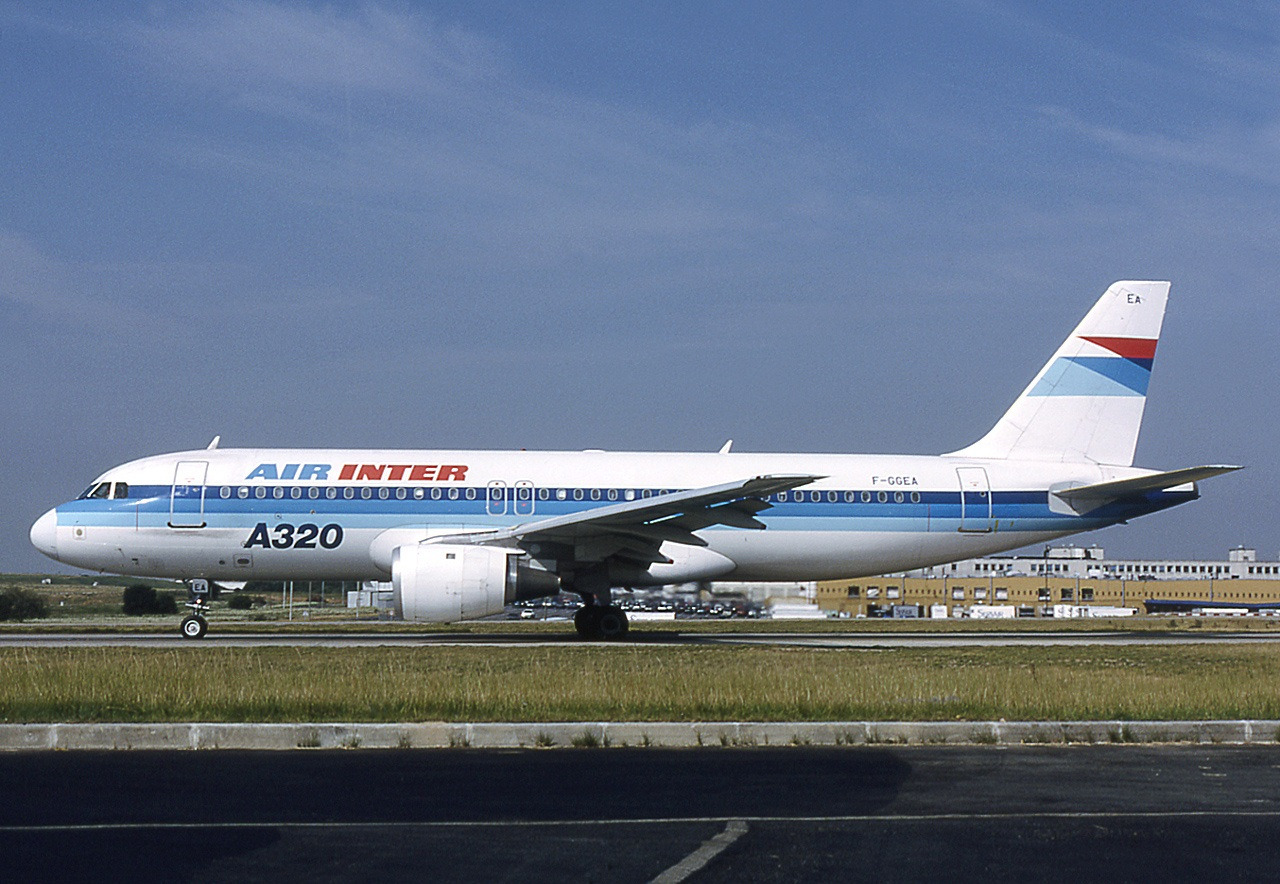
F-GGEA, A320-111 MSN010, premier exemplaire livré à Air Inter.

Le pilotage à deux fut à l'origine d'un mouvement de grève important chez Air Inter de la part des navigants. Mais cette grève fut déclarée illicite par le tribunal de Bobigny en novembre 1987, et le succès d'Airbus ne se démentit plus.
C'est le lancement de l'A320 qui établit Airbus comme un acteur majeur sur le marché aéronautique, avec plus de 400 commandes avant son premier vol, comparé aux seules 15 commandes pour l'A300 en 1972. L'A320 a joué un rôle considérable dans l’essor d’Airbus : il permit à Airbus, après le succès de l'A300 et de l'A310, de devenir incontournable sur la scène mondiale et a ouvert une nouvelle ère dans l’aéronautique européenne et mondiale. En 2005, l'A320 représentait plus des trois quarts des commandes d’Airbus.
Devant le succès remporté par l'A320, Airbus lance, en novembre 1989, un projet portant sur une version allongée de 186 places de l'appareil, l'A321.

### 1990-2000: diversification de la gamme d'avions

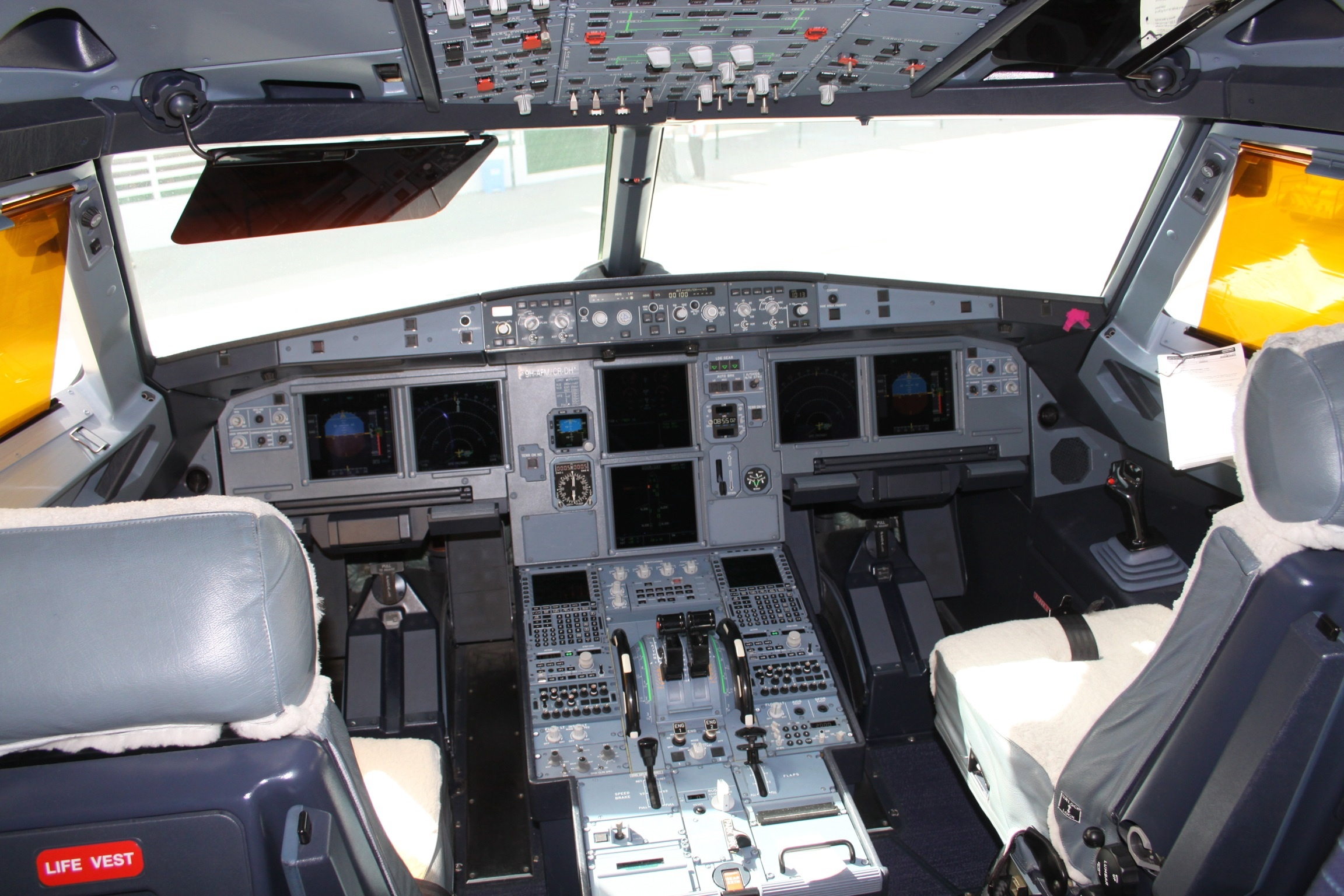
Quelle que soit la taille d'appareil, le cockpit de la famille A320 est identique. Il est donc facile que les compagnies aériennes et leurs équipages modifient ses types en adaptant à la tendance du marché. Celui de 9H-AFM, A318-112 Élite (ACJ).

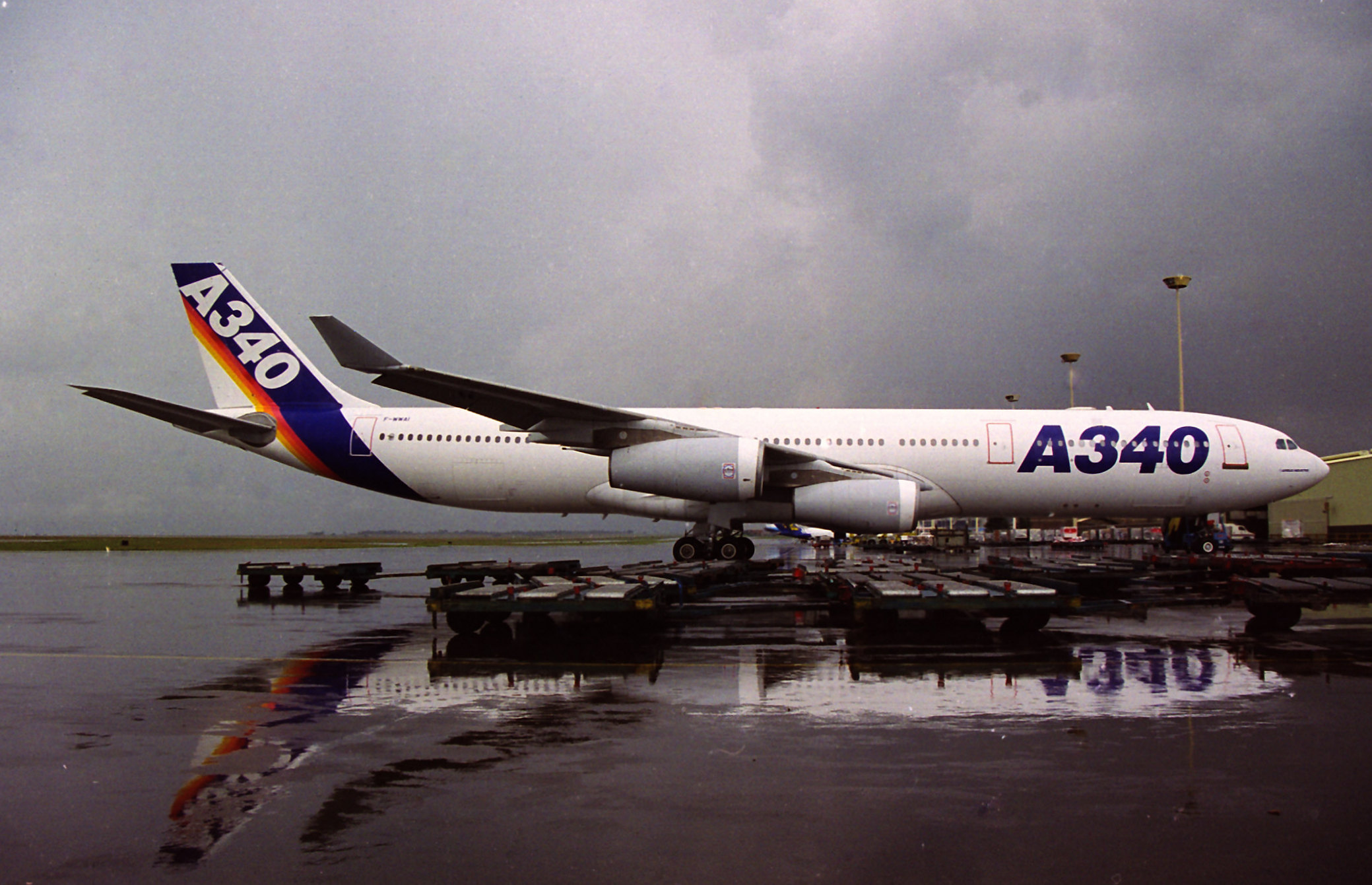
F-WWAI, A340-311 MSN001 prototype. Premier quadriréacteur d'Airbus.

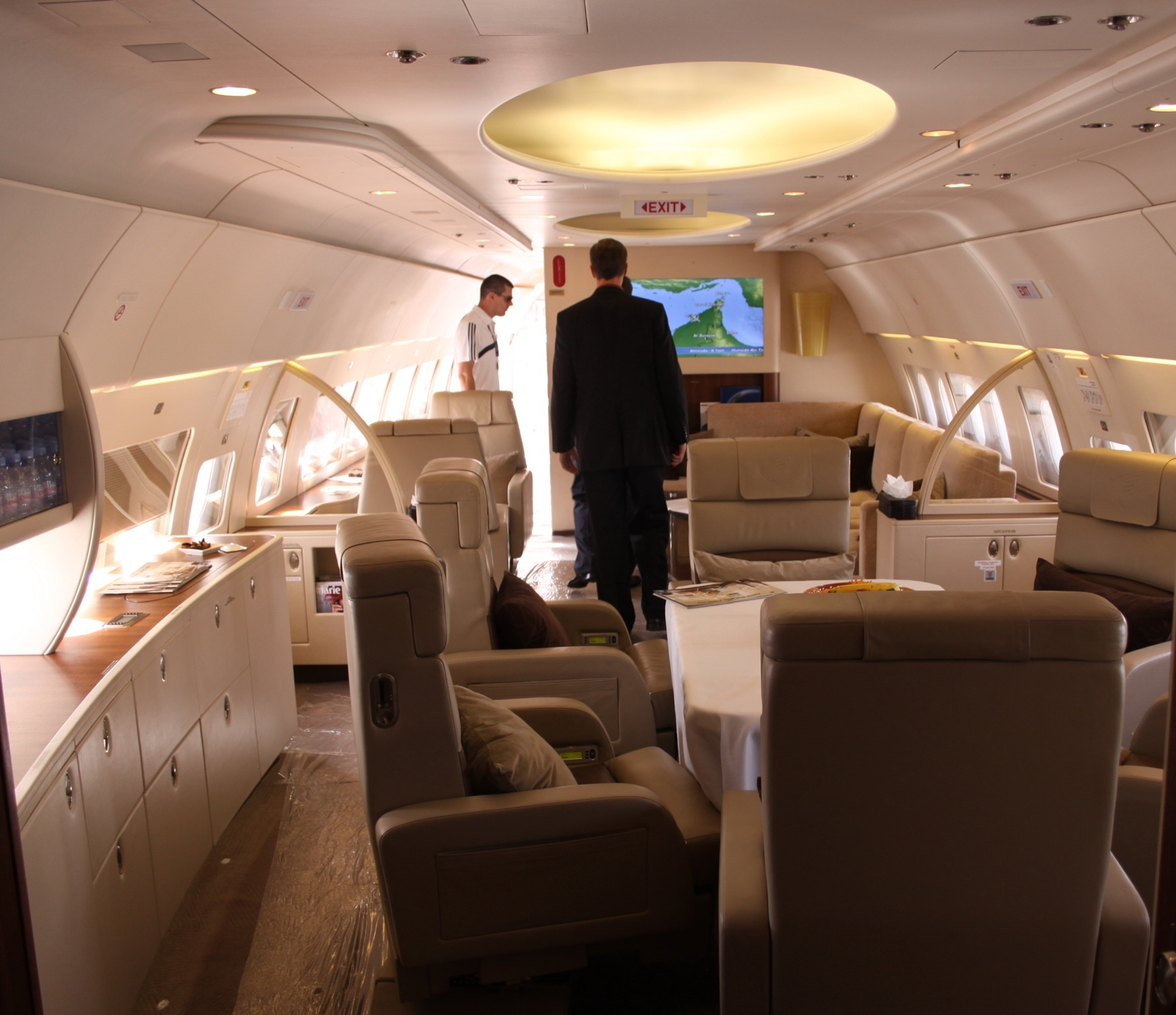
En bénéficiant du rayon d'action de l'A319, Airbus entra dans le marché de l'avion privé. Cabine de 9H-AFK, A319-115X CJ, qui est capable d'effectuer plus de 11000 km de vol.

Au cours des années 1990, la gamme d'avions d'Airbus se diversifie avec le lancement en parallèle des longs-courriers A330/A340 et l'étoffement de la famille A320 avec l'A318, l'A319 et l'A321.
Après le succès des moyens-courriers A320, Airbus s'attaque au marché des longs-courriers en 1987. Les premières études conduisent Airbus à reprendre deux anciens projets déjà développés dans les années 1970 : le TA9 et le TA11. Le TA9 (TA pour Twin-aisle ou bicouloir) reprend la section de fuselage de l'A300/310, mais avec une voilure nettement plus grande destinée à concurrencer le nouveau Boeing 767 en proposant une autonomie de plus de 10 000 km. Airbus reprend également le projet de l'A300-B11, nom de la variante quadriréacteur de l'A300 étudiée dès la création d'Airbus en 1970. Le financement de ce projet ne fut assuré que lors de l'adhésion de British Aerospace au consortium en 1979. Le projet fut alors rebaptisé TA11 (TA pour twin-aisle), avec comme objectif de s'attaquer au marché des gros-porteurs très long courrier dominé alors par le McDonnell Douglas DC-10.
Le programme TA9 est renommé A330 et le programme TA11 est renommé A340 et, afin de réduire les coûts, le développement de l'A330 et de l'A340 est mené en parallèle et les deux appareils partagent de nombreux éléments de technologie en commun. La carlingue est identique, les commandes de vols et le poste de pilotage sont repris du programme A320. En plus de simplifier les études de développement et la fabrication, ceci permet aux compagnies aériennes de ne former les pilotes que sur un seul type d'appareil.
Le 5 juin 1987, lors du Salon du Bourget, le programme A330/A340 est officiellement dévoilé par Jean Pierson, alors à la tête d'Airbus, avec la première lettre d’intention de la compagnie Lufthansa portant sur l'acquisition de quinze A340. Le 14 décembre 1989, Air Inter devient la première compagnie cliente de l'A330 et passe commande ferme de quatorze appareils, assortie d'une prise d'options sur quatorze autres supplémentaires. Le premier A340 fut mis en service le 15 mars 1993, de Francfort à New York, en remplaçant le DC-10-30. Son jumeau A330 effectua le premier vol commercial aux couleurs d'Air Inter le 17 janvier 1994, de Paris Orly à Marseille.

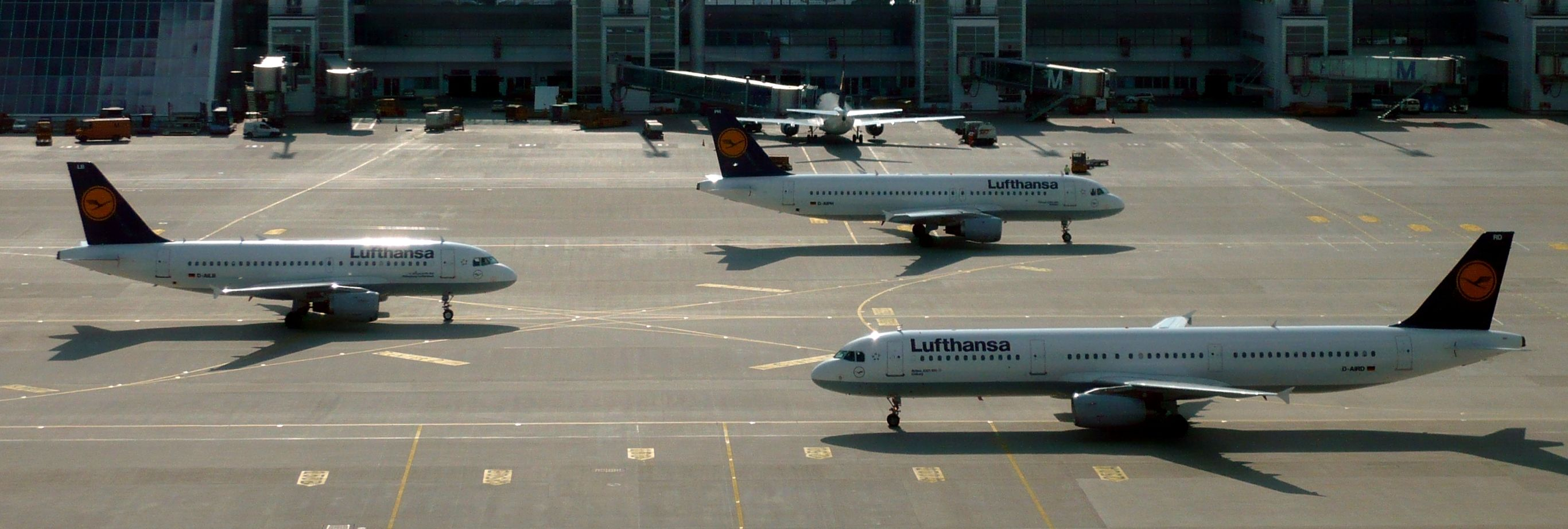
Flotte de Lufthansa composée de l'A319, de l'A320 ainsi que de l'A321 à l’aéroport de Munich. Les nombre, type et position de porte sont effectivement optimisés d'après le modèle, afin d'assurer au maximum le nombre de sièges.

Devant le succès remporté par l'A320, Airbus lance dès 1987 l'idée d’une version dérivée agrandie et les plans initiaux s'orientent vers un appareil au fuselage allongé, mais avec un concept et une structure générale identiques. Ceci permet de renforcer le principe de communité de la famille A320, mais également de limiter les études en recherche et développement, car les équipes d'ingénieurs d'Airbus sont principalement mobilisées sur le programme A330/A340. Le programme, d'un coût de 840 millions de dollars, n'est pour la première fois pas financé par des fonds publics, mais par l'émission d'obligations. Les premiers plans d’un appareil d'une capacité de 180 à 220 passagers sont présentés en avril 1988 et le premier vol a lieu en mars 1993,. Quelques mois après, Airbus envisage d'étendre sa gamme de moyen-courrier par le bas et propose une version raccourcie de l'A320. Reprenant les plans du SA1 du début des années 1980, l'A319, assemblé à Hambourg, effectue son premier vol d'essai le 25 août 1995,. C'est cet appareil qui sera converti en A319-114 et utilisé en 1999 comme plateforme pour le développement du premier avion privé d'Airbus, l'A319CJ (pour Corporate Jet). À la fin des années 1990, Airbus propose une nouvelle version encore plus raccourcie de l'A320, l'A318, qui donne à la famille A320 une grande flexibilité en termes de capacité d'emport et de rayon d'action. Le premier vol d'essai eut lieu le 15 janvier 2002,. Cette stratégie de diversité de gamme renforcée de la communité est notamment utile pour convaincre les compagnies aériennes de grande taille, qui doivent adapter à chaque ligne particulière. Ainsi, le 30 avril 2015, Air France, Avianca et British Airways exploitaient tous les quatre modèles de la famille A320.

### 1999-2001: consolidation et formation d'Airbus SAS
Alors que l'économie mondiale se remet rapidement de la récession du début des années 1990, les commandes d'avions repartent à la hausse. Les principaux constructeurs aéronautiques doivent augmenter leurs cadences de production afin de satisfaire la demande des compagnies clientes, mais la structure du consortium Airbus représente un frein à ce développement et cette montée en puissance. La gestion d'Airbus est compliquée, car partagée en quatre pays et mène à un coût du travail élevé, un temps de prise de décision très long, à des redondances dans l'effort de recherche et à des rivalités nationales. De plus, chacune des entreprises nationales est responsable de ses investissements et de la gestion de ses effectifs et Airbus Industrie n’a aucun contrôle sur la gestion globale du consortium. La dispersion des ressources d'Airbus sur différents sites ne facilite pas la communication avec les compagnies clientes, qui ont toujours été associées au développement des nouveaux avions. Cette particularité devient un problème de plus en plus majeur au moment où Airbus se lance dans le financement des travaux de conception et de développement du projet A3XX.
Dès 1996, afin de simplifier la structure, diminuer les coûts et de rester concurrentiel face à Boeing, le conseil de surveillance d'Airbus Industrie annonce son intention de restructurer le GIE afin d'en faire une entreprise unifiée et des discussions sont entamées sur les actifs à céder d'ici à 1999 à la nouvelle entité Airbus. L’intégration en une seule entreprise pourrait économiser un milliard de dollars par an. En décembre 1998, British Aerospace et DASA mènent des pour-parler afin de fusionner. Aérospatiale bloque toute discussion sur une éventuelle restructuration d'Airbus, craignant que le nouveau groupe BAe/DASA, avec 57,9 % des parts d'Airbus ne prenne le dessus sur Aérospatiale. Aérospatiale réclame alors que sa part soit augmentée à 50 %. Mais en janvier 1999, BAe rachète Marconi Electronic Systems, la branche défense de General Electric Company, afin de former BAE Systems et abandonne ses projets de fusion avec DASA. Devant le manque d'action, les ministres de l'industrie des pays participant à Airbus menacent de retirer leur soutien si Airbus ne se transforme pas en une entreprise intégrée. La privatisation d’Aérospatiale lors de sa fusion avec Matra Hautes Technologies pour former Aérospatiale-Matra est une première étape.
En 2001, à la suite de la consolidation de l'industrie aéronautique européenne, Aérospatiale, DASA et CASA fusionnent pour former EADS et s'allient à BAE Systems pour former la société intégrée Airbus, détenue à 80 % par EADS et 20 % par BAE. Le siège de la nouvelle société est situé à Toulouse et son premier président est Noël Forgeard. En septembre 2006, EADS rachète à British Aerospace ses 20 % détenus dans le capital d'Airbus. Fin janvier 2007, l'hebdomadaire « Capital » annonçait que la Russie négociait une prise de participation de 20 % de l'avionneur européen, via une banque ou une société d'État russe (voir Vnechtorgbank et OAK).

### 2002-2007: A380 et difficultés industrielles

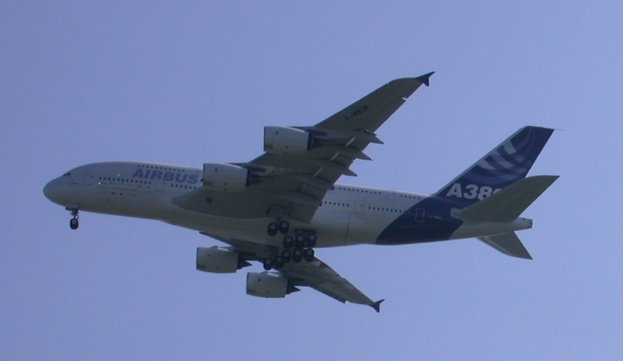
Le 27 avril 2005 à 10h29 :
premier vol d'essai, MSN001 à Toulouse.

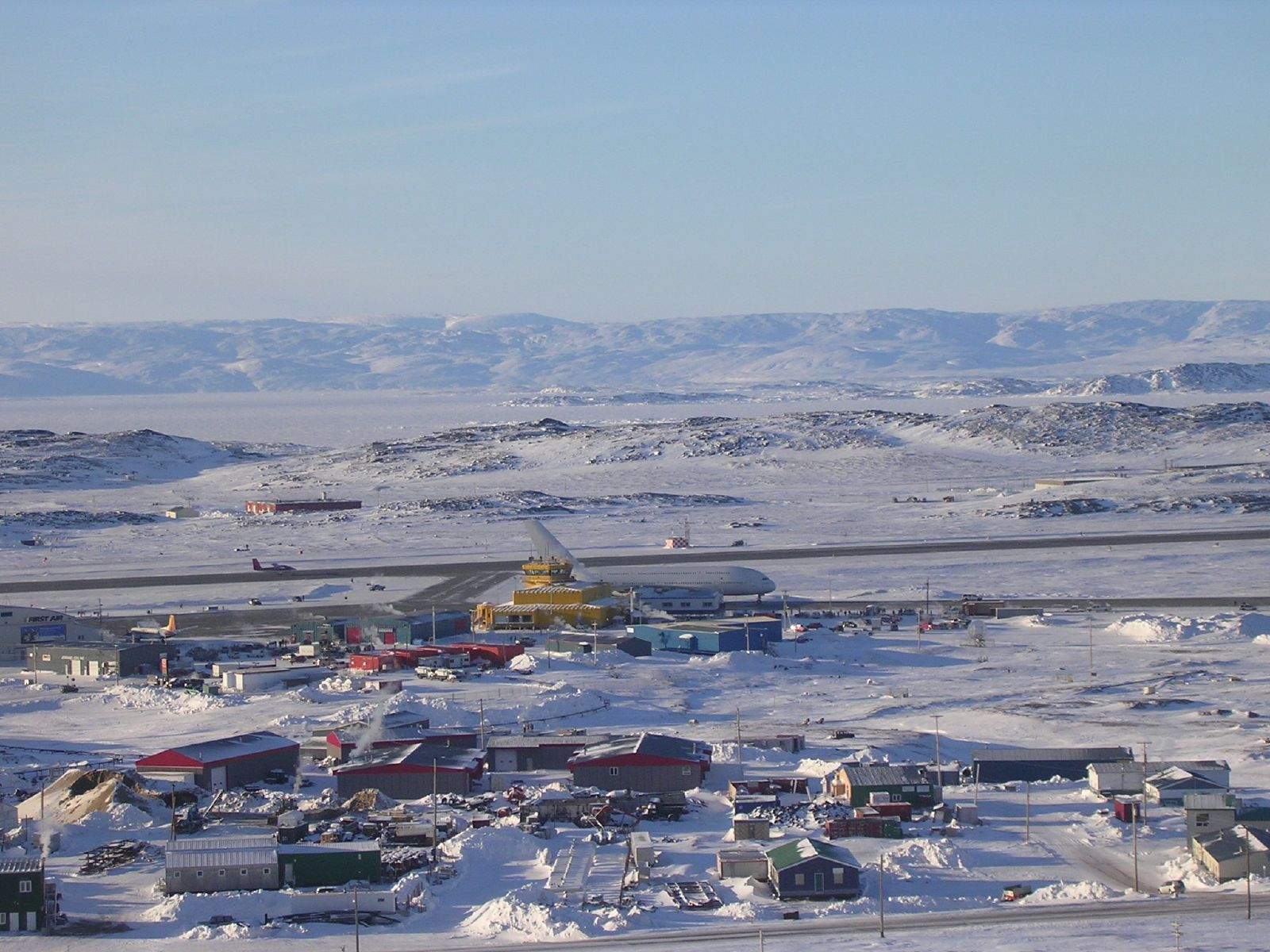
Le 7 février 2006 :
tests dans des conditions climatiques extrêmes, MSN004 à Iqaluit.

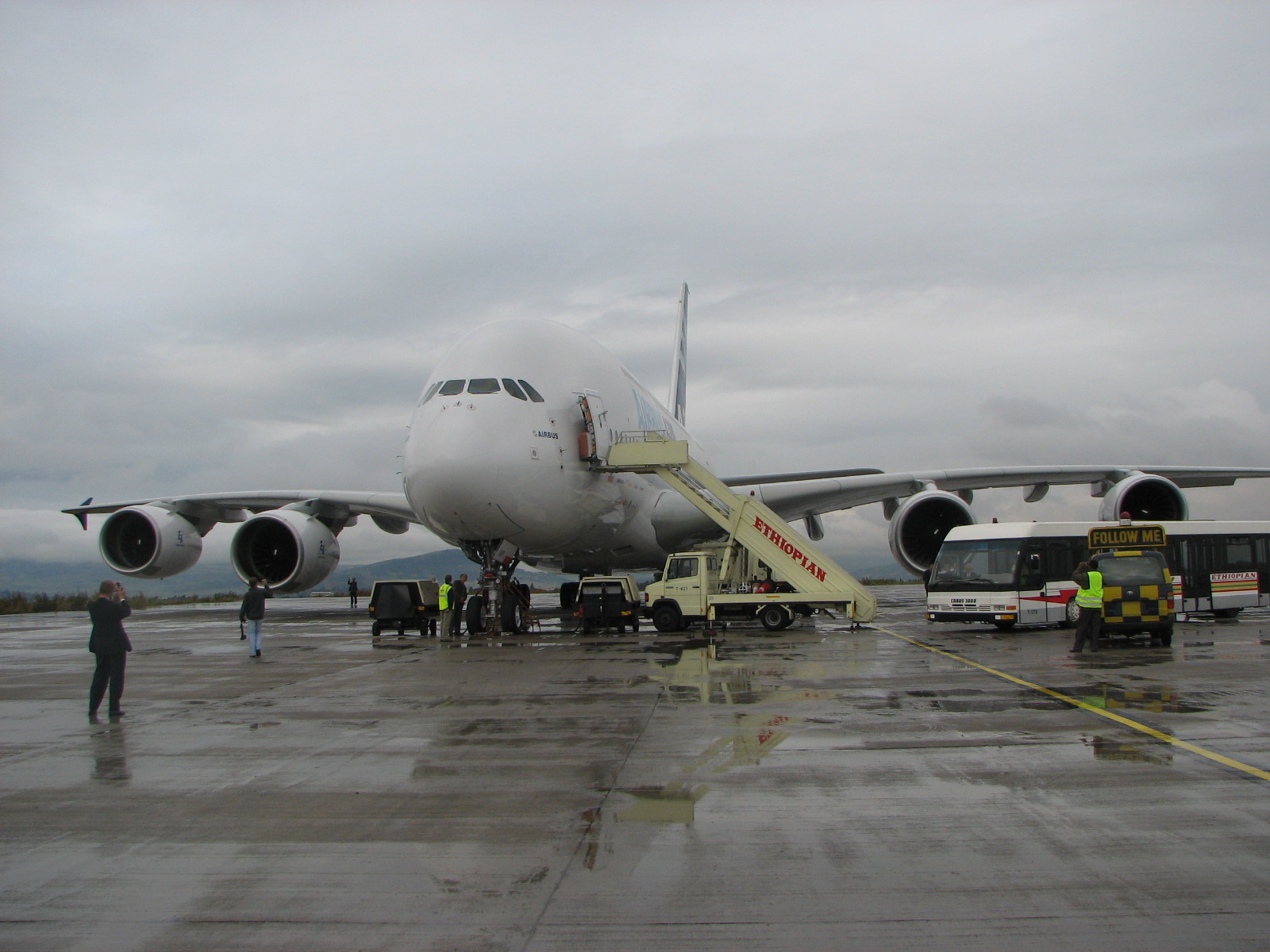
Le 19 octobre 2006 encore :
vols d'essai à 2324 m d'altitude, MSN009 à Addis-Abeba.

L'A380 est issu d'un projet dont l'origine remonte aux années 1980 lorsqu'Airbus envisage de s'attaquer au marché des très gros-porteurs et de briser le monopole du 747 de Boeing. Les premières esquisses d'un aéronef capable de transporter plus de 800 passagers sont réalisées en 1988, mais Airbus ne lance officiellement son projet que fin 1995 et le baptise Airbus A3XX. Après avoir contacté de nombreuses compagnies aériennes intéressées et alors que les producteurs nationaux Aérospatiale-Matra, DASA et CASA viennent juste de fusionner pour former EADS, le conseil de surveillance d'Airbus lance officiellement le programme A3XX le 19 décembre 2000 et le rebaptise A380 alors que 55 appareils ont déjà été commandés par six compagnies. La configuration de l'A380 a été définitivement fixée au début de l'année 2001 et la fabrication des premiers éléments du caisson de voilure a débuté le 23 janvier 2002. La présentation officielle de l'A380 a eu lieu le 18 janvier 2005 et le premier vol se déroule le 27 avril 2005. Cinq A380 ont été construits pour la phase de test de deux ans au terme de laquelle deux versions de l'appareil (A380-841 et A380-842) sont certifiées par l'EASA et la FAA les 12 décembre 2006 et 14 décembre 2007,.
Le programme A380 rencontre cependant de nombreux problèmes d'industrialisation et son lancement commercial est repoussé à trois reprises. Le câblage de la cabine passagers, réalisé à Hambourg, représente la principale difficulté, car certains câbles s'avèrent trop courts pour être raccordés aux autres parties de l'avion lors de l'assemblage final à Toulouse,. Airbus a attribué ces problèmes à la complexité d'un tel système et à des facteurs propres à l'A380, dont la personnalisation de l'aménagement intérieur des avions selon les compagnies. Le manque d'intégration d'Airbus a également été mis en cause car les usines Airbus allemandes et françaises utilisent des versions différentes du même logiciel CATIA, version 4 pour l'Allemagne et l'Espagne et version 5 pour le Royaume-Uni et la France. De plus, les maquettes numériques 3D censées faciliter l'intégration des harnais électriques n'ont été réalisées que très tardivement dans le programme et les différentes équipes étaient encore en phase d'apprentissage. Airbus a annoncé un premier retard de 6 mois en 2005 et un second de 6 à 7 mois en juin 2006 ainsi qu'une baisse importante de la cadence de production. Cette annonce a entraîné une chute de 26 % de l'action EADS et a conduit aux départs de Noël Forgeard, Gustav Humbert et Charles Champion. En octobre 2006, EADS a annoncé un troisième retard d'un an, le report de la livraison du premier A380 à octobre 2007 ainsi que des prévisions de production annuelle en baisse.
Ce retard de 18 mois a de nombreuses conséquences financières pour Airbus, entraîne un surcoût du programme de 4,8 milliards d'euros et fait grimper le seuil de rentabilité de l'A380 de 250 appareils au lancement du programme, à 270 en 2001, puis 300 en mars 2006 et finalement 420 en octobre 2006. Le manque à gagner sur la période 2006-2010 est estimé à 6,3 milliards d'euros. De nombreuses compagnies, lésées par les retards, exigent des compensations financières. Ainsi, Emirates reçut 110 millions de dollars d’indemnités.

### 2007-2012: restructuration
Afin de rattraper les retards de production, Airbus met en place des solutions techniques à court terme. Les systèmes de conception par ordinateur utilisés à Hambourg sont uniformisés et mis au niveau de ceux utilisés à Toulouse et dans les autres sites de productions. Plus de 2 000 compagnons allemands sont envoyés à Toulouse afin de désassembler les vingt-six premiers appareils à livrer et de refaire le câblage à la main,. La cadence de production est également accélérée à Hambourg afin d'écourter les délais d'attente.
Ces difficultés industrielles révèlent de profondes carences au sein d'Airbus et d'EADS ainsi que des problèmes de communication entre dirigeants et entre les différents sites de production. Le contrôle qualité, relevant d'Airbus, est mis en cause, car les malfaçons réalisées à Hambourg n'ont pas été détectées à temps et ont dû être corrigées une fois toutes les pièces arrivées à Toulouse. La direction d'Airbus a également sous-estimé les difficultés industrielles et s'est montrée trop confiante dans les réponses techniques apportées initialement. Les rivalités entre dirigeants, notamment entre français et allemands, ont pesé sur le déroulement du programme. EADS et Airbus décident alors de mettre en place une organisation industrielle transnationale à long terme et lancent trois plans de restructuration successifs : « Power8 », le plus important, en février 2007, « Power8 Plus » en septembre 2008 et « Future EADS » en décembre 2008.

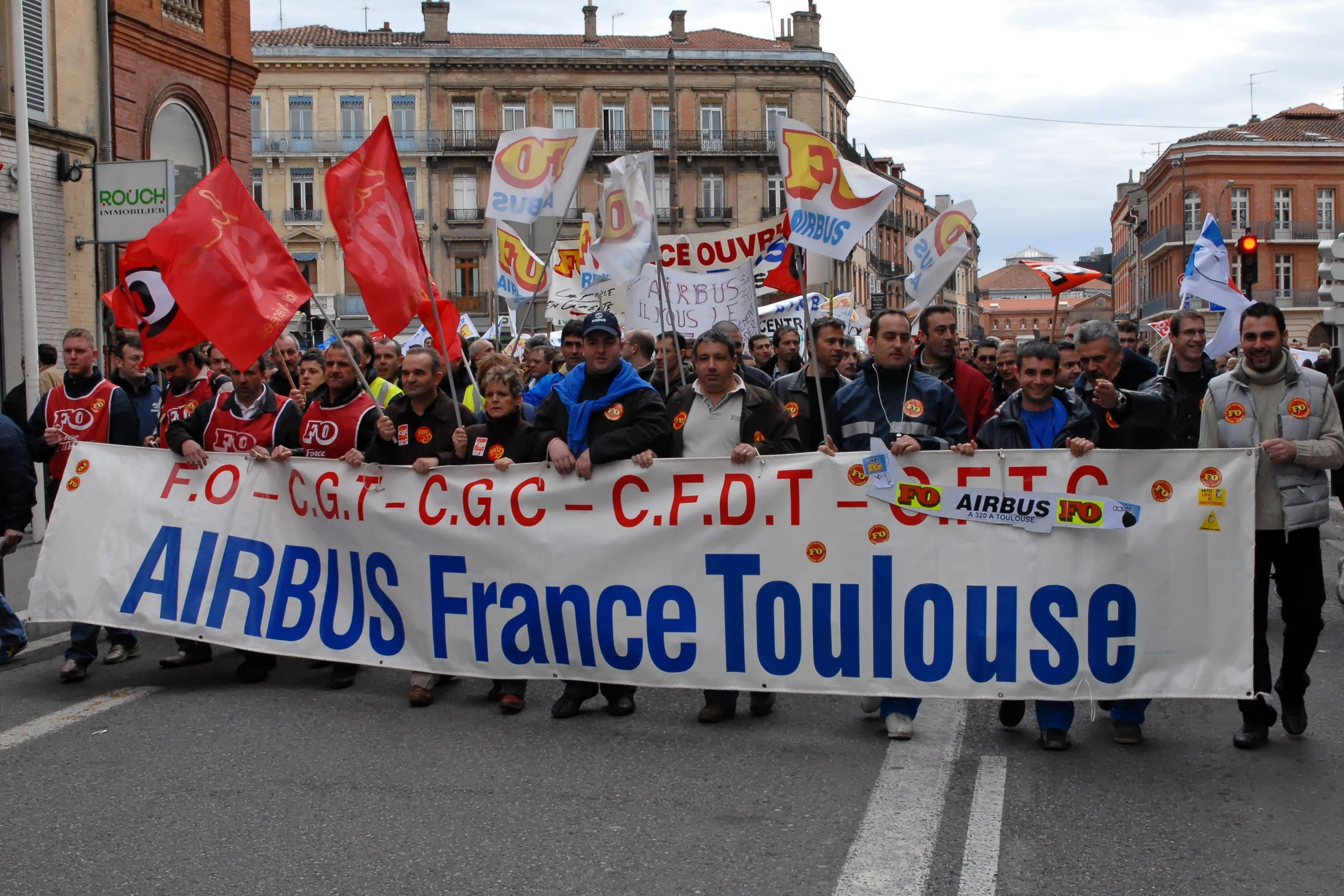
Manifestation à Toulouse contre le plan Power8.

« Power8 », préparé par Christian Streiff mais annoncé le 8 février 2007 par Louis Gallois, vise à réduire les coûts structurels, maximiser la trésorerie et accélérer le développement des avions. Il prévoit 10 000 suppressions de postes et la cession de plusieurs usines sur trois ans, amenant les effectifs de 55 000 en 2005 à 45 000 en 2008. Ce plan déclenche de nombreuses contestations au sein des salariés d'Airbus et entraîne la suppression directe de 7 900 postes, mais permet d'économiser 2,5 milliards d'euros et de générer 10 milliards d'euros de cash.
Afin d'étendre les restructurations aux autres divisions d'EADS, le plan « Power8 Plus » est lancé en septembre 2008 en complément de Power8 et vise 650 millions d’euros d’économies brutes par an pour Airbus et 350 millions d’euros d’économies dans le groupe EADS d’ici fin 2012, notamment en délocalisant une partie de la production vers des pays situés en zone dollar ou à faible coût de main d’œuvre, notamment en construisant une chaine de production de l'A320 en Chine et une usine de composants en Tunisie,.
Le plan « Future EADS » vise à économiser 350 millions d'euros supplémentaires ainsi qu'à réorganiser la structure de l’entreprise, poursuivre l'intégration des différentes composantes d'Airbus et améliorer la communication entre les divisions. La restructuration d'Airbus passe aussi par la vente de certaines usines. EADS souhaitait initialement vendre six sites de production, Filton (Royaume-Uni), Nordenham, Varel, Laupheim (Allemagne), Meaulte et Saint-Nazaire (France) mais après l'échec du rachat des deux usines de Saint-Nazaire et Méaulte par Latécoère, celles-ci se sont regroupées avec un autre site de Toulouse pour former Aerolia, filiale d'Airbus spécialisée dans les aéro-structures et les sous-ensembles de pointe avant et basée à Toulouse. Le site de Laupheim qui produit les habillages cabine, les compartiments de repos équipage et les gaines de conditionnement d'air a été vendu en 2008 à Diehl Aerospace, un consortium formé par l'allemand Diehl BGT Defence et le français Thales.
Afin d'atteindre une plus grande intégration, la division « Avions de transport militaire » (MTAD pour Military Transport Aircraft Division) chargée de la conception, construction et distribution des avions d'EADS CASA est intégrée à Airbus en 2009 et en devient une filiale sous le nom d'Airbus Military. Cette division rejoindra Airbus Defence and Space en 2014.

### 2005 - 2019: A350 et A320neo

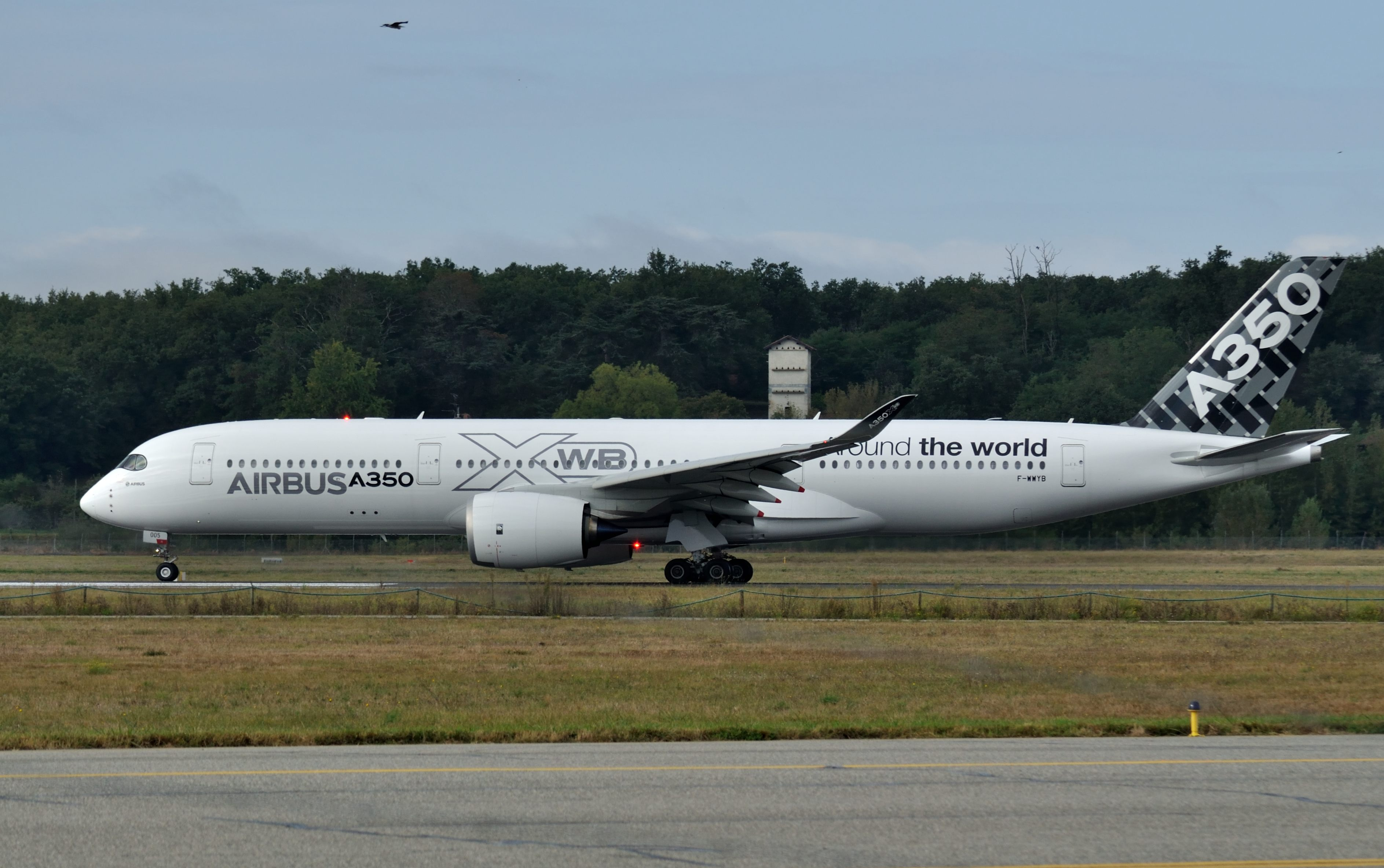
F-WWYB, A350-941 MSN005. Ce prototype fut chargé par Fondation Airbus, en avril 2015, de transporter de matériaux humanitaires et d'équipes médicales vers le Népal.

Lorsque Boeing annonce le lancement du programme 787 en 2003, Airbus ne réagit pas et précise que ce n’est qu'une réponse à son A330. Mais devant la pression des compagnies aériennes, Airbus se met à réfléchir à un projet d'avion concurrent et en septembre 2004, Noël Forgeard sous-entend lors d'une interview qu'Airbus a l'intention de lancer l'A350. En octobre 2004, alors que le projet n’est pas encore officiellement lancé, il annonce que le budget d'investissement sera de deux à trois milliards de dollars et que le premier vol pourrait avoir lieu à la mi-2008. L'A350 serait basé sur l'A330-500, mais en lui adjoignant une nouvelle motorisation et une nouvelle voilure composite. Airbus reçoit l'autorisation d'offre de ses deux actionnaires EADS et BAE Systems le 10 décembre 2004 et commence la prospection commerciale auprès des compagnies aériennes,. Le conseil de surveillance donne un avis favorable en juin 2005 et le projet est officiellement lancée le 6 octobre 2005. Ce modèle est cependant très proche de l'A330, et pourrait s'avérer en être un concurrent direct et même gêner la production de l'A340. Ce premier modèle enregistre 140 intentions d'achats fermes de la part de neuf compagnies clientes, mais entraîne presque immédiatement de nombreuses critiques de la part de compagnies aériennes et loueurs d'avion.
Airbus décide de revoir la conception de l'A350 et propose une nouvelle version le 17 juillet 2006 au Salon aéronautique de Farnborough. Baptisé A350 XWB pour Extra Wide Body, il dispose d'un fuselage beaucoup plus large, utilise plus de matériaux composites et se présente comme un concurrent direct de 777. Le budget de développement passe d'environ 3,5 à 9,5 milliards d'euros, mais le nouveau modèle, capable de transporter jusqu'à 350 passagers sur 18 000 kilomètres, enregistre un vif succès auprès des compagnies. Airbus commence la fabrication des premiers sous-ensembles de l'A350 en décembre 2009 et l’assemblage final du premier appareil, réservé aux tests statiques, débute le 12 avril 2012. Le premier vol test a eu lieu le 14 juin 2013 entre 10 h 00 et 14 h 5 et n'a pas connu d'incident important.

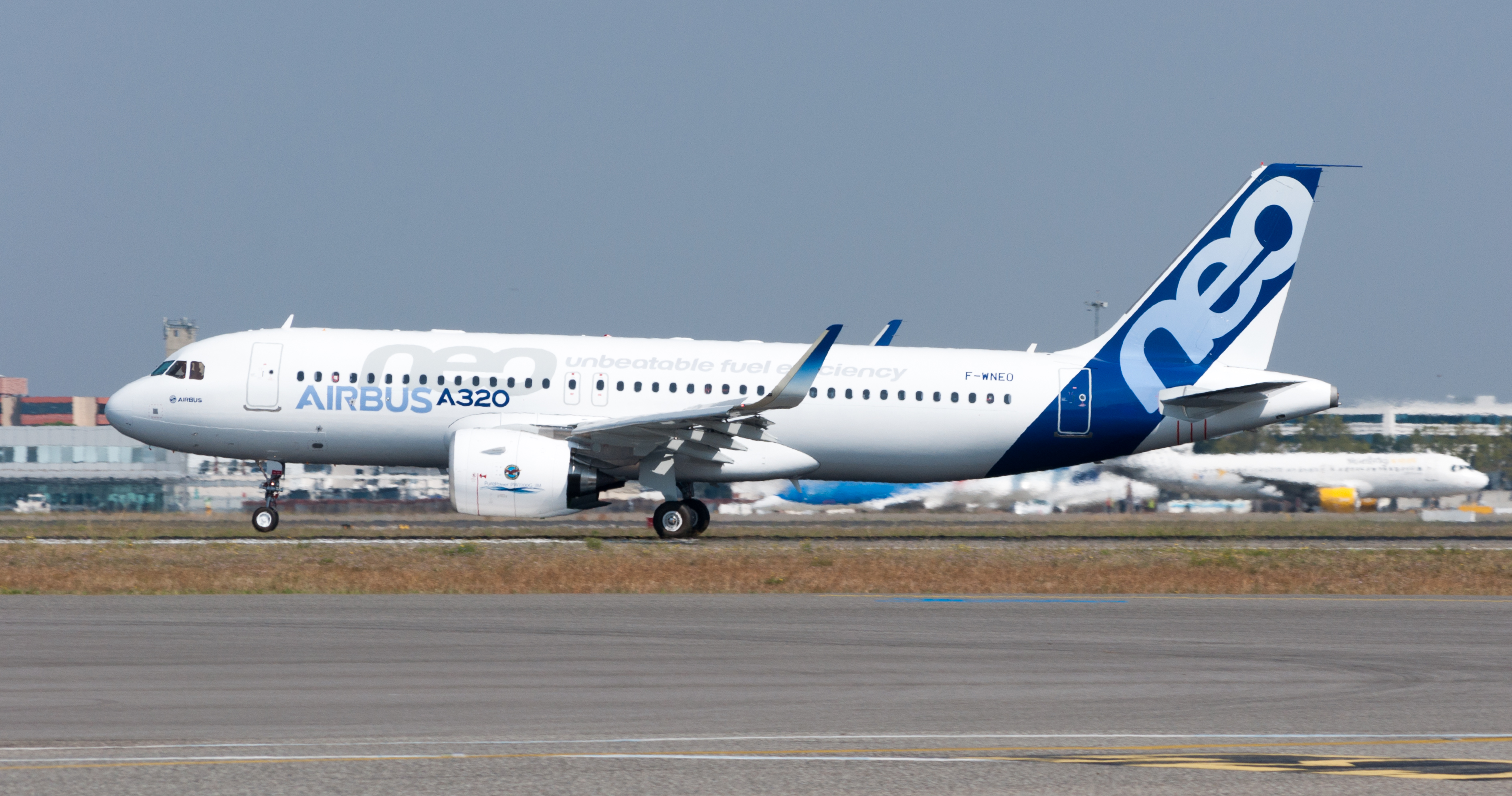
F-WNEO, A320-271N prototype.

En janvier 2011, Airbus propose une version modernisée de l'A320, l'A320neo (pour New Engine Option), avec une mise en service prévue pour 2015. Équipé au choix de moteurs PW1000G de Pratt & Whitney ou LEAP-X de CFM International, l'A320neo consommera, d'après Airbus, jusqu'à 15 % de kérosène en moins par rapport à l'A320 et sera équipé de sharklets permettant une réduction supplémentaire de 3,5 %. Il pourra également parcourir 950 km de plus ou transporter 2 tonnes de plus à rayon d'action fixe. Au Salon du Bourget 2011, Airbus annonce la commande de 667 appareils de la famille A320neo pour un montant total au prix catalogue estimé à 60,9 milliards de dollars. En juin 2012, la totalité des commandes atteint 1 425 exemplaires faisant de l’A320neo l’avion le plus commandé avant même son lancement.
Le 17 août 2015, la compagnie à bas coût indienne IndiGo, confirme la commande de 250 autres A320neo, pour un montant prix catalogue de 23,9 milliards d'euros. La signature a été officialisée le 15 août 2015, le jour du 69e anniversaire de l'indépendance de l'Inde, et annoncé par Airbus sur son site. Le carnet de commandes d'Airbus pour son monocouloir leader dépasse ainsi les 4 100 appareils.
Le 14 septembre 2015, Airbus inaugure à Mobile (Alabama, sud) son premier site d'assemblage aux États-Unis.
Le 29 septembre 2016, la fusion entre Airbus et Airbus Group est annoncée. Elle doit être opérationnelle en 2017. Thomas Enders sera le directeur général du nouvel ensemble.
Le 14 octobre 2016, Airbus livre son 10 000e avion avec la livraison d'un A350 à Singapore Airlines.
Selon le quotidien Le Monde, Airbus réalise le 15 novembre 2017 la plus grosse commande de l’histoire de l’aéronautique mondiale : en effet, la compagnie Indienne IndiGo a acheté 430 avions de type Airbus A320 NEO pour la somme de 42 milliards d'euros.
Le 27 décembre 2018, on apprend qu'Airbus vient de battre son propre record de production d'avions sur une année : en effet, le groupe européen a respecté son engagement de livrer 800 appareils au cours de l'année 2018. Avec 66 A320 produits en novembre, Airbus espère atteindre un rythme de 70 appareils de ce type produits mensuellement au cours des prochaines années.
Le président exécutif d'Airbus, Thomas Enders, quitte sa fonction en avril 2019 avec un « parachute doré » de 36,8 millions d'euros.
La Chine prend commande de 300 avions en avril 2019.

### 2020-2023: crise sanitaire, reprise, dernier A380 et commande record

#### Crise sanitaire (2020-2022)
En fevrier 2020, Airbus rachète les parts de Bombardier (33,5 %) que ce dernier avait dans le programme A220.
Airbus publie le 29 avril 2021 un bénéfice net de 362 millions d'euros au premier trimestre, contre une perte nette de 481 millions un an plus tôt, mais estime que « le marché demeure incertain » face à la crise sanitaire.
Le 28 octobre 2021, Airbus effectue pour la première fois un vol utilisant pour seul carburant des huiles de cuisson usagées. Ce vol s'inscrit dans le cadre d'une étude menée par Airbus, Dassault Aviation, l'ONERA, Safran et le ministère des Transports.
En novembre 2021, Airbus enregistre au salon de Dubaï une commande de 255 appareils pour Indigo Partners, représentant les compagnies Wizz Air, Frontier, Volaris et JetSmart. Cette commande s'élève à environ 29 milliards d'euros. Le même mois, la compagnie malaisienne Air Asia X annule la commande de 70 appareils Airbus. Cette annulation intervient dans le cadre de la restructuration de la dette de la compagnie.
Le 16 décembre 2021, Airbus reçoit deux commandes géantes des compagnies aériennes Qantas et Air France-KLM. Qantas commande 134 avions pour environ 11,5 milliards d'euros en début de journée, puis c'est au tour du groupe KLM de commander 200 avions A320 neo pour sa filière Transavia, et ainsi remplacer les Boeing 737 dont elle est exclusivement composée.
Le même jour, Airbus vend son dernier avion A380 à la compagnie Emirates. Airbus avait annoncé la fin de sa production en 2019,.T
En 2021, Airbus fonde Airbus Beluga Transport pour réutiliser ses vieux A300-600ST (Beluga) qui servaient à transporter les fuselages d'avions Airbus par les airs.

#### Commande record de500 avionsde la gamme A320 par Indigo (2023)
Le 19 juin 2023, Airbus déclare que 500 avions de la gamme A320 ont été commandés par la compagnie indienne IndiGo. Toujours selon Airbus, il s’agit de « la plus grande commande dans l’histoire de l’aviation commerciale »,. Cette commande ferme d’un montant de 55 milliards de dollars ou 50,4 milliards d'euros (prix catalogue théorique) concerne des appareils dont la livraison s’effectuera entre 2030 et 2035.

### Depuis 2024
En janvier 2025, Airbus conclue un accord pour cinq gros porteurs cargo A350F avec la compagnie taïwanaise Starlux. La compagnie annonce avoir livré 770 avions en 2024.
En juin 2025, à l'occasion du Salon du Bourget, Airbus reçoit une commande d'un nouveau client, le loueur saoudien AviLease, portant sur 40 à 77 appareils.

### Logos

Logo d'Airbus Industrie, fondé en 1970.
Logo d'Airbus avant septembre 2010.
Logo d'Airbus entre septembre 2010 et décembre 2013.
Logo d'Airbus entre janvier 2014 et décembre 2016.
Logo de l'ensemble du groupe Airbus depuis janvier 2017.

### Chronologie des fusions
Airbus est le résultat de nombreuses restructurations de l’industrie aéronautique européenne ayant abouti à la fusion de plus de cinquante constructeurs dont la plupart a été fondée dans la première moitié du XXe siècle.

### Succession des dirigeants
Administrateurs-gérants
- Henri Ziegler : 1970-1975
- Bernard Lathière : 1975-1984
- Roger Béteille : janvier 1985-mars 1985
- Jean Pierson : 1985-avril 1998
- Noël Forgeard : avril 1998-juillet 2001[146]
- René Obermann : depuis 2020[147]

Présidents-directeurs généraux
- Noël Forgeard : juillet 2001-juin 2005
- Gustav Humbert : juin 2005-juillet 2006
- Christian Streiff : juillet 2006-octobre 2006
- Louis Gallois : octobre 2006-août 2007
- Thomas Enders : août 2007-juin 2012
- Fabrice Brégier : juin 2012-février 2018

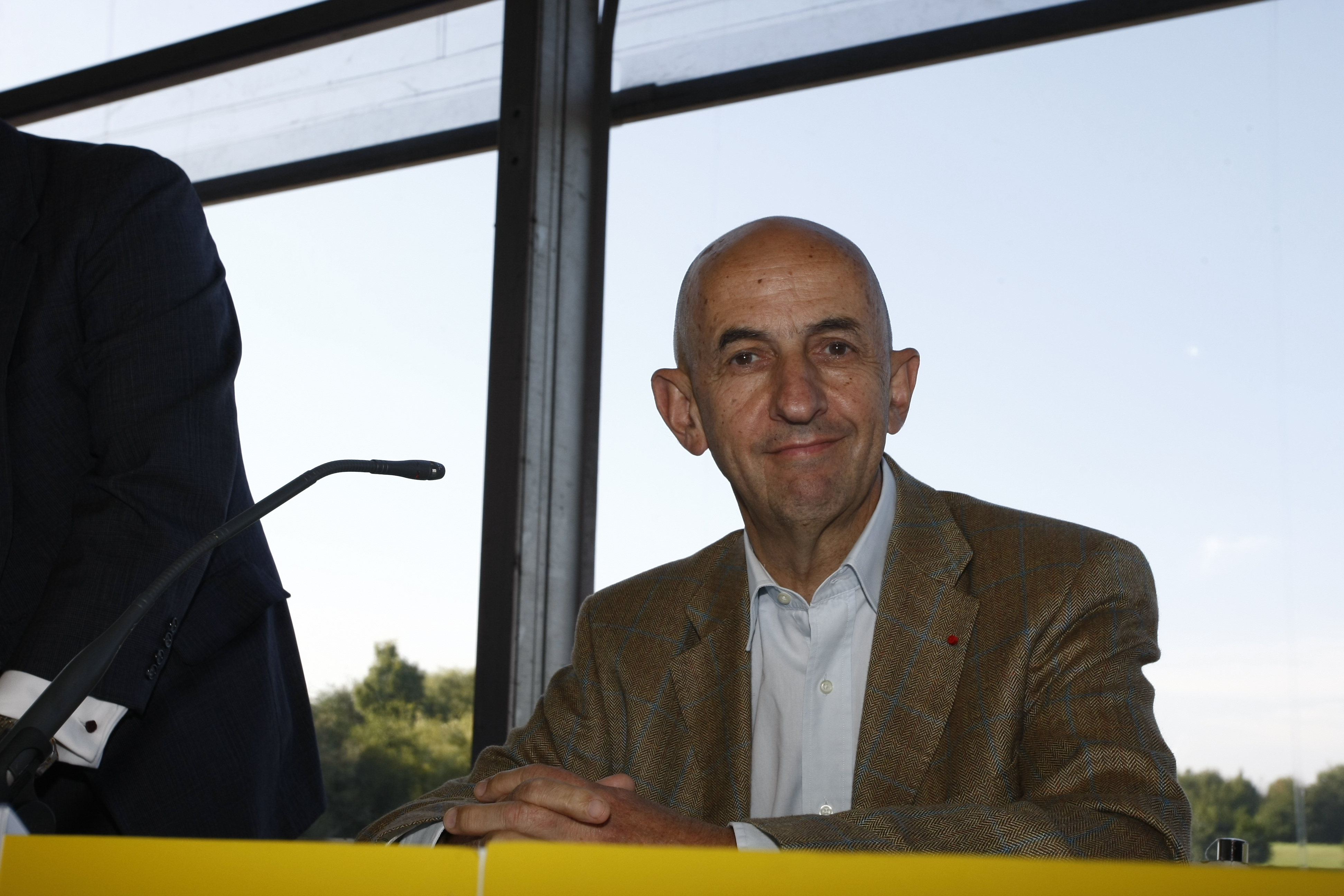
Louis Gallois, PDG d'Airbus de 2006 à 2007.

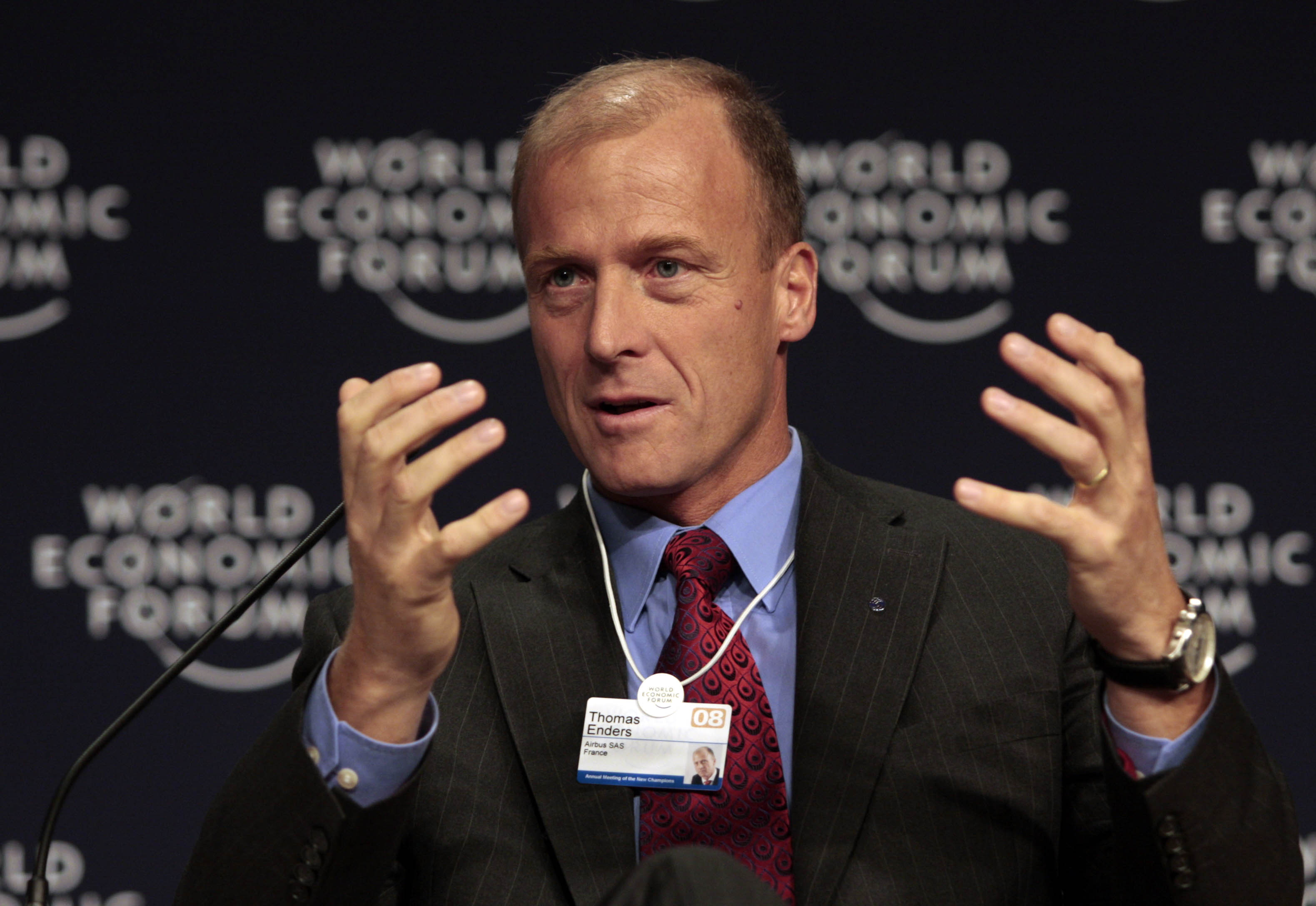
Thomas Enders, PDG d'Airbus de 2007 à 2012.

- Guillaume Faury : depuis février 2018[148]

## Principaux actionnaires
Au 11 février 2020 :
| État français                           | 11,0 % |
| Gesellschaft zur Beteiligungsverwaltung | 10,9 % |
| Capital Research & Management WI        | 6,95 % |
| Capital Research & Management GI        | 5,24 % |
| État espagnol                           | 4,13 % |
| Primecap                                | 2,11 % |
| Fidelity Management & Research          | 2,09 % |
| The Vanguard Group                      | 2,05 % |
| Invesco AdviserS                        | 1,40 % |
| FIL Investment Advisors                 | 1,33 % |

## Organisation

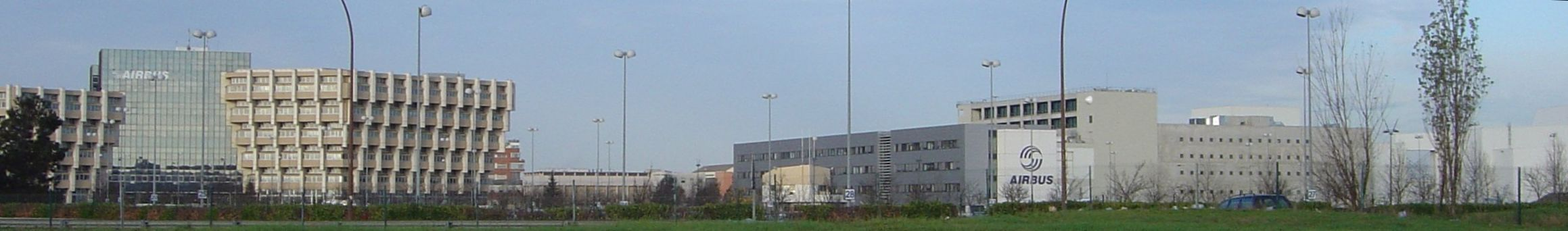
Principal site d'Airbus à Toulouse (St-Martin-du-Touch).

Depuis la restructuration de 2014, Airbus est, avec Airbus Defence and Space et Airbus Helicopters, une des trois divisions d'activité du groupe Airbus.

### Effectifs
En 2016, Airbus compte 133 782 employés : 47 963 en France, 46 713 en Allemagne, 12 682 en Espagne, 12 020 au Royaume-Uni, 2 829 aux États-Unis et 11 575 dans le reste du monde.
Selon le groupe, 130 nationalités composent les effectifs d'Airbus. 

### Transport des effectifs sur les sites industriels

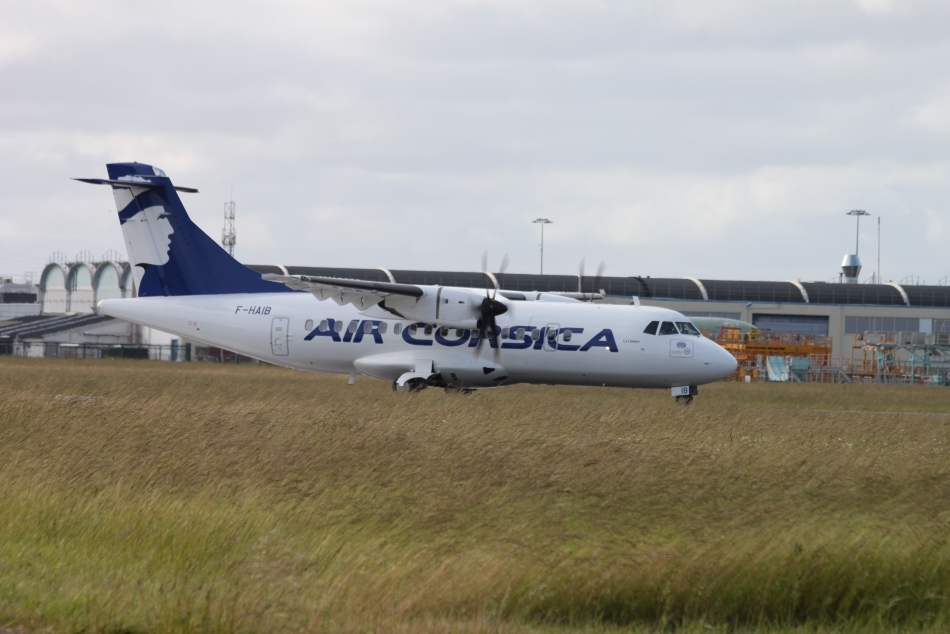
ATR 42-500 d'Air Corsica assurant la liaison en Toulouse-Nantes-Saint Nazaire pour le personnel Airbus (Saint-Nazaire, juin 2019)

Depuis 1949, des liaisons aériennes sont organisées entre le site de Toulouse et les divers sites industriels du domaine aéronautique français et européen (Sud aviation, SNIAS, Aérospatiale, Airbus Industries). Des avions comme le Beechcraft D18S, le Potez 840, le Nord 262, la Corvette ont été régulièrement utilisés pour effectuer des vols au départ de Toulouse à destination de Méaultes (Albert-Picardie), Nantes, Saint-Nazaire, Filton, Broughton, Fairford et Séville.
Les vols de liaison entre Filton, Broughton et Séville ont perduré jusqu'en novembre 2009, date de l'arrêt de la Corvette opérée par Airbus Opérations SAS. En revanche, pour répondre à la demande croissante de transport entre Toulouse, Nantes et Saint-Nazaire, un service La liaison a été spécialement créé en janvier 2007 pour le personnel du groupe Airbus et de ses entreprises partenaires, ce qui représente en moyenne 390 vols et 22 000 passagers transportés par an en ATR42-500,,.
La liaison assure un embarquement et débarquement optimisé au plus près des lieux de travail et les horaires des vols sont choisis en fonction des besoins de l'entreprise Airbus[source insuffisante].
L'ancienne compagnie Airlinair avait été choisie en janvier 2007, devenue Hop! Air France en 2013 et Air France Hop en 2019. C'est dorénavant Air Corsica qui a obtenu le contrat de liaison pour 5 ans, lié à l'arrêt de l'ancien opérateur qui sort de sa flotte les avions ATR[source insuffisante],,.
Air Corsica assure la liaison depuis le 3 juin 2019 en ATR42-500 de 48 places immatriculé F-HAIB puis basé à Toulouse avec personnels navigants et mécaniciens de la compagnie.
L'ATR 42-500 immatriculé "F-HAIB" a spécialement été loué pour cette liaison auprès d'Elix Aviation et ceci depuis mai 2019[source insuffisante],.
Cet appareil a été aménagé au standard d'Air Corsica avec changement intégral des sièges de l'avion plus ergonomique et confortable, recouverts de cuir, espace inter-accoudoirs de 18 pouces, têtières logotées La liaison by Air Corsica[source insuffisante],.
Depuis le 4 novembre 2019, la compagnie espagnole Volotea assure la liaison pour un contrat de 5 ans, entre les sites industriels aéronautiques de Toulouse et Hambourg en Airbus A319 dédié et « spécialement aménagé avec des allées extra-larges pour des rotations rapides » sur cette ligne destinée aux employés du constructeur européen,.

## Production
Airbus Engineering est la division d'Airbus chargée de la conception, de la production et de l'assemblage final des avions Airbus et est organisée autour de « centres de compétences » chargés du développement et de la conception, de « centres d'excellence » chargés de la production et de « centre d'architecture et d'intégration » chargés de l'organisation de l’ingénierie.
Airbus fait partie des cinq créateurs, en 2009, de BoostAeroSpace, le hub numérique aéronautique européen.

### Conception
La conception des appareils Airbus est partagée entre quatre sites principaux, souvent liés à une usine de production, situés en Allemagne, Espagne, France et Royaume-Uni, mais s'appuie également sur plusieurs sites régionaux basés aux États-Unis, en Chine, en Inde et en Russie.
En Europe, les centres de recherche sont regroupés par centres d'excellence, mais peuvent être dispersé sur plusieurs sites. En Allemagne, le site de Brême est spécialisé dans la conception des dispositifs hypersustentateurs et le site de Buxtehude dans le système de communication de la cabine. Le site Airbus de Filton au Royaume-Uni est chargé de la conception et du suivi des ailes, des systèmes de kérosène et de l’intégration des trains d’atterrissage. Le centre de Getafe en Espagne conçoit les matériaux composites utilisés sur tous les appareils Airbus.
En Chine, le Centre d’ingénierie Airbus Beijing (ABEC pour Airbus (Beijing) Engineering Centre) de Pékin, inauguré en 2005, est une coentreprise entre China Aviation Industry Corporation I (AVICI) et China Aviation Industry Corporation II (AVICII) et est spécialisé dans la conception de programmes des avions A350. Aux États-Unis, Airbus a inauguré deux centres de recherche. Le centre de conception et d'études de Wichita (Kansas), inauguré en 2002, a été créé afin de participer à la conception des ailes de l'A380 et des autres long-courriers d'Airbus. Il accueille également une équipe d'ingénieurs spécialisés dans le support technique des clients d'Airbus. L’Airbus Engineering Office de Mobile (Alabama) est spécialisé dans la conception des éléments intérieurs de la cabine (espaces de repos de l'équipage, toilettes, cuisines). L'aéroport de Mobile accueille également le centre de maintenance, de réparation et de révision d'Airbus Military North America. L’Airbus Engineering Centre India Pvt. Ltd. (AECI) de Bangalore en Inde a été inauguré en 2007 pour travailler sur l'A380. L'Engineering Centre Airbus Russia (ECAR) de Moscou en Russie, qui emploie 200 ingénieurs, est une coentreprise avec le groupe industriel russe Kaskol et collabore avec les ingénieurs de Hambourg et de Toulouse sur la conception des structures de fuselage ainsi que le design de l’intérieur des cabines et des compartiments à fret.

### Fabrication
Le cycle de production des avions Airbus (depuis la conception jusqu'à la fabrication et l'assemblage) est articulé autour de trois unités principales : « Opérations », « Programmes » et « Fonctions centrales ». L’unité « Opérations » est composée de grands centres d'excellence (CoE pour Centres of Excellence). Depuis 2004, ces huit centres d'excellence étaient basés sur des sites de production et des composants majeurs d'avions. En 2007, lors du lancement du plan de restructuration Power8 à la suite des retards du programme A380 et à la découverte de rivalités nationales entre ces centres, la production a été réorganisée et le nombre de centres d'excellence a été réduit à quatre. Ces centres sont centrés sur un aspect technique de la construction d'un avion et non plus sur des compétences nationales.
- « fuselage et cabine » à Toulouse, Saint-Nazaire, Méaulte, Hambourg, Brême et Buxtehude
- « ailes et mâts de liaison des moteurs » à Filton, Toulouse (Usine Saint-Éloi), Brême et Wichita (conception des ailes de l’A380 et des A340HGW)[166]
- « empennage et fuselage arrière » à Getafe, Illescas, Puerto Real, Stade, Hambourg et Harbin
- « structure et procédés industriels » à Nantes.

Ces centres sont sous la responsabilité du chef des opérations d'Airbus qui a la responsabilité de tout le processus industriel.

### Logistique
Dès la création d'Airbus Industrie en 1970, la dispersion des sites de production et d'assemblage en Europe représente un enjeu logistique important. Airbus a dû mettre au point un système de transport aérien par avion cargo Super Guppy puis Beluga pour la fabrication des A300, A310, A320, A330 et A340 mais a dû compléter ce système par des moyens maritimes et routiers (navire-cargo, barge et convoi exceptionnel par route) pour l'A380.

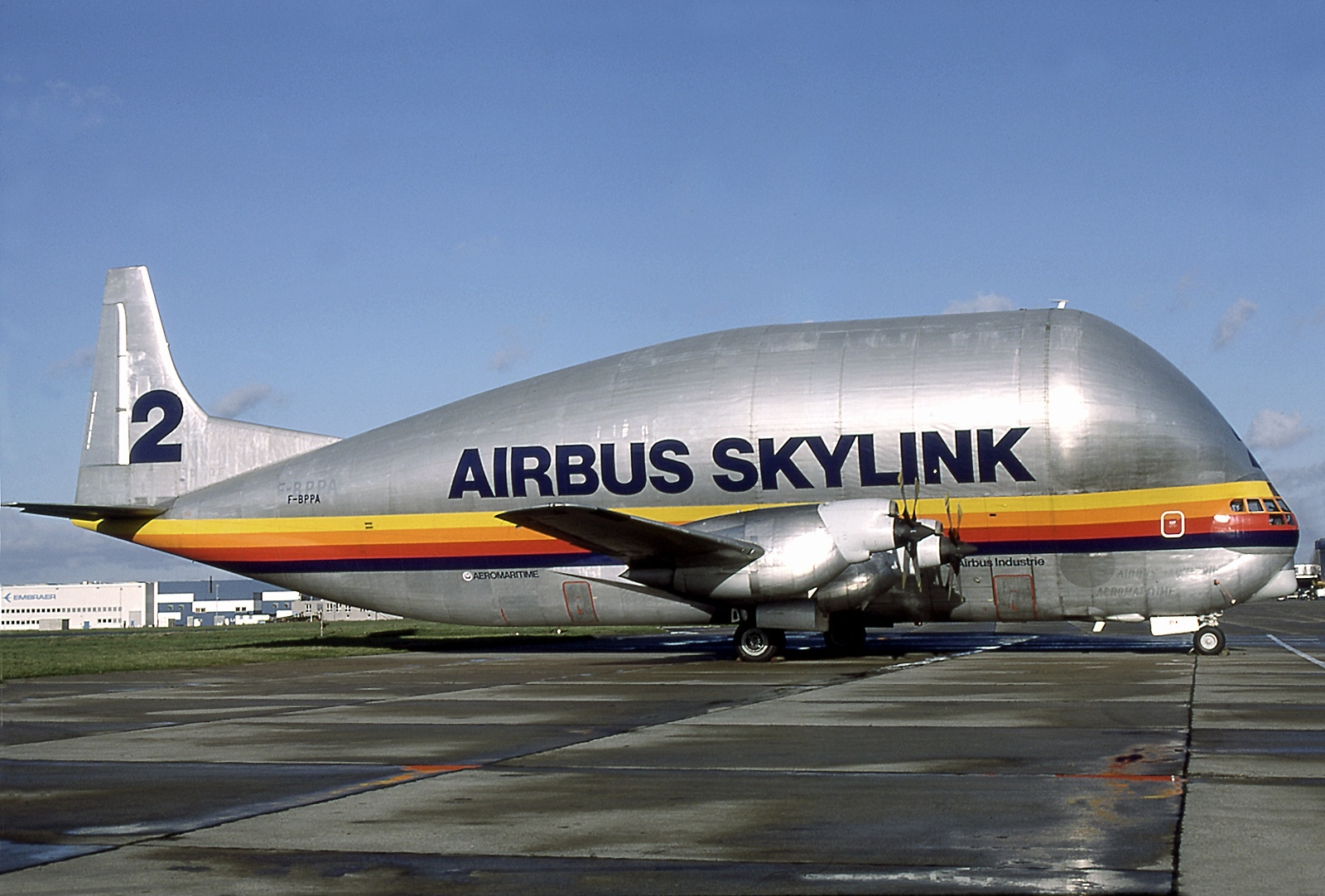
Super Guppy d'Aero Spacelines opéré par Aeromaritime et utilisé par Airbus entre 1970 et 1996.

À la fin des années 1960, Airbus souhaite mettre au point un système de pont aérien entre ses différentes usines réparties en Europe. Un temps intéressé par l'avion-cargo Mini Guppy d'Aero Spacelines, Airbus lui préfère une version dérivée plus grande, le Super Guppy que la NASA fait développer pour transporter des étages entiers de la fusée Saturn V. Dérivé du Boeing C-97 Stratofreighter, version militaire du Boeing 377 Stratocruiser, le Super Guppy reprend une partie de la carlingue, mais dispose d'une soute agrandie d'un diamètre interne utile de 7,62 m pour une longueur de 28,65 m. Le premier Super Guppy (B377SG), lancé en 1965, est en service pour la NASA et, après un accord entre Airbus et Aero Spacelines. Une nouvelle version légèrement différente, le Super Guppy Turbine (B377SGT), est livrée à Airbus Industrie en 1971, sous réserve qu’un troisième appareil soit construit et disponible en secours. Le second Super Guppy Turbine prend l’air le 24 août 1972 et est acheté par l’avionneur européen un an plus tard. En 1978, Airbus contacte à nouveau Aero Spacelines pour faire construire deux appareils supplémentaires. Un accord est finalisé en 1979 et les appareils sortent des ateliers d’UTA au Bourget en 1982 et 1983 et Airbus se décide à leur chercher un remplaçant. Airbus tente d’obtenir un cinquième appareil, mais faute de cellules de Stratocruiser disponibles, l'unique Pregnant Guppy doit être démonté pour achever le dernier exemplaire destiné à Airbus. Les 5 Super Guppy sont exploités par Airbus pendant 26 ans, totalisant 47 150 heures de vol.

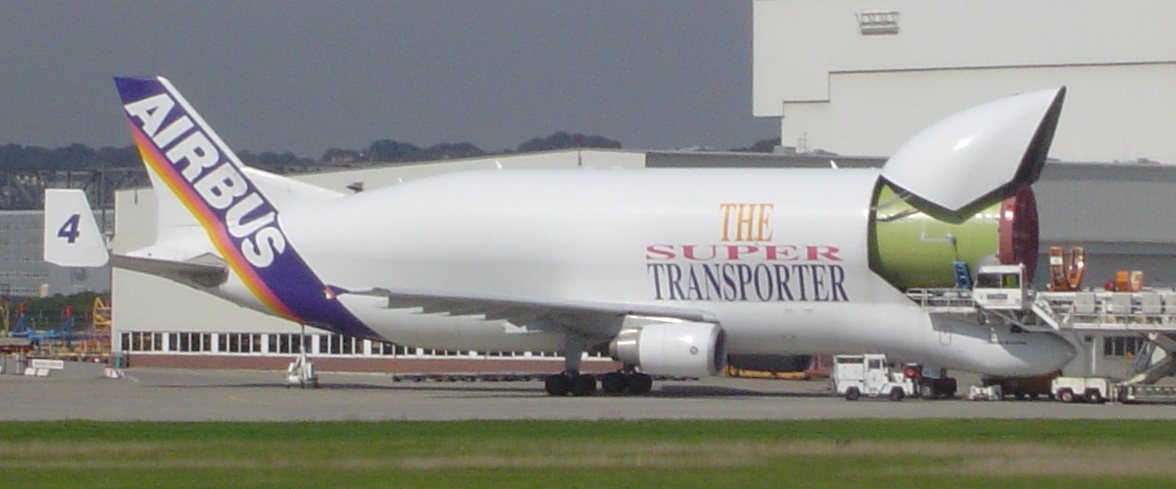
Beluga d'Airbus Transport International utilisé depuis 1996.

Au début des années 1990, la production de l’A320 monte en puissance et nécessite des moyens de transport aérien accrus, mais la flotte de Super Guppy vieillit et les coûts de maintenance et d'entretien augmentent. De plus, la charge utile de Super Guppy a été abaissée à 23 tonnes au lieu de 25 à cause de leur âge et Airbus se décide à leur chercher un remplaçant. En décembre 1990, la décision de lancer un tout nouvel appareil de transport est prise et Aérospatiale et DASA créent la SATIC (Special Aircraft Transportation International Company) en 1991. Basé sur un Airbus A300 standard, l'Airbus A300-600ST (pour Super Transporter) reprend les ailes, les moteurs, les freins et la partie inférieure du fuselage de l'A300-600, mais la partie supérieure du fuselage est remplacée par une énorme structure de section en fer à cheval d'un diamètre de 7,4 mètres réalisé par la Sogerma. Le cockpit de l'A300 standard est déplacé vers le bas, sous le niveau de l'étage cargo et une porte frontale de 17 mètres de hauteur est adaptée à l'avion pour permettre un accès à la zone cargo. La construction débute en septembre 1992 et le premier vol a lieu en septembre 1994. Après 335 heures de vols d'essais, la certification est accordée en octobre 1995 et l'A300-600ST, maintenant connu sous le nom de Beluga, entre en service. Les Beluga offrent de nombreux avantages par rapport aux Super Guppy. Ils volent deux fois plus vite et peuvent emporter des charges deux fois plus lourdes faisant passer le temps nécessaire au transport des pièces d'un moyen-courrier de 47 heures à environ 10 heures.

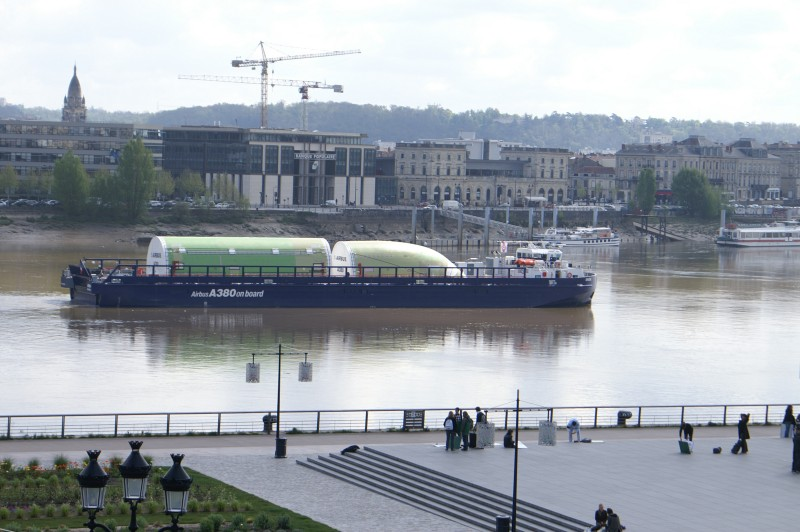
Transport du fuselage de l'A380 par barge.

Les Belugas assurent le transport pièces des moyens et gros-porteurs d'Airbus jusqu'à l'avènement de l'A380 dont certains sous-ensembles de grande taille (tronçons de fuselage, ailes) ne peuvent être introduits dans leur soute. Airbus met alors au point une nouvelle organisation combinant transport aérien, maritime et terrestre par avions, navires-cargo, barges et camions.

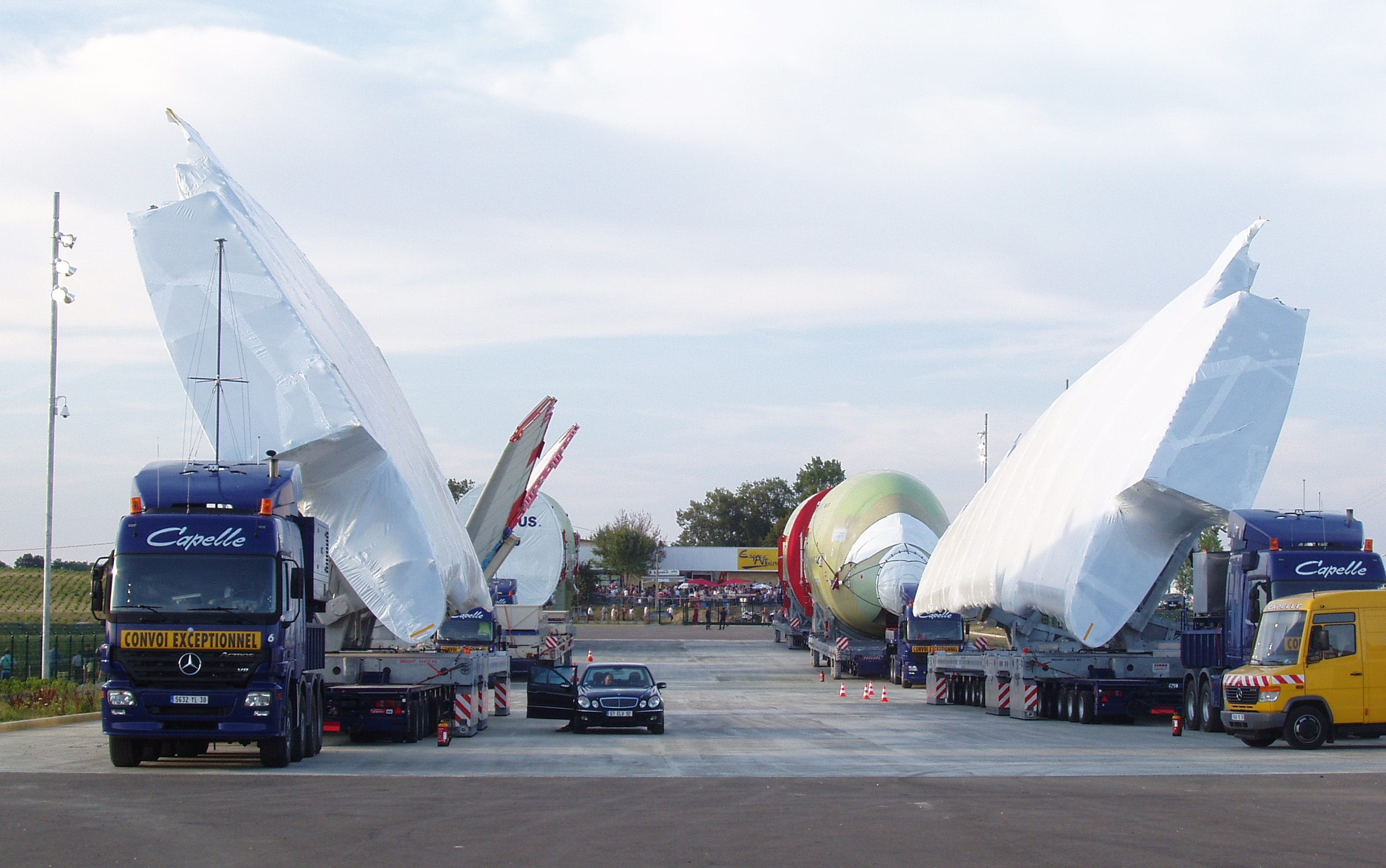
Convoi d'éléments d'Airbus A380 sur l’Itinéraire à grand gabarit à Eauze.

Les belugas ne représentent plus le moyen de transport principal, mais sont utilisés pour les pièces de taille moyenne : empannage vertical entre Stade et Toulouse, cône arrière entre Getafe et Toulouse, cockpit entre Méaulte et Saint-Nazaire. Les autres sous-ensembles de l’A380 sont transportés par mer jusqu'à Saint-Nazaire où ils sont pré-assemblés. Le transport maritime est assuré par trois navires roulier spécialement construits en Chine (chantiers Jinling Shipyard de Nanjin) et à Singapour (chantiers ST Marine) et armés par Louis Dreyfus Armateurs et Leif Höegh : le Ville de Bordeaux (2004), le City of Hamburg (janvier 2009) et le Ciudad de Cadiz (avril 2009). Ces navires effectuent des rotations entre l'Allemagne, le Royaume-Uni, l'Espagne, Saint-Nazaire et Pauillac. Les tronçons avant et arrière de l'A380 sont embarqués au port de Hambourg. Les voilures, fabriquées à Broughton au Pays de Galles, sont transportées par route puis par barge sur le fleuve Dee jusqu'à Mostyn où le navire vient faire escale. Après avoir embarqué ces éléments, le navire se rend à Saint-Nazaire. Il décharge les éléments qui seront assemblés sur place pour embarquer un tronçon complet et équipé du poste de pilotage ainsi qu'un tronçon arrière avant de rejoindre Pauillac, dans l'estuaire de la Gironde.
Les tronçons avant, centraux et arrière de l'appareil, les deux ailes et l'empennage arrière sont embarqués sur une barge spécialement aménagée qui remonte la Garonne en traversant Bordeaux et les achemine jusqu'à Langon, où une darse spéciale a été créée pour recevoir les convois fluviaux. Un itinéraire à grand gabarit a été aménagé pour transporter les éléments jusqu'à Blagnac pour l’assemblage final, au rythme d'un convoi par semaine.

### Chaines d'assemblage final

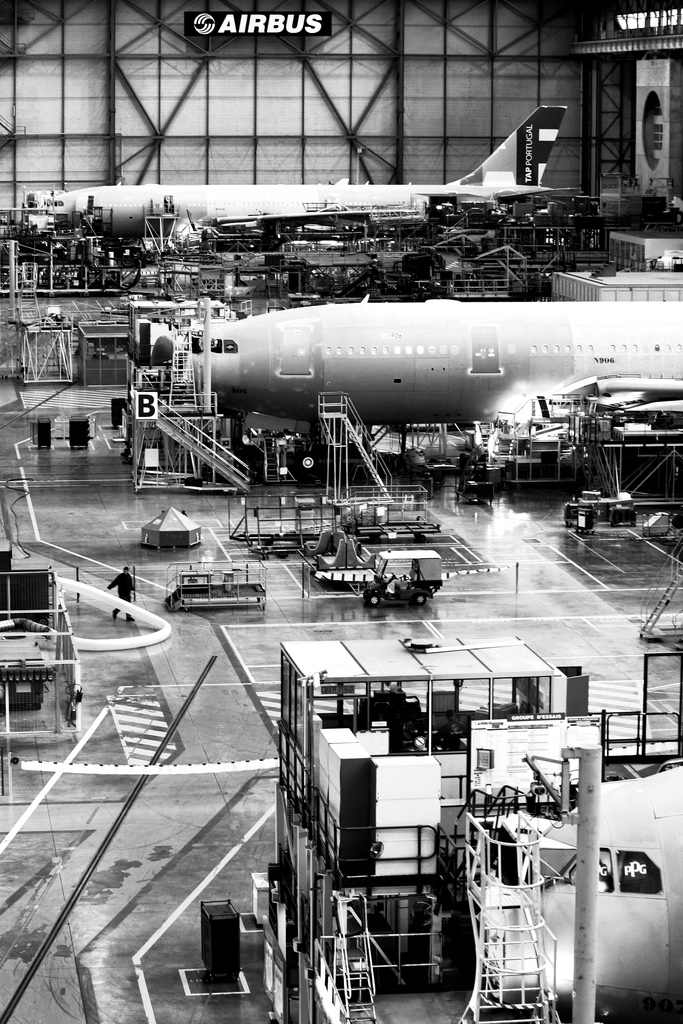
Chaine d'assemblage d'Airbus 330 à Toulouse en 2007.

L'assemblage des Airbus était initialement réalisé à Toulouse en France mais avec la diversification de la gamme et l’augmentation de la demande et des cadences de production, des nouveaux sites d'assemblage ont été créés pour les moyens-courriers de la famille A320 à Hambourg en Allemagne puis à Tianjin en Chine et à Mobile, aux États-Unis. Les long-courriers sont aussi assemblés à Toulouse et les avions de transport et de ravitaillement d'Airbus Military sur le site de Séville en Espagne, où étaient assemblés les appareils de CASA.
La première chaine d'assemblage est construite à Toulouse pour l’A300 à la fin des années 1960 et est aussi utilisée pour l'A310 qui ne se différencie de l’A300 que par un fuselage plus court. Grâce à l’expérience acquise avec les appareils moyens-courriers, Toulouse accueille également la chaine d'assemblage final des longs-courriers A330/A340 qui partagent un grand nombre de technologies communes.
L’Allemagne a toujours eu pour ambition d'accueillir l’assemblage des moyens-courriers sur son territoire, mais n'était pas en position d'imposer ses choix lors de l'établissement d'Airbus dans les années 1960. À la fin des années 1980, alors que la demande d'A320 augmente rapidement, la possibilité de construire une deuxième ligne d'assemblage en Allemagne est évoquée lors d'une rencontre entre le ministre des transports français Michel Delebarre et le secrétaire d’État allemand Erich Riedl. L’Allemagne précise que 60 millions de dollars pourraient être économisés par an tandis que le ministre français, soutenu par l’industrie aérospatiale française, rétorque que de 100 à 150 millions de dollars devraient être investis sans garantie que l'investissement soit rentable. Lorsqu'Airbus propose de diversifier la famille A320 et de créer les A318, A319 et A321, sur insistance d'Hartmut Mehdorn, PDG de DASA, il est décidé de créer une nouvelle chaine d'assemblage à Hambourg afin de soutenir la cadence de production,. Le 26 janvier 1990, le conseil de surveillance d'Airbus Industrie approuve la décision de construire une ligne d'assemblage d'A321 dans les ateliers de Messerschmitt-Bölkow-Blohm sur le site de Finkenwerder. En 2003, une troisième chaine d'assemblage d'A320 est inaugurée à Hambourg afin de porter la cadence de production totale des moyens-courriers à 42 appareils par mois.
Depuis le premier achat d'un Airbus par la Chine en 1985, Airbus a toujours cherché à renforcer ses liens commerciaux et profiter du plus gros marché aérien mondial potentiel en gagnant des commandes chinoises face à Boeing. Dès 1997, Airbus entame des pourparlers afin de renforcer la collaboration et d'établir un « partenariat stratégique global » menant éventuellement à un nouvel investissement de 1,7 à 2 milliards de dollars dans la création d'une nouvelle chaine d'assemblage en Chine. Un accord est signé par le président Jacques Chirac et le Premier ministre chinois Wen Jiabao en 2005 à la suite de la visite présidentielle de 2004 et en 2006, Airbus et la Commission nationale chinoise pour le Développement et la Réforme se décident à implanter l'usine à Tianjin. La troisième chaine d’assemblage des A320 après Toulouse et Hambourg est inaugurée en 2008, dans le cadre d'une coentreprise détenue à 51 % par Airbus, et construit les appareils devant être délivrés en Chine. Tianjin commence à livrer ses premiers appareils à partir de 2009 et permet de faire passer la part de marché d'Airbus de 8 % en 1994 à près de 50 % en 2012.

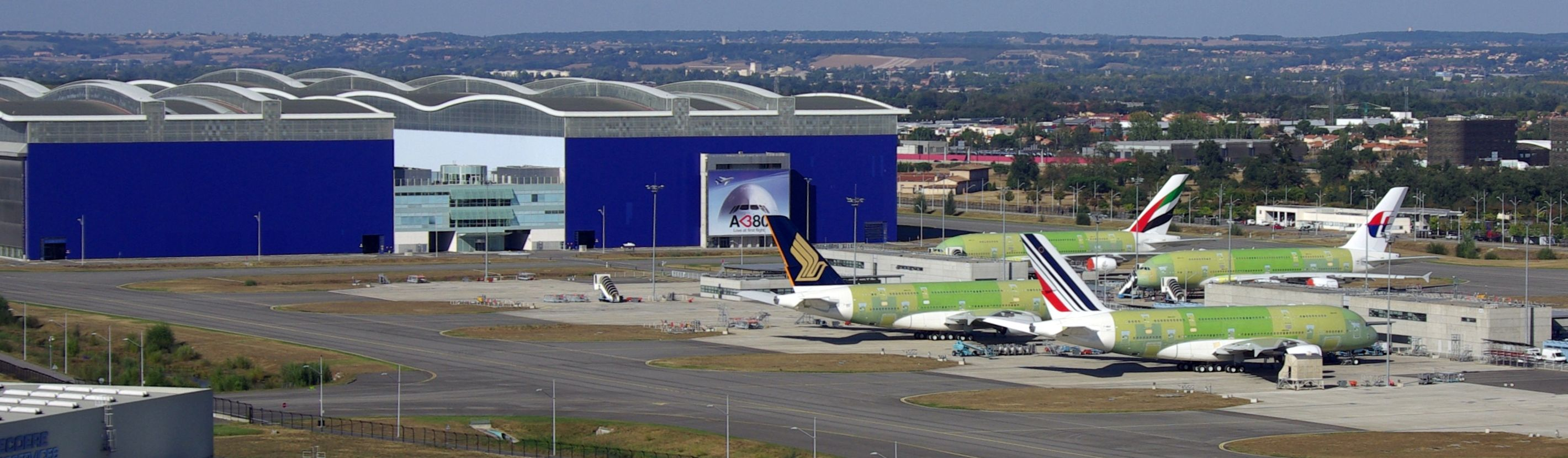
Hall d'assemblage final des A380 à Toulouse.

Pour l'A380, Airbus a créé une nouvelle zone industrielle baptisée AéroConstellation au nord des pistes de l'aéroport de Toulouse-Blagnac pour accueillir une nouvelle chaine d'assemblage final. Inauguré en 2003, le bâtiment a été nommé Hall Jean-Luc Lagardère pour rendre hommage au PDG du groupe du même nom et principal actionnaire d'EADS. Il mesure 490 mètres de long, 250 mètres de large et 46 mètres de hauteur pour une surface totale de dix hectares et accueille un unique poste d'assemblage où les A380 sont produits au rythme d'un par semaine et un hall de finition qui peut accueillir 3 appareils en même temps.
Tout comme pour l'A330, l'A340 et l'A380, la chaine d'assemblage final du long-courrier A350 est située à Toulouse. D'une superficie de 74 000 m2, la nouvelle chaine se trouve au sud des pistes de l’aéroport Toulouse-Blagnac et a été inaugurée en 2009.
Afin de réduire ses coûts de production et diminuer les risques liés au change euro/dollar, Airbus annonce le 2 juillet 2012 son intention de construire une chaine d'assemblage à Mobile (Alabama), dans le sud des États-Unis. Airbus compte y construire des A319, des A320 et des A321 et produire de 40 à 50 appareils par an à partir de 2018,.
L'A220 est comme un énorme puzzle dont les pièces sont fabriquées dans une dizaine de pays selon les prévisions de 2009 données ici. Le fuselage central est fabriqué par Shenyang Aircraft Corporation à Shenyang en Chine. Le poste de pilotage et l'empennage seront fabriqués à Saint-Laurent. Les ailes sont fabriquées par Bombardier à Belfast. Pratt & Whitney fournit les moteurs et l'assemblage final de l'avion se fait à Mirabel dont Airbus s’est engagé à maintenir les activités au moins jusqu’en 2041. En janvier 2019, l'usine Airbus de Mobile commence à produire des A220 destinés au marché de ce pays. La chaine de montage compterait 400 personnes et les livraisons débuteront en 2020 selon les prévisions de 2018.

## Filiales et sites de production dans le monde
Une grande partie de la production s'effectue en Europe, mais de nombreux fournisseurs sont dans le monde entier. EADS, la maison mère d'Airbus, achète chaque année pour 31 milliards d'euros de matériels à des fournisseurs extérieurs, et les relations entre Airbus et les fournisseurs nationaux sont gérées par des filiales d'Airbus.

### Filiales européennes
L'origine plurinationale d'Airbus se retrouve dans la structure de ses quatre principales filiales européennes. Les ressources mises en œuvre par les quatre pays participant au consortium Airbus Industrie ont évolué pour former quatre entités juridiques, surnommées « NatCos » (pour National Companies) : Airbus Operations GmbH (Allemagne), Airbus Operations S.L. (Espagne), Airbus Operations S.A.S. (France) et Airbus Operations Ltd (Royaume-Uni). De plus, Airbus Central Entity regroupe le siège d'Airbus à Toulouse.
Allemagne
Airbus Operations GmbH, anciennement Airbus Deutschland (jusqu'en 2009), est basé à Hambourg et emploie environ 21 600 personnes,. Le site de Hambourg accueille le centre d'excellence « fuselage et cabine ».
Espagne
Airbus Operations S.L., anciennement Airbus España SL, est la filiale d'Airbus en Espagne et est composé d’Airbus Defence and Space basée à Madrid et du centre d'excellence « Empennage/fuselage arrière » (3 000 employés) situé sur les sites de Getafe, Puerto Real et Illescas. Ce centre, spécialisé dans l'utilisation de matériaux composites, produit l'empennage horizontal de tous les Airbus ainsi que la trappe du train d'atterrissage principal, des sections de la partie arrière du fuselage et les gouvernes de l'A380.
France
Airbus Operations S.A.S., anciennement Airbus France S.A.S., fondée en 2001, est une société par actions simplifiée basée à Toulouse et qui regroupe les principaux sites Airbus de Nantes, Saint-Nazaire et Toulouse, respectivement 2 500, 2 300 et 13 700 salariés en 2014.
Royaume-Uni
Airbus Operations Ltd, anciennement Airbus UK Limited, a été fondé en tant que filiale d'Airbus en 2001, lorsque British Aerospace a transféré ses usines au Royaume-Uni contre 20 % des parts d'Airbus S.A.S. Airbus UK est composé de deux sites qui font partie du centre d'excellence « ailes et mâts de liaison des moteurs ». L'usine de Filton est chargée de la conception de la structure des ailes, des systèmes de fuels et de l'intégration du train d'atterrissage tandis que celle de Broughton est responsable de l’assemblage de toutes les ailes des avions Airbus (sauf l'A400M et les A320 produits en Chine).

### Filiales dans le monde
Parmi les 55 000 employés d'Airbus, de nombreux sont rattachés aux filiales basées aux États-Unis, en Chine, au Japon et au Moyen-Orient. Chargées des relations avec les 1500 fournisseurs d'Airbus situés dans 30 pays, elles gèrent aussi la gestion de centres de recherche, centres de pièces détachées, centres d'entraînement et d'autres entreprises de service. Le réseau régional d’Airbus inclut des centres de développement aux États-Unis, un centre de conception en Russie et en Chine.

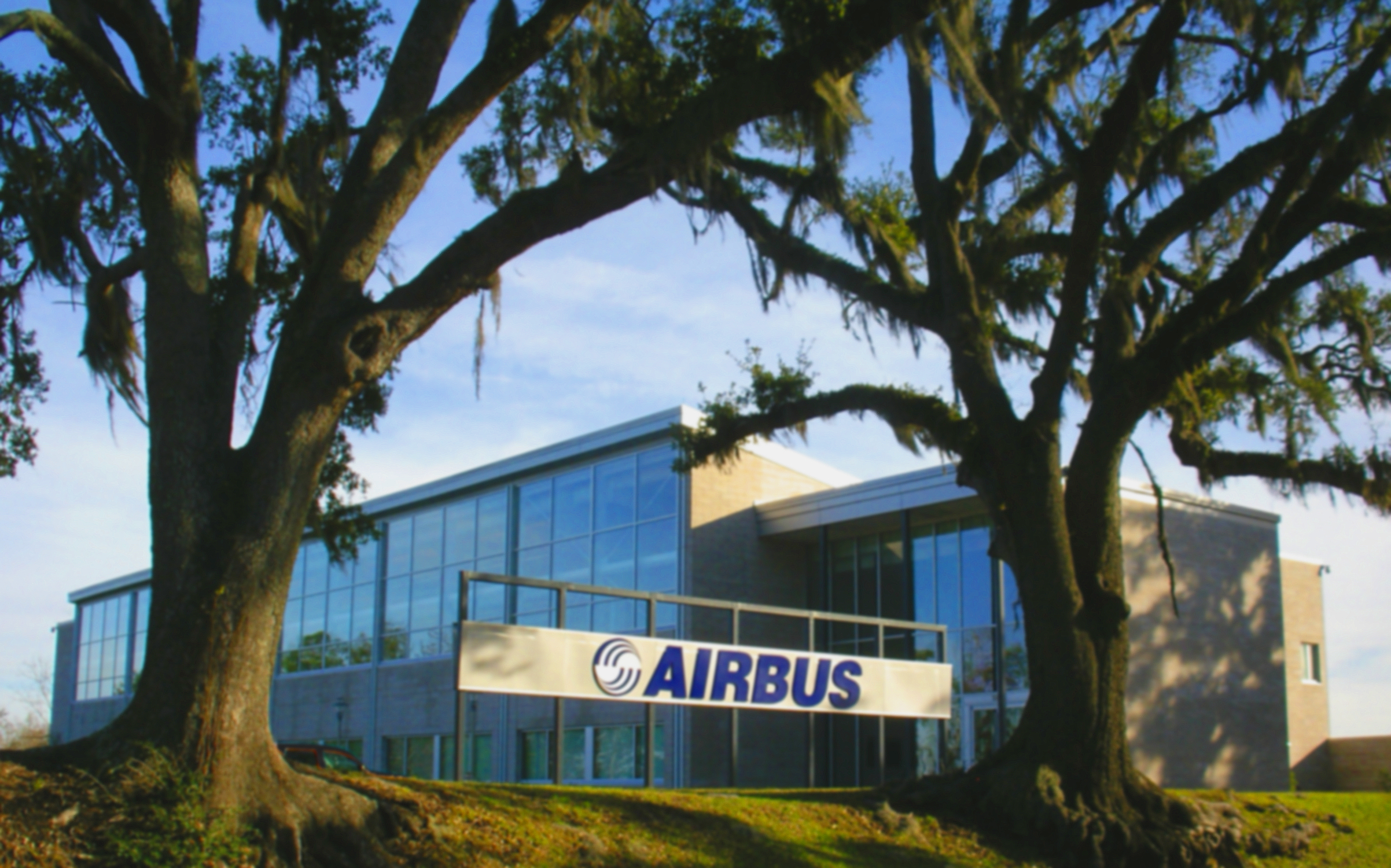
Centre d'études à Mobile, aux États-Unis.

Amériques
Airbus Americas emploie 700 personnes sur 5 différents sites aux États-Unis. Herndon (Virginie) accueille le siège de Airbus Americas et le centre de support client Airbus Customer Services. Airbus Americas Engineering dispose de deux centres de recherche : les bureaux de conception et d'ingénierie de la cabine (repos de l'équipage, toilettes et cuisines) de l'A350 sont à Mobile et les bureaux de conception et d'études des ailes ainsi que le service de support critique pour les clients sont situés à Wichita. Miami accueille le centre de formation Airbus qui comprend des simulateurs de vols pour A320/A330/A340 et des équipements d'entraînement et de formation ainsi que le siège d'Airbus Latin America & Caribbean Customer Affairs.

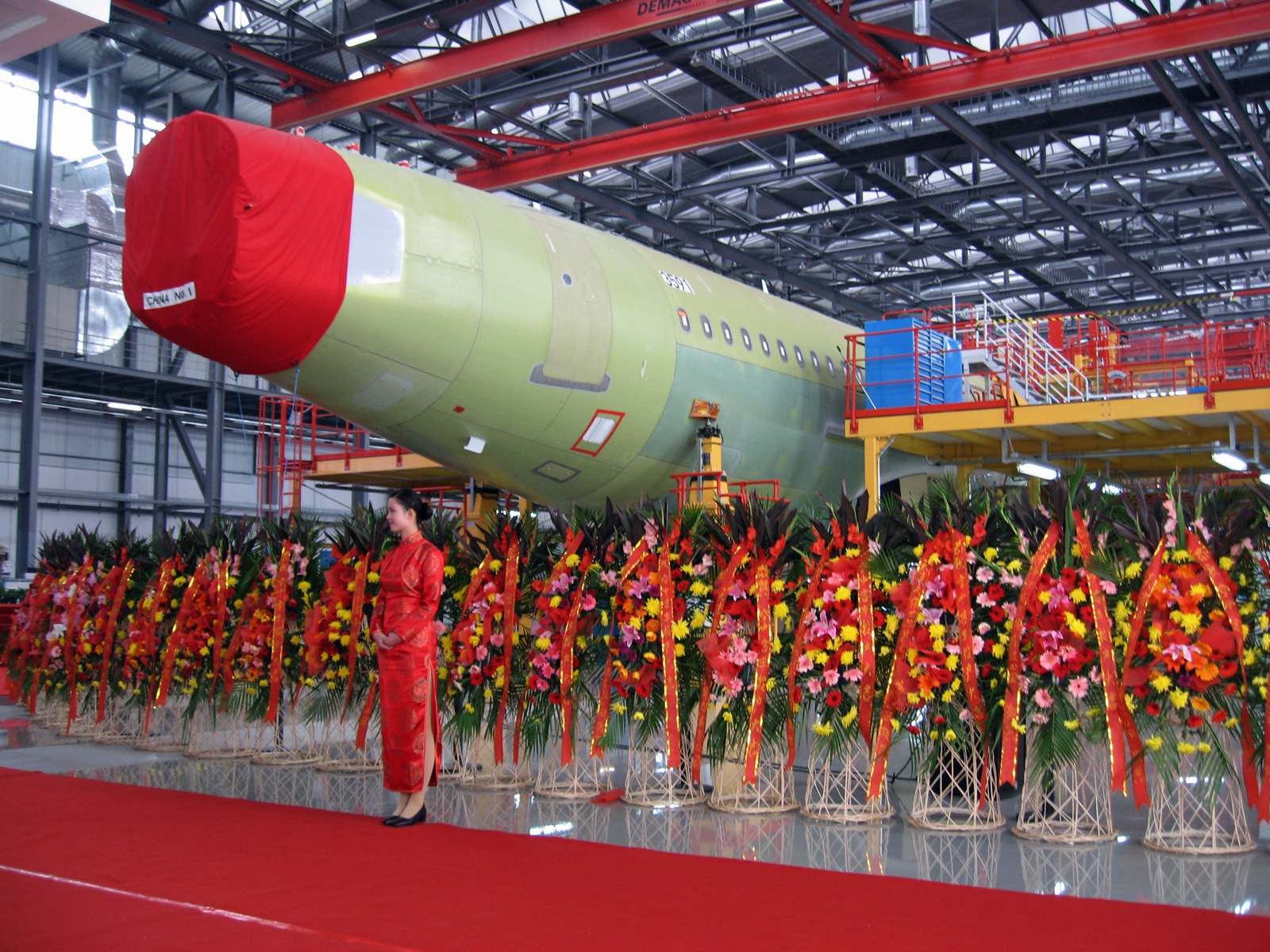
Ligne finale d'assemblage de Tianjin en Chine.

Chine
Airbus est très implanté en Chine depuis l'ouverture en 1990 des bureaux d'Airbus China à Pékin qui emploient plus de 270 personnes. Le centre d'entraînement de Pékin a été créé en 1998, en collaboration avec l'agence gouvernementale China Aviation Supplies Import and Export Group Corporation pour former des pilotes sur les A320 et les A330/A340, ainsi que des mécaniciens et des membres d'équipage. Airbus a aussi investi dans un centre de support technique qui stocke environ 25 000 pièces détachées disponibles pour toute la zone Asie-Pacifique. Une chaine de montage finale d'A320 a été inaugurée en 2005 à Tianjin en collaboration avec Tianjin Free Trade Zone et China Aviation Industry Corporation et a livré 153 appareils depuis 2008 (46 en 2013). De nombreux éléments entrant dans la fabrication des appareils Airbus sont fabriqués en Chine : les portes arrière et des sections du nez par Chengdu Aircraft Corporation, les portes d'évacuation d'urgence par Shenyang Aircraft Corporation, des pièces en titane pour les ailes par Hong Yuan Aviation Forging & Casting, des éléments des ailes et des freins par Xi'an Aircraft Industrial Corporation et des jauges de précisions et des outils de maintenance par Guizhou Aviation Industrial Group. Des ingénieurs de l'Airbus (Beijing) Engineering Centre travaillent également au développement de l'A350 et à la conception de ses programmes
Inde
:
Japon
Airbus Japan, basé à Tokyo, coopère avec de nombreux industriels japonais pour la fabrication d'éléments des avions Airbus. Bridgestone fournit les pneus de tous les appareils, Sumitomo Precision Products
Moyen-Orient
12[Quoi ?]
Russie
Airbus possède un bureau régional à Moscou, chargé du marketing et des relations publiques. Airbus s'est associé avec des partenaires locaux pour produire des pièces entrant dans la production de ses appareils : Irkut Corporation produit la baie du train d'atterrissage avant, la poutre principale et les rails de volets des A320, Voronezh Aircraft Production Association (VASO) produit les mâts de liaison des moteurs de l’A320, VSMPO-Avisma produit les pièces forgées en titane du train d'atterrissage de l'A350 et de l'A380, Hamilton Standard Nauk et Hydromash fabriquent des parts du système de contrôle et du système thermique

### Entreprises affiliées
Airbus fabrique une grande partie de ses avions dans ses propres usines, mais s'appuie sur un réseau d'entreprises affiliées pour produire certains sous-ensembles et fournir des services. Certaines de ces usines, initialement parties intégrantes d'Airbus, ont été vendues dans le cadre du plan de restructuration Power8, mais leur capital reste possédé par Airbus.

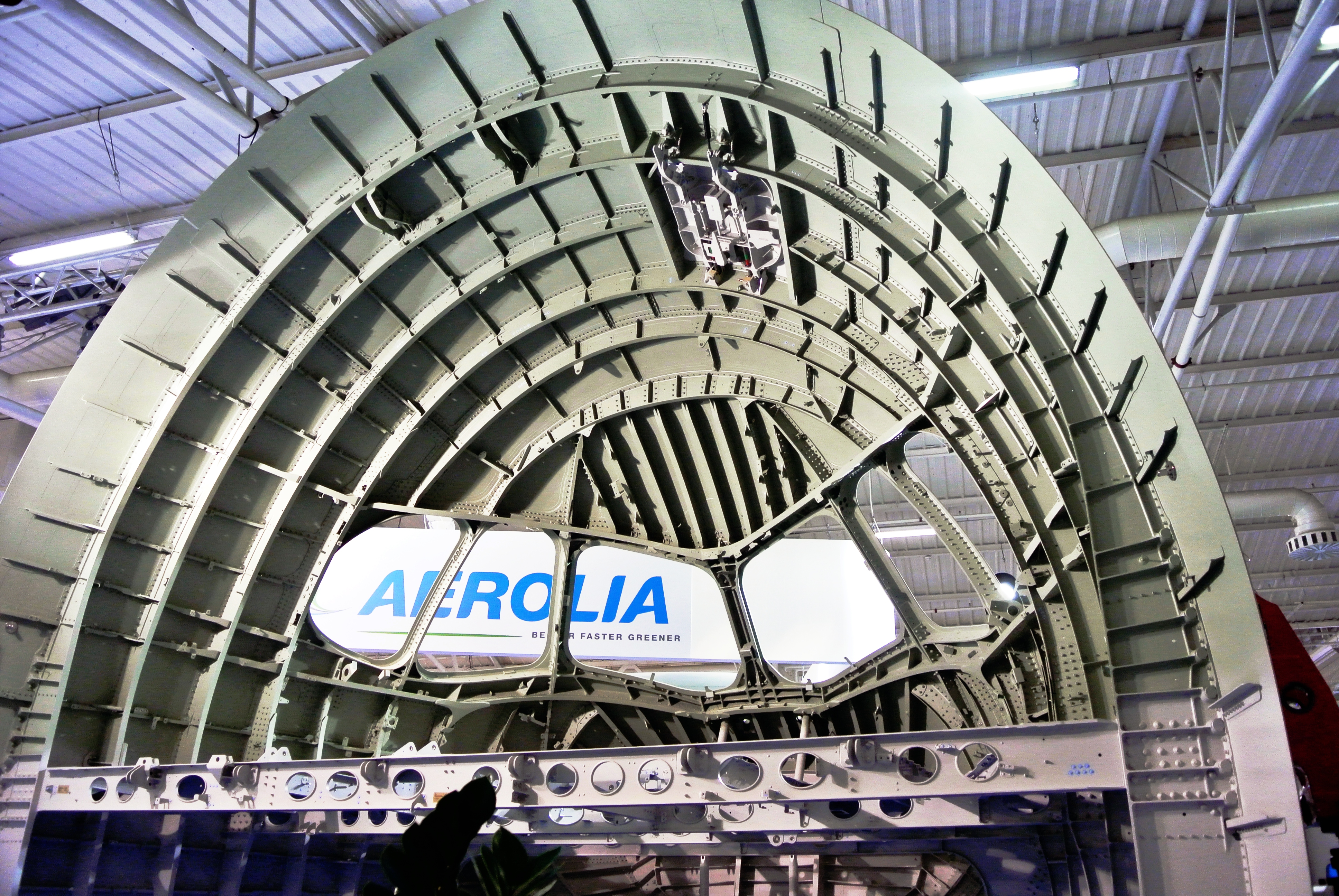
Le tronçon no 11 de l'A350XWB en faveur du cockpit est fabriqué par Aerolia.

Airbus Atlantic (ex-Stelia Aerospace/Aerolia/Sogerma)
Airbus Atlantic assure la conception et la fabrication d’aérostructures, de sièges pilotes et de fauteuils passagers des Premières classe et classe Affaires. À l'origine, Aerolia est issue en 2009 du regroupement, dans le cadre du plan Power8, des trois usines Airbus de Saint-Nazaire, Méaulte et Toulouse. Elle était organisée en quatre directions opérationnelles (ingénierie, activités, achats, programmes et ventes), quatre fonctions de support (qualité, finances, ressources humaines, stratégie & communication) répartis sur les trois sites français et un bureau d'étude basé à Toulouse et dont les ingénieurs sont issus des bureaux de conception d'Airbus. Aerolia fusionne avec Sogerma en 2015 pour créer Stelia Aerospace, spécialisée dans les aérostructures et les sous-ensembles de pointe avant. En 2022, la société Airbus Atlantic est créée, comprenant Stelia Aerospace ainsi que les sites de Bouguenais et de Montoir-de-Bretagne d'Airbus Commercial Aircraft.
Airbus Corporate Jet Centre/Airbus Corporate Jets
L’unité chargée des jets privés d'affaires Airbus est sous la responsabilité de deux filiales : Airbus Corporate Jet Centre S.A.S et Airbus Corporate Jets. Airbus Corporate Jet Centre S.A.S, créée en 2007 et basée à Toulouse, emploie 230 personnes. Elle reprend les activités d'aménagement intérieur d'EADS Sogerma Toulouse et est chargé de l’aménagement des cabines des avions d'affaires Airbus ACJ318, ACJ319, ACJ320, ACJ330, ACJ340 et ACJ380,. En 2010, elle a réalisé un chiffre d'affaires de 43,4 millions d'euros pour un bénéfice de 2,6 millions. La filiale Airbus Corporate Jets, fondée en novembre 2011, est chargée des activités commerciales, programmes et support et collabore avec Airbus Corporate Jet Centre,.
TESTIA, an Airbus company
TESTIA, est une filiale lancée en 1991 et chargée du contrôle non destructif des structures avion. La société siège à Toulouse et dispose d'entités dans le monde entier. Elle permet à Airbus de prendre part au développement de services et de produits innovants dans ce domaine.
Navblue
Navblue, fusion des sociétés Navtech, Airbus LUCEM et Airbus ProSky, est la filiale de logiciels d’exploitation des compagnies aériennes lancée en 2016 et chargée du développement et au support des systèmes avancés de contrôle du trafic aérien. Basée à Blagnac, elle permet à Airbus de prendre part au développement des programmes SESAR (Single European Sky ATM Research) européen et NexGen (Next Generation Air Transportation System) américain.
Airbus Transport International
Airbus Transport International, basée à Blagnac, est la filiale créée pour gérer la flotte de 5 A300-600ST « Beluga » utilisés pour le transport de sections d'appareils Airbus entre les divers sites de production en Europe. En 2010, elle réalise un chiffre d'affaires de 110,9 millions d'euros pour un bénéfice de 6,9 millions.
CIMPA
CIMPA, fondée en 1995 par une équipe issue du CCR (Centre Commun de Recherche) de l'Aérospatiale, et maintenant, focalisée sur le développement de processus, de méthodes autour des outils de la gestion du cycle de vie du produit (PLM), est et devenu en 2003, une filiale d'Airbus S.A.S., basé à Blagnac. En 2010, elle a réalisé un chiffre d'affaires de 56,2 millions d'euros pour un bénéfice de 2,0 millions. En 2014, le chiffre d'affaires a dépassé 100 millions d'Euros avec un peu moins de 1 000 salariés répartis entre le Royaume-Uni (CIMPA Ltd à Filton), l'Allemagne (CIMPA Gmbh à Hambourg et Munich) et la France (CIMPA S.A.S., dont le siège est basé à Blagnac, avec des bureaux à Sèvres, au TechnoCampus à côté de Nantes (Loire-Atlantique), à Saint-Aubin-de-Médoc (Gironde), près de Bordeaux ainsi qu'à Vitrolles (Bouches-du-Rhône).
CIMPA PLM Services a été cédée au Groupe SOPRA-STERIA, le 29 juillet 2015. Cette vente est effective depuis le 1er octobre 2015.

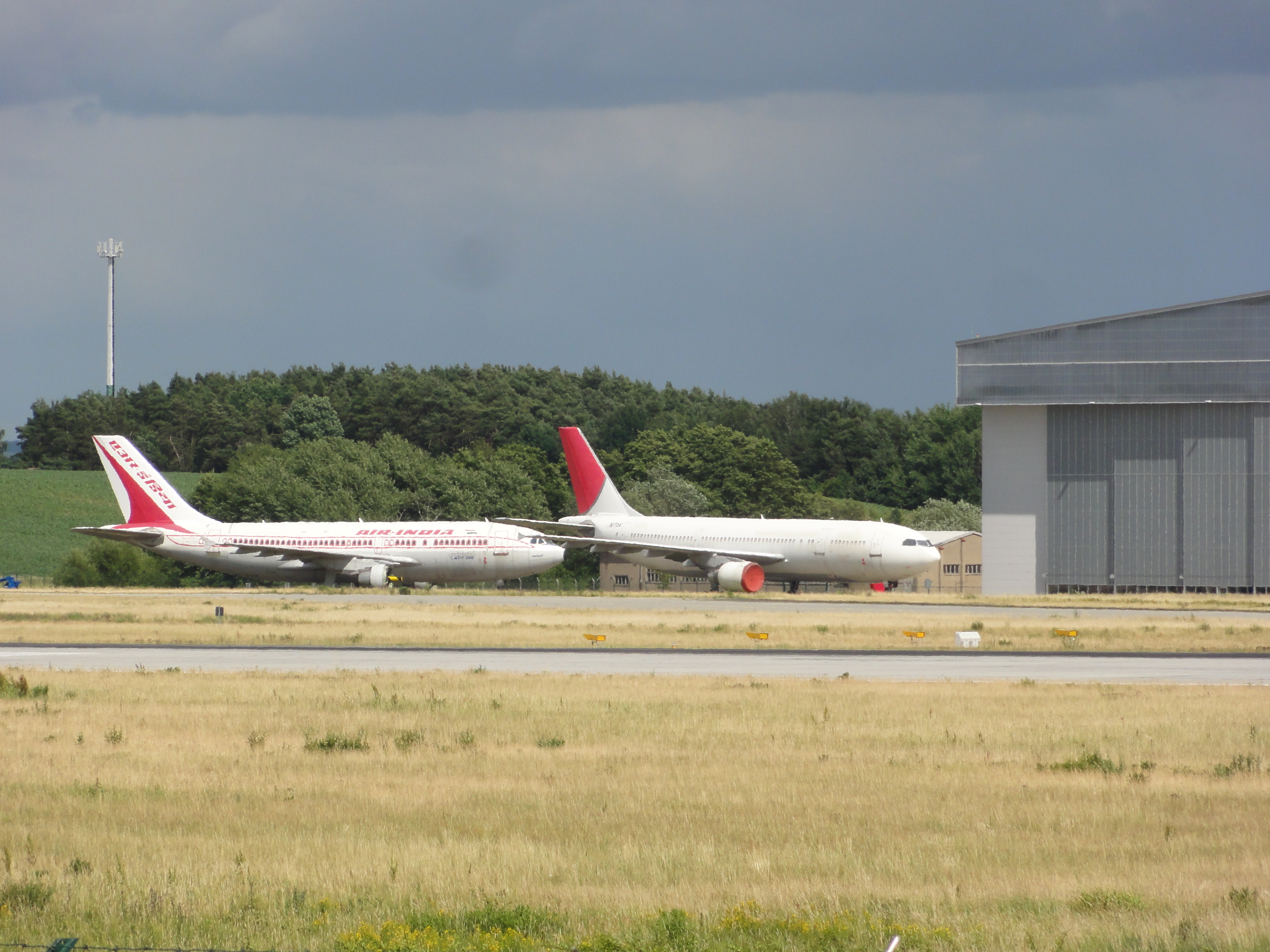
EFW était notamment distinguée de conversion des A300F/A310F ainsi que des A310MRT/MRTT. Désormais, il s'agit du centre de la conversion de l'A330 en version cargo.

EADS Elbe Flugzeugwerke GmbH
Fondée en 1955, EADS Elbe Flugzeugwerke GmbH (EFW) est devenue en 1990, une filiale d'EADS dont la gestion a été confiée à Airbus. Elle est chargée de la fabrication de panneaux renforcés en fibre pour l’ensemble des appareils Airbus ainsi que de la conversion d'avion passagers en avions de fret dans le cadre du programme Passenger to Fret (P2F).
IFR Skeyes
IFR Skeyes a été fondée en 1987 et est basée à Toulouse. Cette filiale développe des suites intégrées de progiciels de gestion technique et logistique de flottes pour des compagnies commerciales et militaires. En 2010, elle réalise un chiffre d'affaires de 6,2 millions d'euros pour un bénéfice de 450 000 euros.
KID-Systeme GmbH
Situé à Buxtehude, KID-Systeme GmbH est spécialisée dans la conception de systèmes de gestion des communications de bord et de prises électriques intégrées aux sièges. KID-Systeme GmbH, dont les origines remontent à 1985 lorsque le premier système de gestion des communications de bord de l'A320 est développé par MBB à Hambourg, intègre Airbus en 2005.

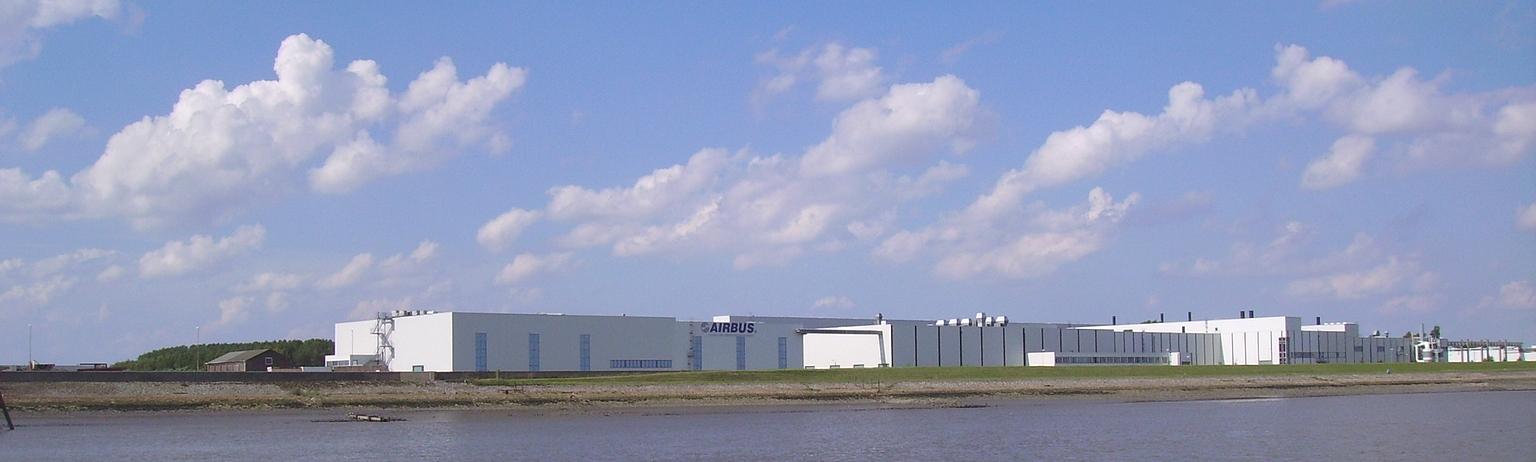
Usine de Premium AEROTEC à Nordenham.

Premium AEROTEC
Premium AEROTEC est une filiale d'EADS dont la gestion a été confiée à Airbus. Spécialisée dans la conception, le développement et la production d’éléments de fuselage et de sous-ensembles entrant dans la fabrication des appareils Airbus civils et militaires, cette filiale est issue du regroupement des sites Airbus de Nordenham, Varel et Augsbourg et a été fondée en 2009 lors de la mise en œuvre du plan Power8. Le siège et les principales installations se situent à Augsbourg, mais la société possède des bureaux à Brême, Hambourg, Munich/Ottobrunn et Manching. Une nouvelle usine destinée au traitement des composants d'avion a été inaugurée à Ghimbav (Roumanie) en 2011.
Quo Vadis
Lancée en 2009, Quo Vadis est une filiale d'Airbus qui fournit des produits et des services de navigation basée sur la performance. Basée à Blagnac, elle a réalisé en 2010, un chiffre d'affaires de 1,8 million d'euros, mais a enregistré une perte de 463 000 euros.
Sepang Aircraft Engineering Sdn Bhd
Sepang Aircraft Engineering Sdn Bhd est une filiale d'Airbus créée en 2006 et basée sur l'aéroport de Kuala Lumpur, spécialisée dans la maintenance, réparation et révision d'avion commerciaux.
TASC Aviation
TASC Aviation, fondée en 2002 et basée à Dubaï, est une entreprise de conseil en stratégie spécialisée dans la gestion des pièces et équipements d'avions et les services aéronautiques,.

## Concurrence entre Airbus et Boeing
Airbus et Boeing sont les deux principaux constructeurs d'avions passagers de plus de 100 places. Boeing a vu sa position dominante renforcée par le retrait de Lockheed en 1986 de l’industrie aéronautique civile et par son rachat de McDonnell Douglas en 1997, mais Airbus a petit à petit gagné des parts de marché jusqu'à faire jeu égal avec Boeing à partir du début des années 2000 et à vendre plus d'appareils pour la première fois en 2004. Boeing et Airbus s'affrontent également sur le terrain judiciaire, s'accusant mutuellement de recevoir des subventions illégales.

Compétition Airbus - Boeing : commandes nettes d'avions (1989-2014)

### Compétition sur le marché de l'aviation
Boeing a été le constructeur aéronautique dominant depuis sa création au début du XXe siècle. Depuis le retrait de Lockheed de l’industrie civile en 1986 et le rachat de McDonnell Douglas par Boeing en 1997, le marché des appareils de transport passager de plus de cent places est en situation de duopole avec deux grands constructeurs, Airbus et Boeing.
Depuis sa création en 1969, Airbus a pour objectif de concurrencer les constructeurs américains, en particulier Boeing, et espère s'imposer en misant sur la technologie et en proposant aux compagnies des avions innovants, surpassant leurs équivalents de Boeing. Airbus investit beaucoup dans les matériaux composites et leur emploi massif dans ses premiers appareils (A300/A310), introduit l'utilisation de commandes de vol électriques (A320) ainsi que le concept d'interchangeabilité (famille A320, A330/A340). Airbus propose aussi d'abandonner le rôle d’officier de pilotage et de réduire à deux le nombre de personnes nécessaires dans le cockpit (pilote et copilote), ce qui deviendra la norme par la suite. Airbus remporte de nombreux succès face à Boeing et parvient à s'imposer aux États-Unis en 1978, lorsque Eastern Air Lines préfère l'A300 au Lockheed L-1011 Tristar, moins économe en carburant. Par la suite, Airbus remporte de plus en plus de marchés auprès de compagnies étrangères qui s'approvisionnaient auparavant chez ses concurrents américains. En 2004, Airbus parvient pour la première fois à vendre plus d'appareils sur le marché civil que son concurrent direct.
Aujourd'hui, Airbus et Boeing sont en concurrence frontale pour les commandes d'avions. Bien que les deux constructeurs offrent une large gamme d'avions, allant du monocouloir au gros-porteur, ces appareils n'occupent pas toujours exactement le même segment. Airbus et Boeing offrent des versions de capacité ou de rayon d'action plus ou moins important que le concurrent afin de satisfaire des besoins pour lesquels il n’existe pas encore d'appareil, au plus grand bénéfice des compagnies aériennes qui se voient offrir une gamme continue d'appareils allant de 100 à 500 passagers. L’A380 possède une plus grande capacité que le 747. L'A350 remplit le segment situé entre le 787 et le 777. L'A320 est plus grand que le 737-700, mais plus petit que le 737-800. L'A321 est plus grand que le 737-900, mais plus petit que le 757.

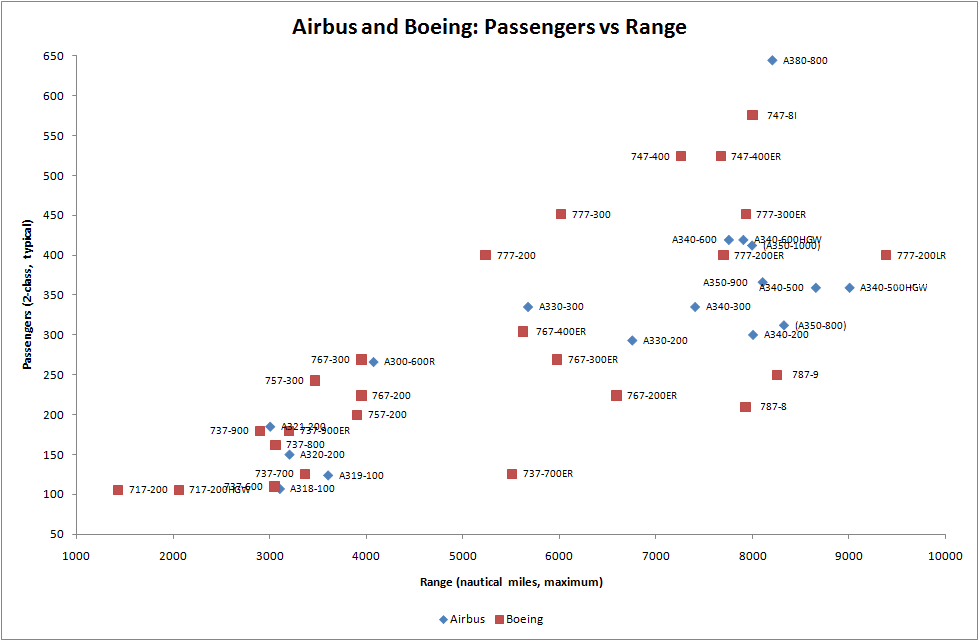
Rayon d’action et capacité des appareils Airbus et Boeing.

### Différends sur les subventions
Depuis la perte du quasi-monopole des États-Unis sur le marché des avions de plus de cent places dans les années 1970, Airbus et Boeing s'affrontent sur le terrain judiciaire et s'accusent mutuellement de bénéficier de subventions illégales et de ne pas respecter un accord bilatéral signé entre les États-Unis et la C.E.E. (ancêtre de l'Union européenne) en 1992.
Dans les années 1980, alors qu'Airbus devient un sérieux concurrent et parvient à percer le marché américain, les États-Unis reprochent aux Européens de financer la conception et le développement des Airbus par des subventions gouvernementales. L'Union européenne s'inquiète également des subventions que reçoivent les constructeurs américains via les programmes de la NASA et les programmes de défense et les négociations entre Américains et Européens visant à limiter les financements sur fonds publics gouvernementaux mènent à la signature en 1992 d'un « Accord UE/États-Unis sur les aéronefs civils gros-porteurs », qui fixe le cadre des subventions publiques et impose aux deux parties des règles et des limites beaucoup plus strictes que celle de l'Organisation mondiale du commerce (OMC) : les aides publiques directes au financement d'un nouveau projet sont limitées à 33 % du coût de développement total, doivent être accordées à un taux d’intérêt qui ne peut être inférieur au coût du crédit pour l’État et doivent être remboursées dans un délai de 17 ans. Les aides indirectes sont quant à elle limitées à 3 % du chiffre d’affaires de l’aviation civile nationale des gros-porteurs.
En 1997, les Américains refusent une proposition européenne de renégocier le traité de 1992, mais en 2004, les États-Unis et l'Union européenne se mettent d'accord pour discuter d'une éventuelle révision de l’accord pour y inclure toutes les formes de financements publics. En août 2004, alors que Boeing subit les conséquences des attentats du 11 septembre et vient de licencier 40 000 employés, George W. Bush, en pleine campagne pour l’élection présidentielle de novembre 2004, annonce lors d'un discours face à des ouvriers de Boeing, qu'il a demandé à Robert Zoellick, Représentant américain au commerce, de signifier à l'Europe que les Américains estiment les subventions illégales et qu'il devait tout faire pour y mettre fin, y compris en portant plainte auprès de l'OMC. En octobre 2004, Harry Stonecipher, président de Boeing, dépose effectivement une plainte et demande à l'OMC d'enquêter sur les financements européens depuis le lancement d'Airbus. Boeing estime ces aides à 40 milliards de dollars depuis 1969 et les États-Unis se retirent unilatéralement de l’accord de 1992.
En réponse, Airbus porte aussi plainte devant l'OMC et dénonce les subventions illégales de Boeing. Airbus accuse Boeing d'avoir bénéficié de 18 milliards de financement direct ou indirect illégal à travers des déductions d’impôts de la part du gouvernement américain et des abattements fiscaux dans les états du Kansas, de l’Illinois et de Washington où sont basées les chaines d'assemblage de Boeing, ainsi que des subventions déguisées sous forme de marchés attribués par le département de la Défense, des contrats de recherche et développement de la NASA dont les retombées civiles sont très importantes et des financements de compagnies aériennes japonaises pour le programme du Boeing 7E7 (devenu Boeing 787 ultérieurement),,. Airbus ajoute que la plainte de Boeing est motivée par des questions de politique intérieure, à quelques mois de l’élection présidentielle américaine. Le 11 janvier 2005, Boeing et Airbus se mettent d'accord pour tenter de trouver une solution à la querelle en dehors du cadre de l’OMC, mais en juin 2005, à la suite du lancement du programme de conception de l’A350, Boeing et le gouvernement américain rouvrent le conflit commercial auprès de l'OMC, clamant qu’Airbus allait recevoir de nouvelles subventions illégales pour l'A350 et l'A380. Airbus se retourne à son tour contre Boeing, l'accusant de recevoir des subventions pour le développement du 787.
Au terme de cinq ans de procédures, l'OMC rend plusieurs jugements à la suite des différentes plaintes posées. L'OMC déclare le 24 mars 2010 qu'Airbus a reçu des aides illégales. En septembre 2010, un rapport préliminaire de l'OMC déclare que les subventions accordées à Boeing ont violé les règles de l'OMC et doivent être retirées, mais Boeing répond que le jugement ne représentait qu'une fraction de ce que Boeing reprochait à Airbus. Dans deux jugements différents rendus en mai 2011, l'OMC établit que les financements du Ministère de la Défense et de la NASA ne peuvent pas être utilisés pour financer des projets aéronautiques civils et que Boeing doit 5,3 milliards de dollars de subventions illégales. Le Corps d'appel de l'OMC, lui, casse le précédent jugement de l’OMC rendu en septembre 2010 et établissant que les aides apportées par l'Europe étaient illégales. Le nouveau jugement établit que ces financements ne visaient pas à stimuler les exportations et que les partenariats publics-privés peuvent continuer, mais une partie des 18 milliards de dollars doit cependant être remboursée.
Le 12 mars 2012, l'Organe d'appel de l'OMC confirme l'illégalité des subventions versées à Boeing et confirme la légalité des prêts remboursables octroyés à Airbus. L'OMC confirme que Boeing a reçu 5,3 milliards de dollars illégalement créant un préjudice commercial pour Airbus d’environ 45 milliards et déclare que Boeing et les États-Unis ont un délai de 6 mois pour changer leur mode de financement.
Le 22 septembre 2016, l'Organisation Mondiale du Commerce (OMC) estime que l'Union européenne ne s'est toujours pas mise en conformité concernant les subventions accordées à Airbus, les considérant comme abusives.

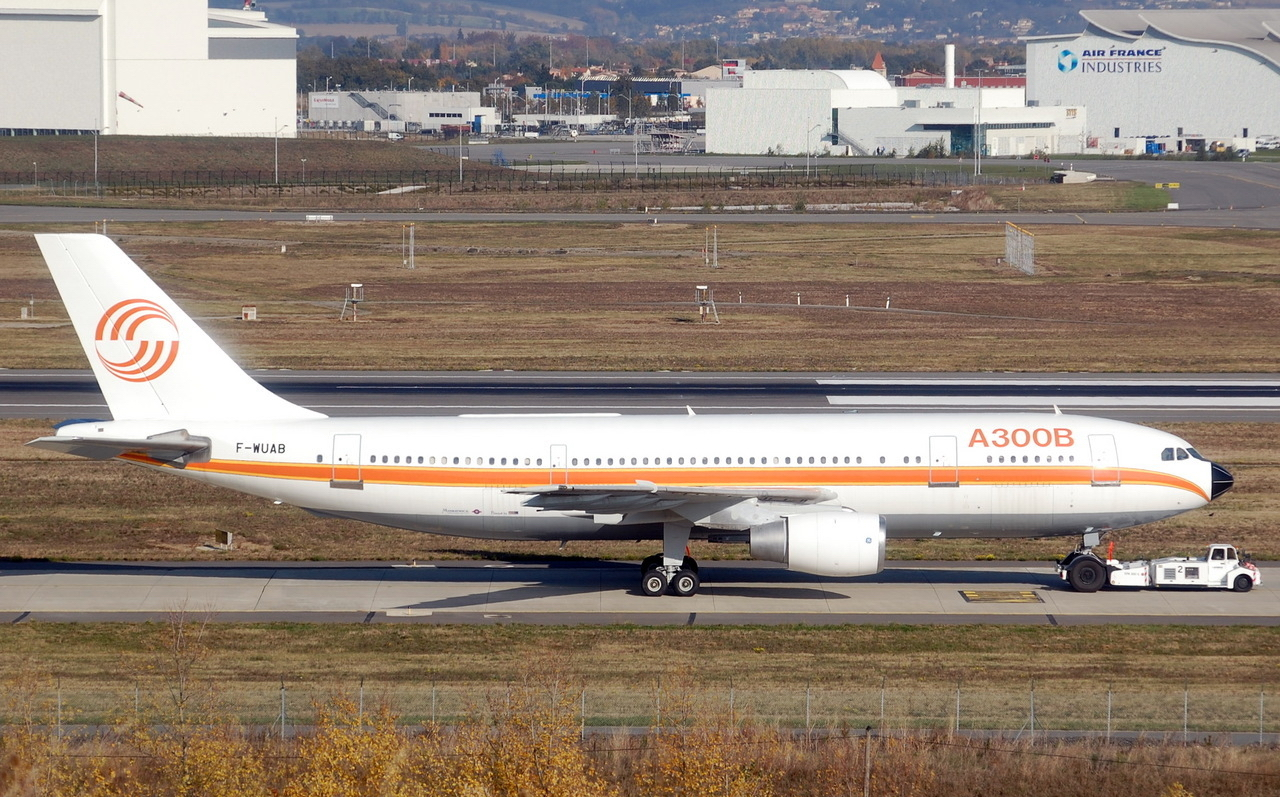
F-WUAB, A300B4-203 MSN238, aux couleurs du prototype A300B1 MSN001 démantelé. Actuellement auprès du musée Aeroscopia à Toulouse.

## Appareils de la gamme Airbus
Airbus produit des avions civils passagers et des appareils d'affaires.

### Avions civils passagers

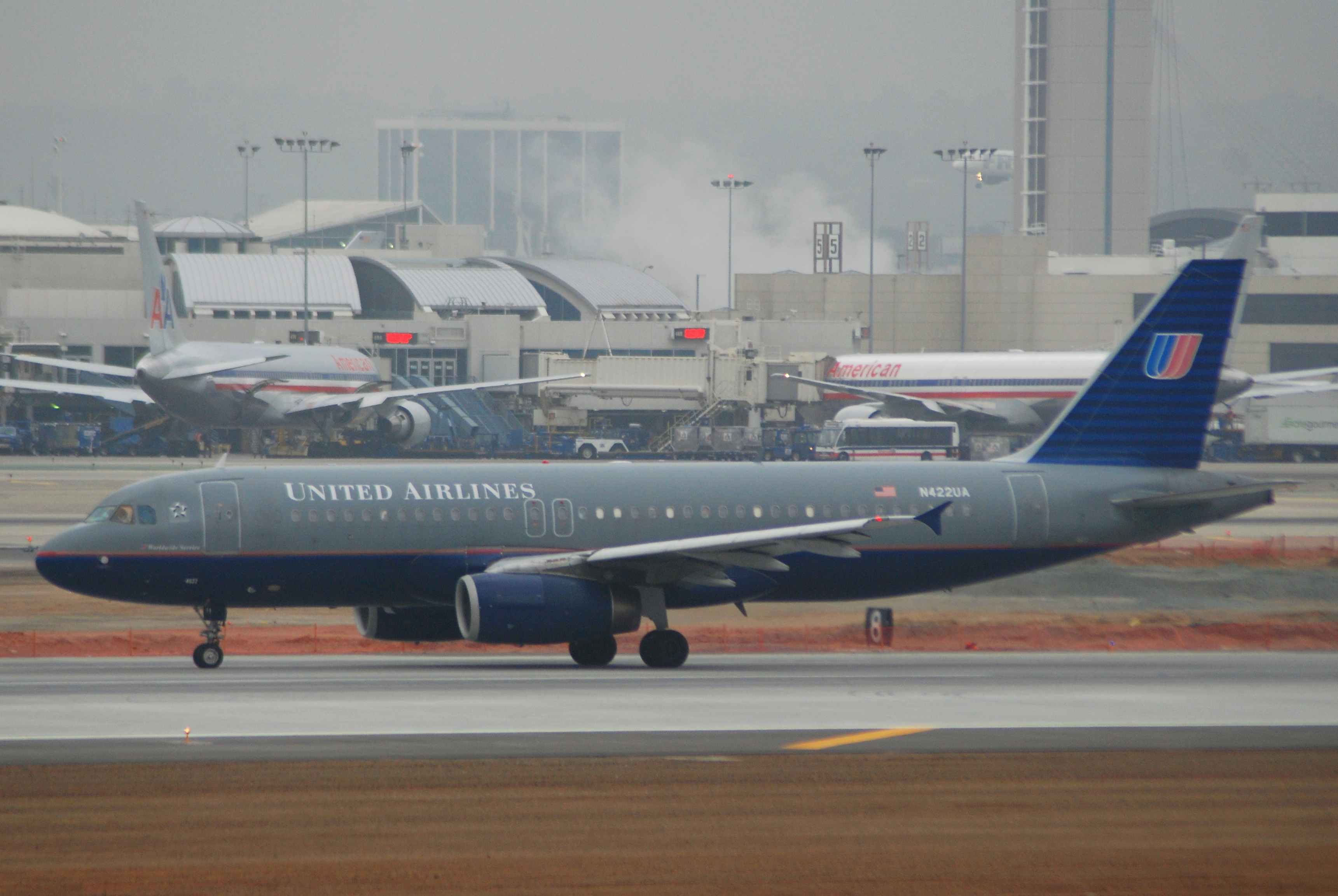
N422UA, A320-232, exemplaire de cette famille, pour lequel Airbus organisa une cérémonie en grande pompe à Toulouse en janvier 1995. En effet, après la Deuxième Guerre mondiale, aucun appareil civil européen n'avait atteint un tel résultat.

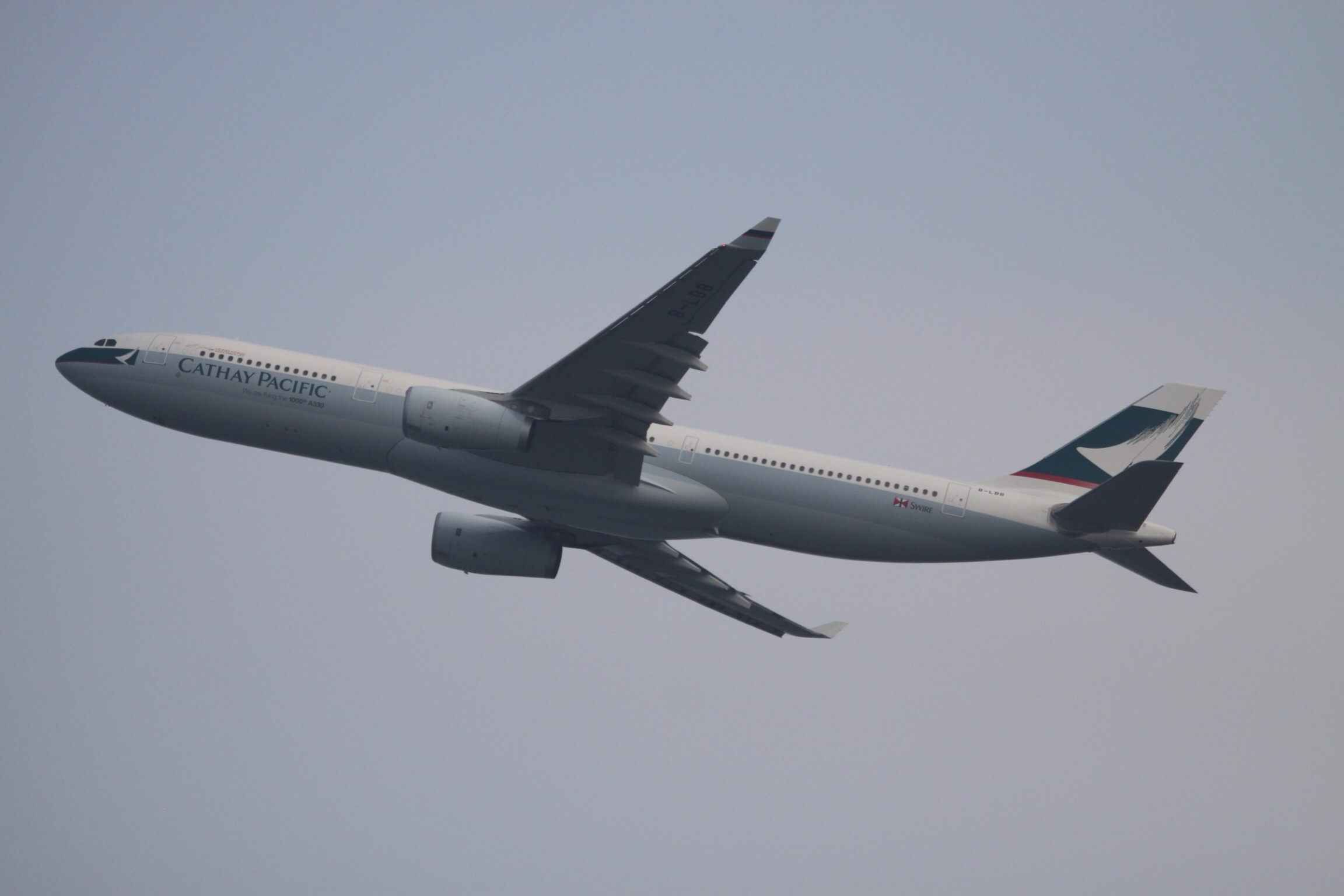
B-LBB, A330-343X, motorisé des réacteurs de Rolls-Royce. Il s'agit du livré en juillet 2013, un autre succès d'Airbus. En profitant de sa haute fiabilité établie, le client peut choisir son réacteur préféré, parmi les trois fournisseurs : General Electric, Pratt & Whitney ou Rolls-Royce.

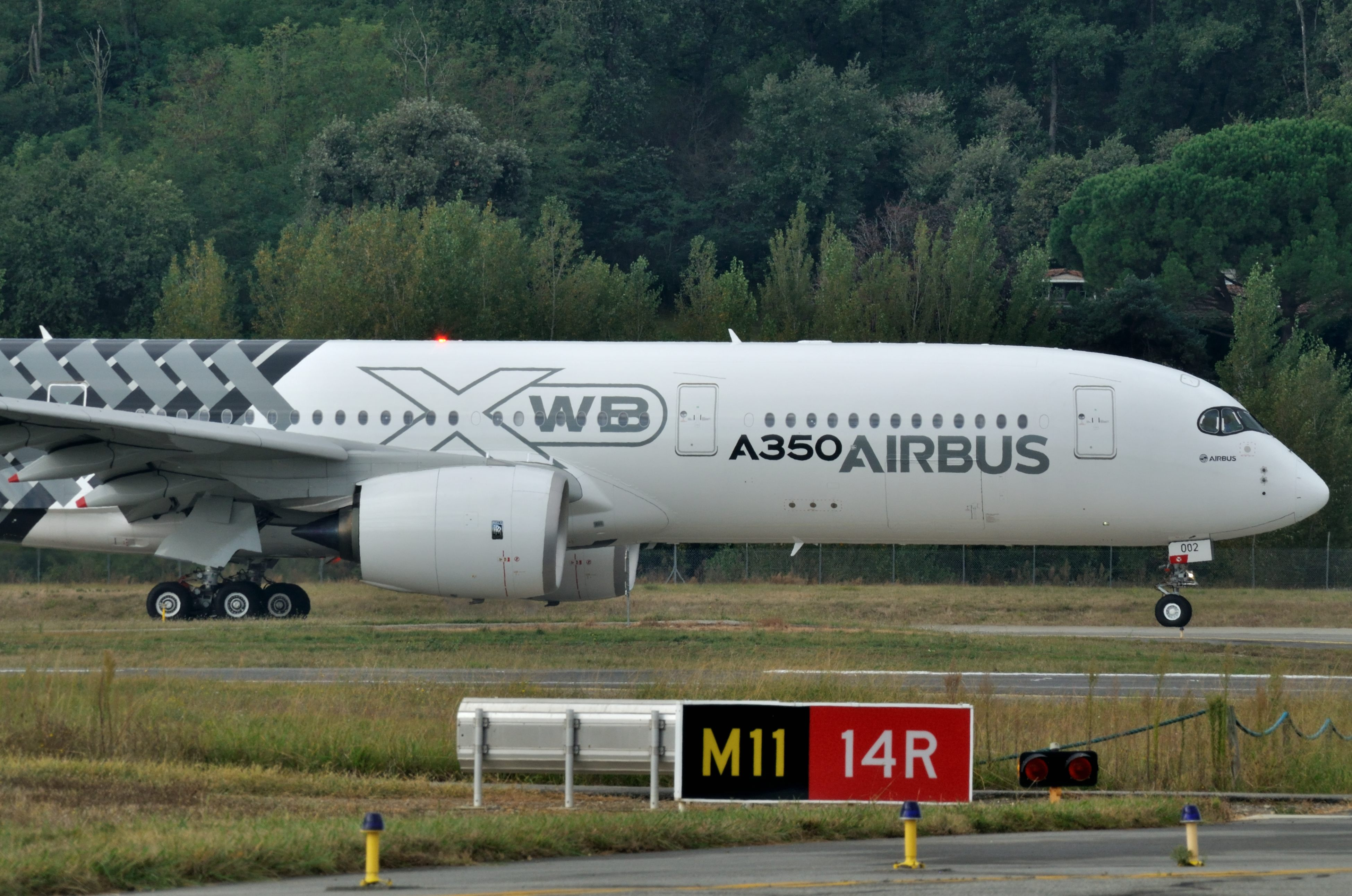
MSN002 de l'A350-941, prototype. Celui-ci sera la prochaine vedette d'Airbus, car, en dépit d'une seule motorisation de Rolls-Royce, il comptait 780 exemplaires de commande ferme en avril 2015 et que ETOPS370, qui assure moins de consommation de carburant, fut déjà autorisé avant sa première livraison.

La gamme d'avions civils offre des appareils de 107 à 525 places et comprend la famille des mono-couloirs A320 (A318, A319, A320 et A321), les long-courriers à fuselage large A330/A340/A350. L'A300, l'A310, l'A340 et le très long-courrier à double pont A380 ne sont plus produits, mais sont encore en service. L'A320, l'A330 sont en production et l'A350 est entré en service en 2015.
Le premier appareil fabriqué par Airbus, l’A300B, fut ainsi nommé, car il devait initialement transporter 300 personnes en standard. Par la suite, chaque nouveau modèle porta un nom augmentant de 10 en 10 : A310, A320, A330, A340, les versions raccourcies ou allongées de l’A320 recevant un numéro très proche (A318, A319, A321). Le nom du dernier avion produit par Airbus, l'A380, fut choisi pour rappeler les deux rangées de hublots superposées, mais aussi, car le 8 est un chiffre porte-bonheur en Asie, qui représente le principal marché ciblé pour cet appareil. Le type A350 quant à lui suit la nomenclature habituelle.
Le 25 mars 2019, lors d'une cérémonie à l'Élysée, le président chinois Xi Jinping a annoncé à Emmanuel Macron qu'il souhaitait faire une commande de 300 Airbus pour la compagnie aérienne étatique CASC (China Aviation Supplies Holding Company). Le montant total de la commande était censé dépasser les 30 milliards d'euros, mais ce chiffre annoncé a été gonflé par la prise en compte de contrats existants et d’accords seulement validés, mais non finalisés par les autorités chinoises.

#### A300
L'Airbus A300 est un avion biréacteur gros-porteur court et moyen courrier pouvant accueillir 266 passagers au moyen et jusqu'à 361 autorisés sur une distance maximale de 7 500 km. Premier appareil commercialisé d'Airbus, il effectua son premier vol d'essai en 1972 et fut mis en service par Air France en 1974. Par la suite, il fut produit à 561 exemplaires jusqu'en 2007.

#### A310
L’Airbus A310 est la version long courrier sur la base de l’A300, dans l'optique de créer le catalogue de la famille d'Airbus. Il peut transporter jusqu'à 280 passagers sur une distance max de 9 600 km. Il fut construit à 255 exemplaires de 1983 jusqu'à 2007. À la suite de l'arrivée de cet appareil modernisé profitant du cockpit numérisé, la série A300B4-600/B4-600R succéda à l'A300B2/B4.

#### A320
La famille Airbus A320 regroupe une série de quatre biréacteurs de ligne moyen-courrier. Le premier appareil, l'A320, donna sa dénomination à la famille et fut suivi, d'abord, d'une version rallongée l'A321, ensuite, de deux versions raccourcies, l'A319 et l'A318. Depuis le vol du premier A320 en 1987, plus de 11 500 exemplaires furent commandés tandis que plus de 6 200 sont en service (en avril 2015), faisant de cet appareil le plus vendu au monde, devant le Boeing 737.

#### A330
L'Airbus A330 est un avion biréacteur long-courrier de moyenne capacité. Il partage son programme de développement avec le quadriréacteur A340 à la différence près que l'A330 s'attaque directement au marché ETOPS des avions biréacteurs gros-porteurs. L'A330 partage avec l'A340 le fuselage et les ailes (sauf A340-500 et A340-600), fuselage qui lui-même est en grande partie emprunté à l'Airbus A300, tout comme le cockpit dont la conception est partagée avec l'A320.

#### A330neo
L'Airbus A330neo ("neo" pour « New Engine Option »), lancé en 2014, est équipé de moteurs Rolls-Royce Trent 7000.

#### A340
L'Airbus A340, premier quadriréacteur d'Airbus, est long-courrier de grande capacité. Il est décliné en plusieurs versions suivant la capacité ou le rayon d'action désiré. Cette famille d'appareils a été conçue avec un design semblable à celui de l'Airbus A330, mais est équipée de quatre réacteurs au lieu de deux.

#### A350
L'Airbus A350 XWB, actuellement cadet du constructeur européen, est un biréacteur long-courrier moyen porteur conçu pour concurrencer le Boeing 787. Airbus souhaite concurrencer au B777-300X, avec son type -1000. Initialement baptisé A350, il devait s'agir d'un modèle dérivé de la famille des A330 et A340, mais à la suite des remarques des compagnies aériennes, il a été décidé en 2006 d'en revoir le concept et de le munir d'un fuselage plus large, à la fois par rapport aux A330 et A340, et surtout par rapport à son principal concurrent, le B787. Rebaptisé « A350 XWB » (pour eXtra Wide Body, « fuselage extra-large »), le 1er appareil fut livré à la fin d'année 2014 à la compagnie de lancement Qatar Airways.

#### A380
L'Airbus A380 se classifie en tant qu'appareil très gros-porteur long-courrier quadriréacteur à double pont. C'est le plus gros avion civil de transport de passagers en service et celui-ci est capable de transporter jusqu'à 853 passagers d'après l'autorisation de l'évacuation. L'A380-800 a un rayon d'action de 15 400 kilomètres, ce qui lui permet de voler de New York jusqu'à Hong Kong sans escale, à la vitesse de 900 km/h (Mach 0,85).

#### A220
À la suite de l'acquisition d'une participation majoritaire dans la Série-C de Bombardier, le modèle est renommé depuis le 10 juillet 2018 en A220-100 et A220-300.

### Avions civils privés et gouvernementaux

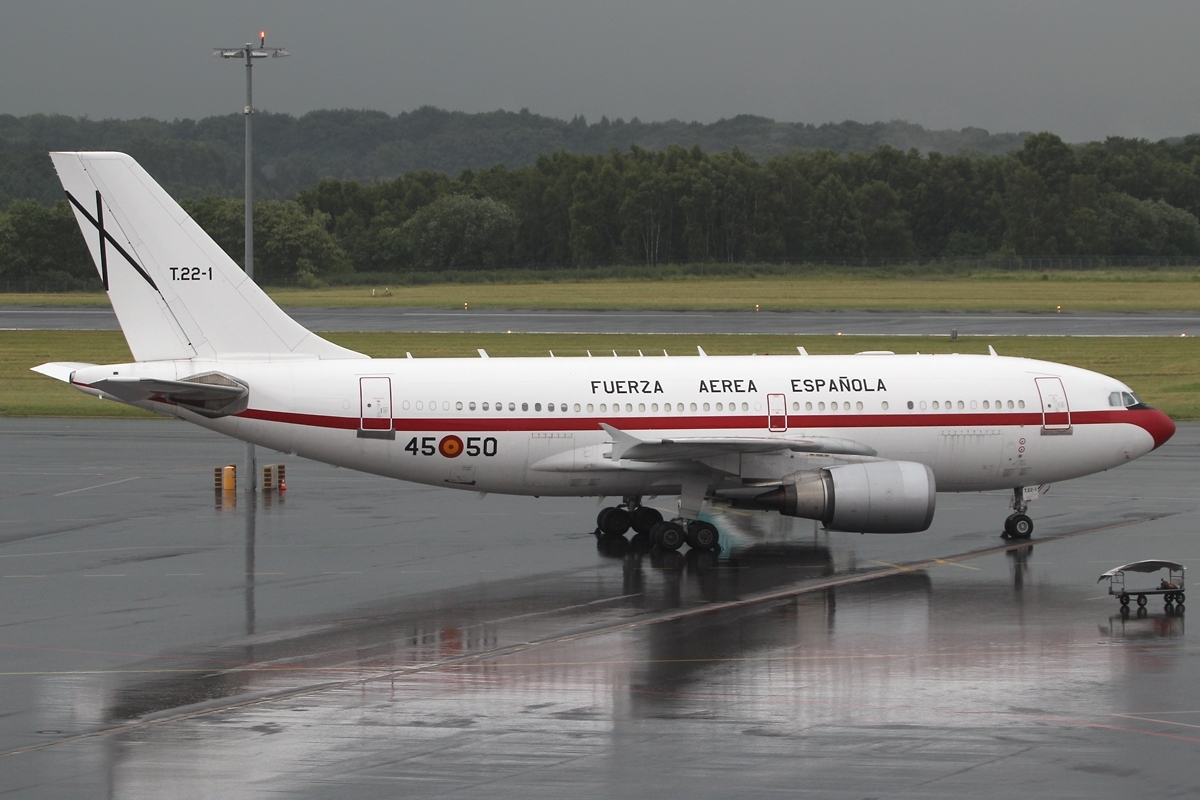
T.22-1, A310-304 du gouvernement espagnol, encore en service.

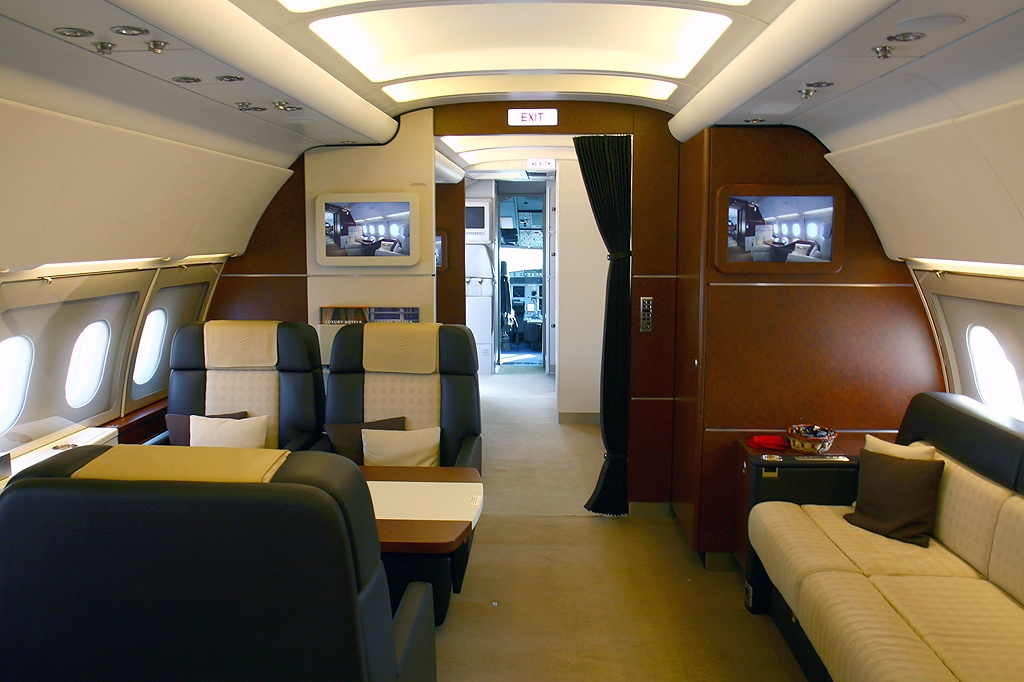
Cabine d'un ACJ318-112, HB-IPP. Plus grande que celles d'autres Business Jet.

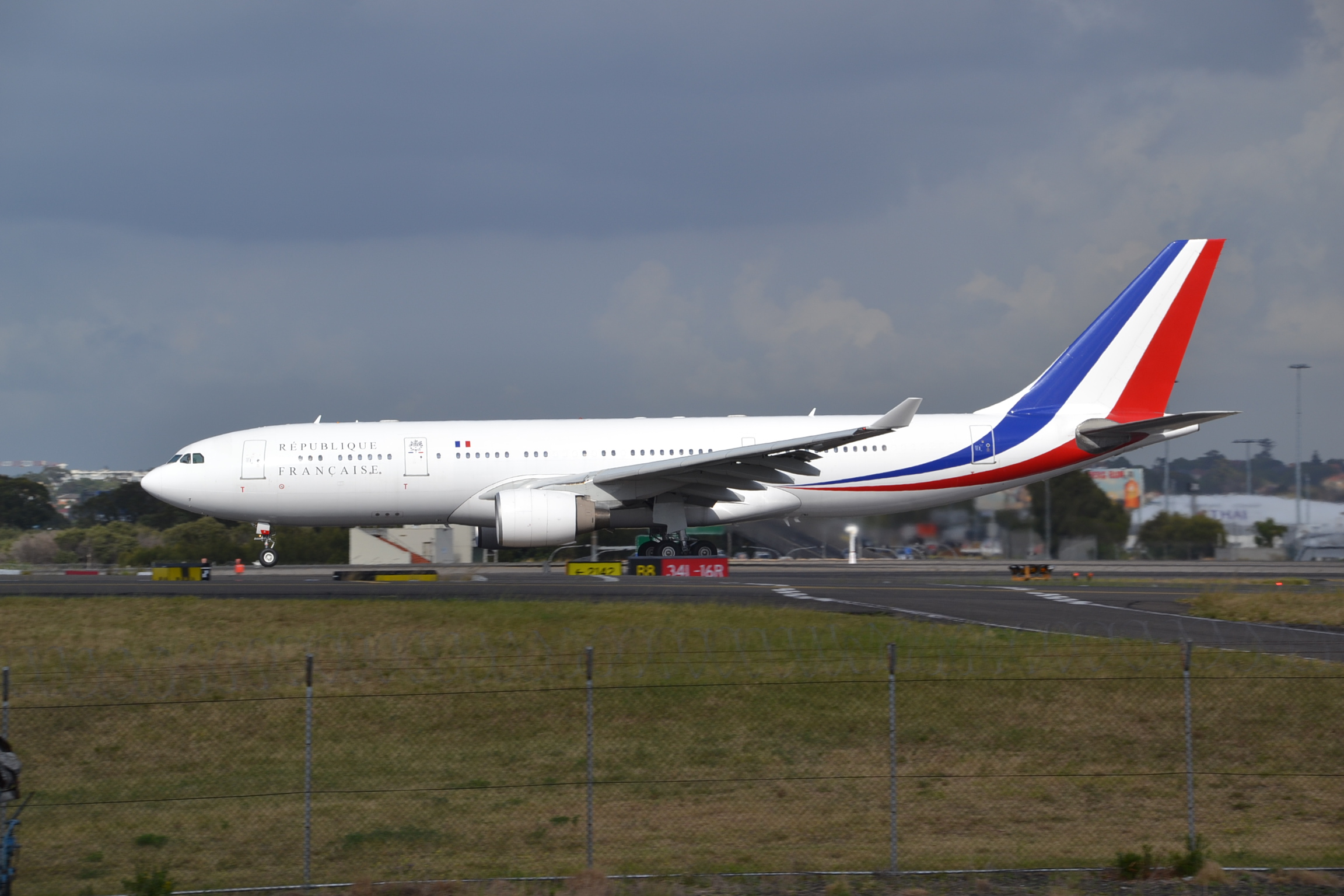
F-RARF, ACJ330-223. Le gouvernement français remplaça ses deux ACJ319-115 par un ACJ330, afin de réduire les escales.

En réponse à la création par Boeing d'avions d'affaires (Boeing Business Jet) dérivés de ses avions civils, Airbus lança sa propre gamme d'avions privés, également basée sur ses avions civils passagers. L'Airbus A319CJ (pour Corporate Jet) en tant que premier modèle fut lancé en novembre 1999. D'autres avions d'affaires furent lancés (A318 Elite, A319 Corporate, A380 Prestige) et le 16 mai 2011, toute la gamme fut renommée en ACJ (pour Airbus Corporate Jet) : ACJ318, ACJ319, ACJ320, ACJ340 et ACJ380. Jusqu'en 2012, plus de 170 exemplaires d'affaires furent délivrés, dont 110 petit-porteurs VIP et gouvernements. L'ACJ350 sera dorénavant disponible. Comme la plupart des clients souhaitent leurs vols sans escale, l'ACJ319 et l'ACJ330-200 sont normalement préférés, en raison de leur autonomie.
A300/A310 VIP ou gouvernementaux
Certes, la catégorie ACJ300/310 n'existait pas encore, avant la cessation de leur production. Toutefois, de nombreux gouvernements profitaient du rayon d'action de l'A310, en faveur de leur déplacement, étant donné qu'une escale n'est autre que quelques heures de temps perdues qu'aucun VIP ne souhaite. C'est la raison pour laquelle 22 A310 gouvernementaux et VIP étaient encore en service le 30 avril 2015, selon le constructeur.
Famille ACJ320
Les avions de la famille ACJ320, dérivés des A320 sont les plus répandus des avions d'affaires d'Airbus. L'ACJ319 fut le premier proposé et le premier exemplaire fut livré en 1999. L'ACJ320 suivit en 2000 ainsi que l'ACJ318 en 2007, et le total des ventes a atteint 110 appareils en 2012. Avec des rayons d'action allant de 7 800 km à plus de 11 000 km, Airbus réussit à convaincre le marché des jets d'affaires détenu en majorité par Bombardier (Learjet), Cessna ou Dassault avec des appareils à longs rayons d'action, mais qui n'offrent pas l'espace et l’adaptabilité des Airbus. 67 ACJ319, 24 ACJ320 et 18 ACJ318 étaient exploités, le 30 avril 2015, par de nombreux clients. D'ailleurs, faute d'autonomie suffisante, un seul ACJ321 vendu ne reste plus dans cette catégorie.
ACJ330
L'ACJ330 est dérivé de l'A330-200 et est notamment utilisé par divers gouvernements : France (Cotam Unité), Kazakhstan, Qatar, Turquie. Le 30 avril 2015, 34 ACJ330-200 étaient exploités.
ACJ340
Plusieurs gouvernements dont celui de l'Allemagne bénéficient du rayon d'action et de la taille de l'appareil. 20 appareils étaient en service le 30 avril 2015. Comme Airbus devait récupérer un certain nombre d'A340 lors de ventes de nouveaux appareils tels que l'A330 et l'A380, le recyclage de ce type, duquel les appareils sont principalement conservés à Tarbes-Lourdes, sera désormais promu en tant qu'ACJ340.
ACJ350
L'ACJ350, dérivé de l'A350, est dorénavant disponible en deux versions : ACJ350-900, dont un exemplaire a déjà été commandé, et ACJ350-1000. Le développement du modèle -800 est repoussé. Les clients bénéficieront de la certification ETOPS370, autorisée en octobre 2014. Encore faudra-t-il trouver le créneau de production.
ACJ380
Après avoir constaté un certain nombre de B747 gouvernementaux et VIP, Airbus envisageait un bon nombre de ventes de l'ACJ380, anciennement « A380 Prestige ». Toutefois, un seul client commanda un appareil utilisé en tant que prototype. Finalement, cette commande fut annulée en décembre 2014. Il est peu probable qu'Airbus puisse retrouver ses clients dans cette catégorie.

### Avions civils fret

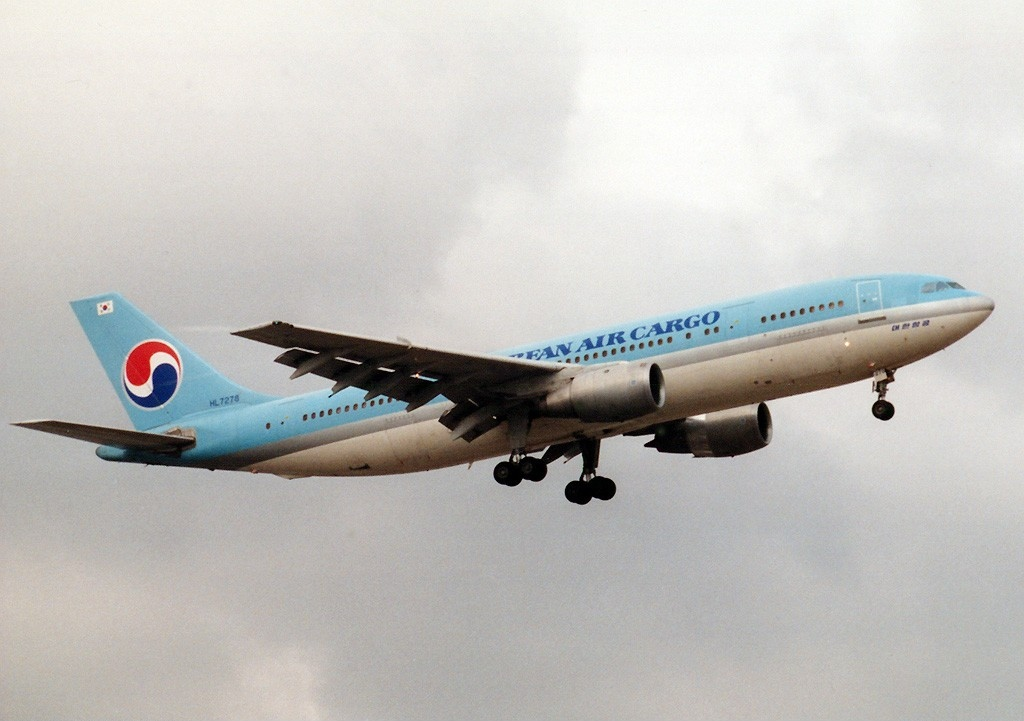
HL7278, A300F4-203, premier exemplaire cargo d'Airbus, livré le 5 août 1986. Pour la facilité de fabrication, les hublots ne furent pas supprimés.

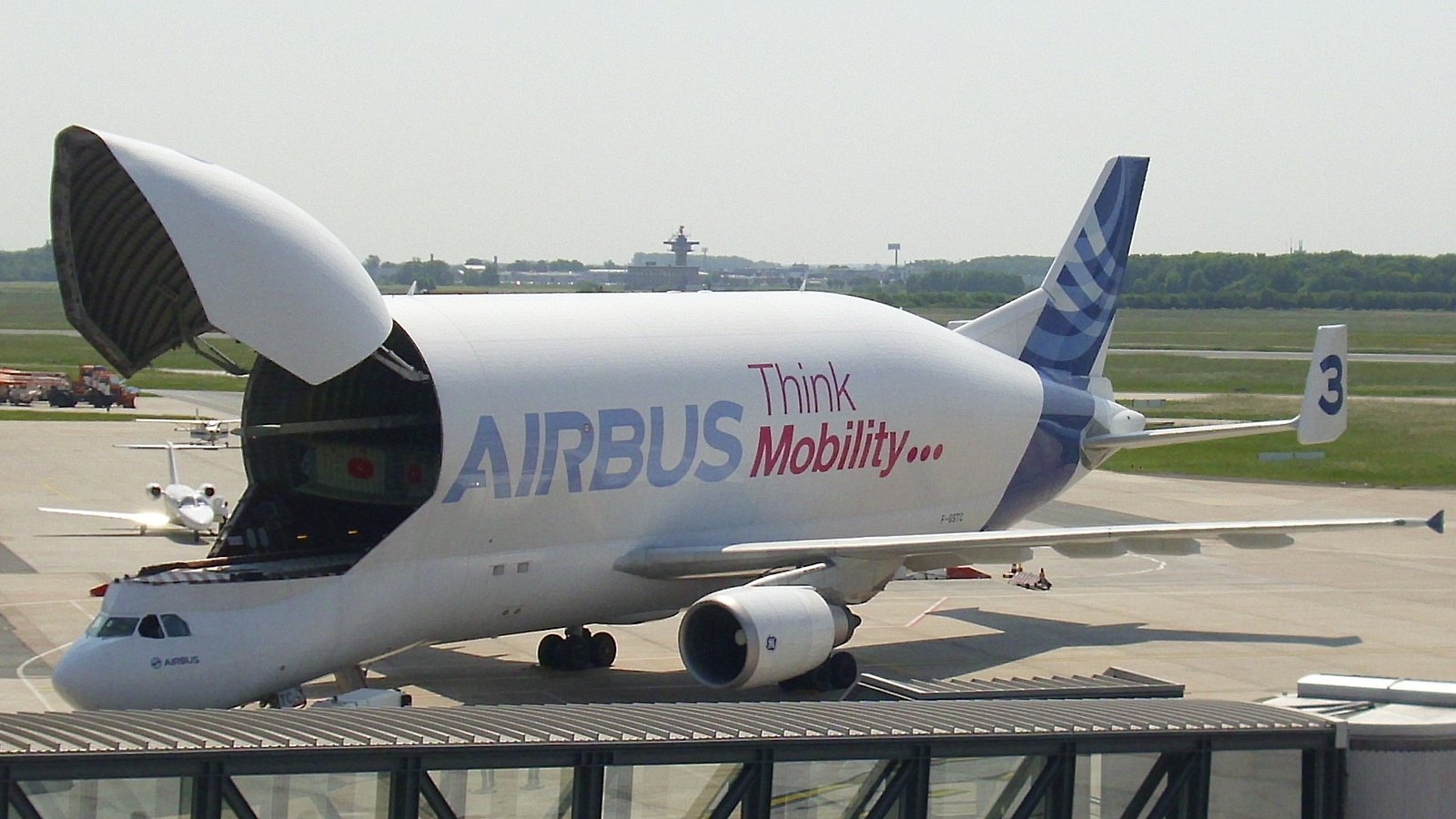
F-GSTC, 3e appareil de Béluga à Brême.

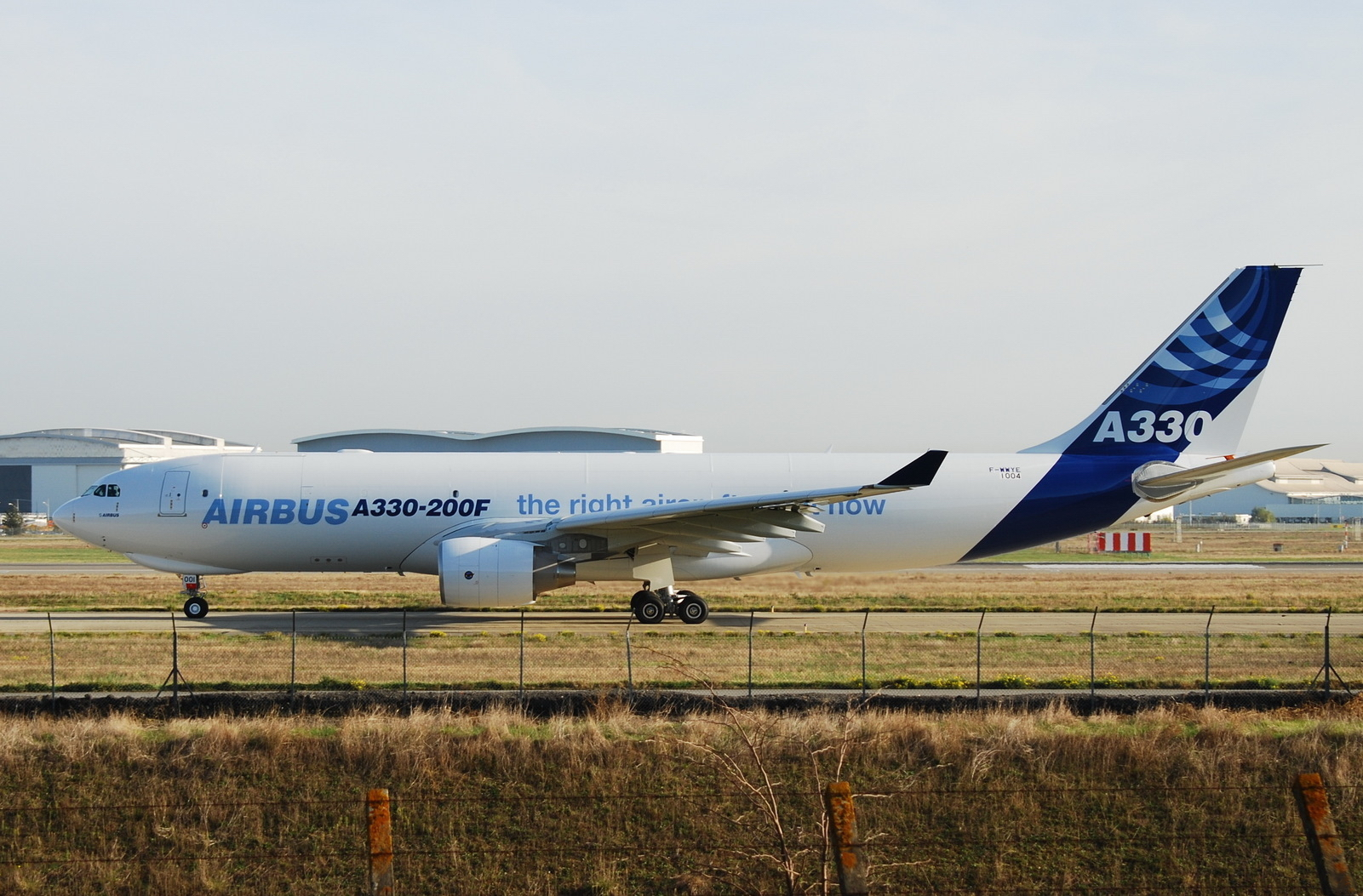
F-WWYE, A330-243F, prototype de l'A330F sans hublot.

Les versions fret sont dérivées des versions passagers. Il est vrai qu'Airbus assemblait plusieurs types de version cargo. Néanmoins, il ne reste que l'A330-200F dans le catalogue du constructeur. Au contraire, la conversion des appareils passager en version fret est toujours effectuée. Désormais, l'A320F et l'A330F (plus précisément A320P2F et A330P2F) en occasion seront disponibles.
A300F4-203
Seuls deux appareils furent construits en faveur de Korean Air.
A300B2/B4-100F/-200F, A300B4-600F/600RF
Après avoir servi comme version passager, de nombreux appareils furent convertis en version cargo, car sa capacité est effectivement apprécié en raison de sa taille préférée. Certains restent encore en service, grâce à leur exploitation moins fréquente.
A300F4-600R
Avant de clôturer la ligne de production de l'A300, Airbus assembla un nombre considérable d'A300F4-600R, sans hublot, essentiellement pour FedEx et UPS. Ces exemplaires seront les derniers A300 exploités.
A300-600ST
L'Airbus A300B4-608ST, également connu sous le nom de « Béluga » ou Super Transporter, est dérivé de l'A300B4-600R. Il possède une soute de 37,7 m de long et 7,4 m de diamètre et peut transporter une charge de plus de 50 tonnes sur une distance maximale de 2 779 km. Cinq exemplaires du Béluga furent construits et sont utilisés par sa filiale, Airbus Transport International, pour le transport de sections d'appareils Airbus entre les divers sites de production en Europe. Il doit son nom de Béluga à sa ressemblance avec la silhouette du cétacé du même nom.
A310F
Il existe uniquement des appareils convertis. Notamment, la compagnie FedEx profitait de son autonomie, en faveur de ses lignes transatlantique et vers Asie. À la suite de l'augmentation du prix de carburant, ses exploitations devinrent moins fréquentes, car la productivité de l'A300F est supérieure.
A330F et A330P2F
L'A330F, conçu comme successeur de l'A300F4-600R, fut proposé au salon de Farnborough en 2006. Il a une plus grande autonomie que l'A300-600F et peut transporter 64 tonnes sur 7 400 km, ou 69 tonnes sur 5 930 km. Après avoir subi quelques annulations, l'A330-200F ne comptait que 42 exemplaires de commande en avril 2015, au contraire du succès de l'A300F. D'ailleurs, Airbus lança en février 2012 un programme de conversion d'A330-200 et -300 passagers en version fret, baptisé A330P2F (pour Passengers-to(two)-Freighter) et estime le nombre de conversions à 900 pour la période 2012-2032.
A380-800F
Airbus avait prévu de développer la version fret de l'A380 en même temps que la version passager. L'A380-800F était censé avoir une autonomie de 10 410 km et une capacité d'emport de 150 tonnes. FedEx et UPS avaient commandé 10 exemplaires chacun, mais annulèrent entièrement leurs commandes à la suite des retards de production,. Airbus décide alors de suspendre le développement de l'A380-800F afin de concentrer ses moyens sur la version passager Victime de retard, l'A380-800F n'est plus mentionné par le constructeur.

### Véhicules autonomes
Pop.Up

Le 7 mars 2017, Airbus présente à Genève son prototype de voiture autonome volante "Pop.Up".
Airbus A³ Vahana
premier vol janvier 2018
CityAirbus

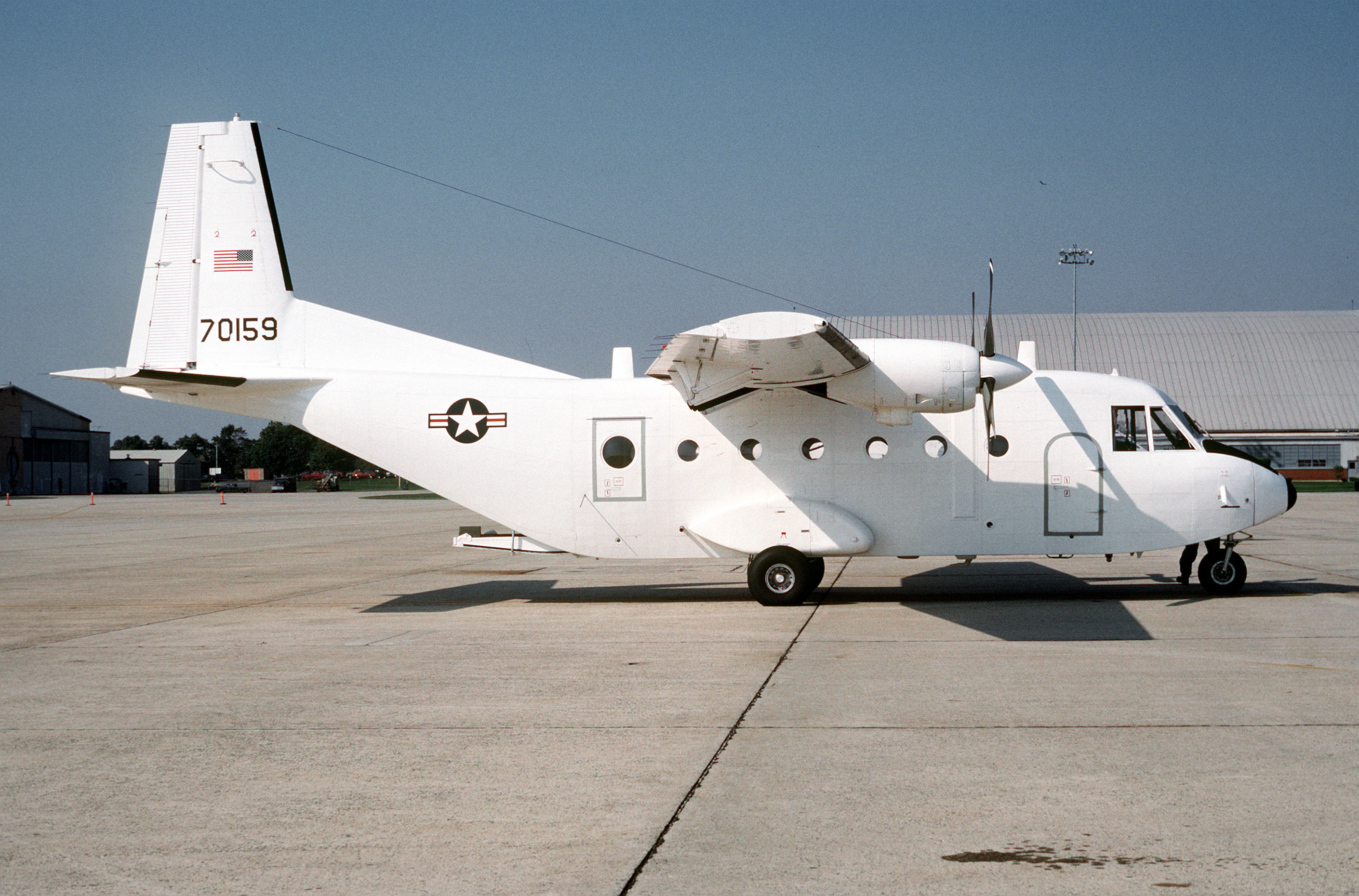
C212 de lUS Air Force.

présentation du prototype mars 2019

## Caractéristiques techniques des avions Airbus

### Avions civils
Avions civils passagers
| Avion           | Version   | Longueur  | Autonomie | Passagers     | Lancement     | Premier vol     | Certification | Première livraison | Commandes | Livraisons | Prix,    |
| --------------- | --------- | --------- | --------- | ------------- | ------------- | --------------- | ------------- | ------------------ | --------- | ---------- | -------- |
| A300            | A300B1    | 50,30 m   | -         | 259           | -             | 28 octobre 1972 |               | -                  | 2         | 2          | -        |
| A300            | A300B2    | 53,61 m   | 7 600 km  | 269           | Novembre 1972 | Février 1973    | Mars 1974     | Mai 1974           | 559       | 559        | -        |
| A300            | A300B3    | 53,61 m   | - km      | 269           | -             | Juin 1971       | -             | -                  | 559       | 559        | -        |
| A300            | A300B4    | 53,61 m   | 7 600 km  | 269           | Janvier 1972  | Décembre 1974   | Mars 1975     | Mai 1975           | 559       | 559        | -        |
| A300            | A300-600  | 54,10 m   | 7 500 km  | 269           | Décembre 1980 | Juillet 1983    | -             | Avril 1988         | 559       | 559        | -        |
| A300            | A300-600R | -         | -         | -             | -             | Décembre 1987   | -             | -                  | 559       | 559        | -        |
| A310            | A310-200  | 46,66 m   | 7 800 km  | 240           | Juillet 1978  | Avril 1982      | Mars 1983     | Mars 1983          | 255       | 255        | -        |
| A310            | A310-300  | 46,66 m   | 9 600 km  | 240           | Juin 1983     | Juillet 1985    | Décembre 1985 | Décembre 1985      | 255       | 255        | -        |
| Famille A320    | A318      | 31,40 m   | 5 750 km  | 90 - 110      | Avril 1999    | Juillet 2003    | Mai 2003      | Juillet 2003       | 80        | 80         | 77,4 M$  |
| Famille A320    | A319      | 33,80 m   | 6 950 km  | 110 - 140     | Mai 1993      | Août 1995       | Avril 1996    | Avril 1996         | 1486      | 1482       | 92,3 M$  |
| Famille A320    | A320      | 37,60 m   | 6 200 km  | 140 - 170     | Novembre 1989 | Février 1987    | Février 1988  | Mars 1988          | 4770      | 4752       | 101,0 M$ |
| Famille A320    | A321      | 44,50 m   | 5 950 km  | 170 - 210     | Novembre 1989 | Mars 1993       | Décembre 1993 | Janvier 1994       | 1791      | 1762       | 118,3 M$ |
| Famille A320neo | A319neo   | 33,84 m   | 6 850 km  | 120 - 150     | Décembre 2010 | -               | -             | -                  | 78        | 2          | 101,5 M$ |
| Famille A320neo | A320neo   | 37,57 m   | 6 300 km  | 150 - 180     | Décembre 2010 | -               | -             | Janvier 2016       | 3910      | 1147       | 110,6 M$ |
| Famille A320neo | A321neo   | 44,51 m   | 7 400 km  | 180 - 220     | Décembre 2010 | Février 2016    | -             | Avril 2017         | 3463      | 468        | 129,5 M$ |
| Famille A330    | A330-200  | 58,82 m   | 13 450 km | 210 - 250     | Juin 1987     | Novembre 1995   | Mars 1998     | Avril 1998         | 661       | 645        | 238,5 M$ |
| Famille A330    | A330-300  | 63,69 m   | 11 750 km | 250 - 290     | Juin 1987     | Novembre 1992   | Octobre 1993  | Décembre 1993      | 779       | 771        | 264,2 M$ |
| A340            | A340-200  | 59,39 m   | 12 400 km | 210 - 250     | Juin 1987     | Avril 1992      | Décembre 1992 | Fevrier 1993       | 246       | 246        | -        |
| A340            | A340-300  | 63,6 m    | 13 500 km | 250 - 290     | Juin 1987     | Octobre 1991    | Décembre 1992 | Janvier 1993       | 246       | 246        | 215,5 M$ |
| A340            | A340-500  | 67,9 m    | 16 670 km | 270 - 310     | Décembre 1997 | Février 2002    | Décembre 2002 | Décembre 2003      | 131       | 131        | 237,1 M$ |
| A340            | A340-600  | 75,3 m    | 14 450 km | 320 - 370     | Décembre 1997 | Avril 2001      | Mai 2002      | Juillet 2002       | 131       | 131        | 249,4 M$ |
| A350            |           |           |           |               |               |                 |               |                    |           |            |          |
| A350-900        | 66,89 m   | 15 000 km | 300 - 350 | Décembre 2004 | Juin 2013     | Septembre 2014  | Décembre 2014 | 747                | 353       | 317,4 M$   |          |
| A350-1000       | 73,88 m   | 16 100 km | 350 - 410 | Décembre 2004 | -             | Novembre 2017   | Février 2018  | 168                | 53        | 366,5 M$   |          |
| A380            | A380-800  | 72,72 m   | 15 400 km | 407 - 853     | Décembre 2000 | 27 avril 2005   | Décembre 2006 | 15 octobre 2007    | 251       | 246        | 445,6 M$ |

Avions civils privés
| Avion         | Modèle         | Longueur | Autonomie | Passagers | Lancement     | Premier vol   | Première livraison | Commandes | Livraisons | Prix  |
| ------------- | -------------- | -------- | --------- | --------- | ------------- | ------------- | ------------------ | --------- | ---------- | ----- |
| Famille A320, | ACJ318         | 31,45 m  | 7 800 km  | 8         | Novembre 2005 | -             | 10 mai 2007        | 21        | 17         | 65 M$ |
| Famille A320, | ACJ319         | 33,84 m  | 11 100 km | 8         | -             | Novembre 1998 | Décembre 1998      | 76        | 69         | 80 M$ |
| Famille A320, | ACJ320         | 37,57 m  | 7 800 km  | 8         | -             | -             | 2000               | 13        | 12         | 85 M$ |
| A330,         | ACJ330-200     | 58,82 m  | 14 800 km | 25        | -             | -             | -                  | 33        | 22         | -     |
| A340,         | ACJ340-200/300 | 60,30 m  | 14 800 km | 25        | -             | -             | -                  | 7         | 7          | -     |
| A340,         | ACJ340-500/600 | 63,45 m  | 17 850 km | 25        | -             | -             | -                  | 9         | 7          | -     |
| A350,         | ACJ350-800     | 60,54 m  | 18 000 km | -         | -             | -             | -                  | 0         | 0          | -     |
| A350,         | ACJ350-900     | 66,89 m  | 17 800 km | -         | -             | -             | -                  | 2         | 0          | -     |
| A350,         | ACJ350-1000    | 73,88 m  | - km      | -         | -             | -             | -                  | 0         | 0          | -     |
| A380,         | ACJ380-800     | 72,74 m  | 16 500 km | 50        | -             | -             | -                  | 1         | 0          | -     |

Avions civils fret
| Avion               | Longueur | Autonomie | Fret   | Lancement    | Premier vol       | Première livraison | Commandes  | Livraisons | Prix     |
| ------------------- | -------- | --------- | ------ | ------------ | ----------------- | ------------------ | ---------- | ---------- | -------- |
| A300F               | - m      | - km      | - t    | -            | Septembre 1976    | -                  | -          | -          | -        |
| A300-600F           | 54,10 m  | 7 500 km  | 54,6 t | -            | Décembre 1993     | Décembre 1993      | Avril 1994 | -          | -        |
| A300-600ST (Beluga) | 56,15 m  | 2 779 km  | 40 t   | Août 1991    | 13 septembre 1994 | septembre 1995     | 5          | 5          | -        |
| A330-200F           | 58,82 m  | 5 950 km  | 70 t   | Janvier 2007 | Novembre 2009     | Juillet 2010       | 41         | 38         | 211,5 M$ |

## Autres secteurs d'activité
Airbus est aussi actionnaire dans les entreprises suivantes (hors aviation) :
- Airseas, start-up spécialisée dans les technologies de propulsion par le vent pour le secteur maritime[289]. Placée en redressement judiciaire, l’entreprise basée à Nantes a été reprise par le japonais K Line début 2024[290].
- Carmat, fabricant de cœurs artificiels[291].
- Predict, système de surveillance  qui anticipe les crues[292].